# 파티마 칼리파국
파티마 칼리파국 또는 파티마 제국(아랍어: ٱلْخِلَافَة ٱلْفَاطِمِيَّة, 로마자: al-Khilāfa al-Fāṭimiyya 알 킬라파 알 파티미야)은 10세기부터 12세기까지 약 2세기 가량 존속했던 이스마일 시아파계 파티마 왕조의 통치 하에 있던 아랍 제국이자 칼리파국이었다. 그들의 영토는 서쪽으로는 대서양 연안의 모로코에서부터 동쪽으로는 홍해까지 북아프리카 대부분을 아울렀다. 파티마 왕조 통치자들은 스스로를 시아파 초대 이맘 알리와 이슬람 창시자 무함마드의 딸 파티마의 후손으로 여겼으며, 실제로 많은 시아파 공동체들뿐만 아니라 여러 이슬람 국가들 및 인접한 지역의 교파들에게 정당한 이맘으로 인정받았다. 처음에 이프리키야(대략 오늘날의 튀니지)에서 창건된 파티마 왕조는 곧 그들의 통치를 지중해와 대서양 연안으로, 그리고 최종적으로는 이집트로 확장시켰다. 파티마 칼리파는 핵심 지역인 이집트 이외에도 마그레브, 시칠리아, 레반트, 헤자즈 등의 영토를 통치했다.
902년에서 909년 사이에, 이스마일 시아파에게 이상적이었던 국가의 실현은 쿠타마 베르베르족의 도움으로 아글라브 이프리키야를 전복시키고 파티마 칼리파국의 설립을 위한 길을 닦은 다이(선교사) 아부 압둘라 알 쉬이에 의해 이루어졌다.  그곳의 정복 이후, 시질마사에 머무르고 있던 압둘라 알마흐디 빌라는 909년에 이프리키야에 도착하여 이맘으로 인정되었으며 초대 파티마 칼리파이자 왕조의 창시자가 되었다. 969년 알 무이즈 통치 기간에 파티마 칼리파국은 이흐시드 왕조로부터 이집트를 정복했으며, 973년에 새로운 수도 카이로를 건설하면서 이집트는 파티마 칼리파국의 새로운 핵심 지역이 되었다. 이집트는 제국의 정치적, 문화적, 종교적으로 중심지가 되었으며 새로운 "고유의 아랍 문화"를 발전시켜 나갔다. 초기의 활발한 정복 이후, 파티마 칼리파들은 종종 유대교와 기독교뿐만 아니라 심지어 이슬람의 비시아파 종파들에게도 어느 정도의 종교적인 관용을 베풀었다. 하지만, 정작 중심지였던 이집트의 대중들이 그들의 종교적인 신념을 채택하도록 하는 것에는 별다른 진전이 없었다.
알 아지즈와 알 하킴의 통치 이후, 알 무스탄시르의 길고도 평범했던 치세는 파티마 칼리파들이 국정에 대해 관심이 없도록 만들고 와지르 및 군부가 권력을 장악하도록 하는 정권을 확립시켰다. 1060년대에는 군대 내부의 정치적, 민족적 파벌주의가 장기간의 내전으로 이어져 국가의 생존을 위협했다. 와지르 바드르 알 자말리의 재임 기간 동안 부흥기를 구가하던 파티마 칼리파국은 그가 죽은 후 11세기 후반과 12세기 동안 급격히 쇠퇴했으며, 1070년대 셀주크 튀르크의 시리아 침공 및 1097년 십자군의 레반트 상륙과 같은 외부적인 요인 이외에도 여러 내부적인 어려움으로 인해 심각할 정도로 크게 약화되었다. 1171년, 마지막 파티마 칼리파가 사망한 뒤 명목상의 와지르였던 살라딘이 이집트의 실질적인 통치자가 되었는데, 그는 이미 권력을 상실한 파티마 왕조의 칼리파 직위를 공식적으로 철폐하고는 이집트를 다시 수니파 아바스 왕조의 영향권으로 편입시킨 아이유브 술탄국을 창건했다.

## 명칭
| 언어별 명칭                                                     | 언어별 명칭                                                   |
| --------------------------------------------------------------- | ------------------------------------------------------------- |
| 아랍어                                                          | الدولة الفاطمية (앗 다울라툴 파티미야, ad-dawlat-ul Fatimiya) |
| ٱلْخِلَافَة ٱلْفَاطِمِيَّة (알킬라파툴 파티미야, al-khalifat-ul Fatimiya) |                                                               |
| الفَاطِمِيُّونَ (알파티미윤, al 'fatimiuwn)                           |                                                               |
| فَاطِمِيّ (파티미위, fāṭimiyy)                                      |                                                               |
| 페르시아어                                                      | خلافت فاطمیان (할로파트 파티미얀, khelaafat 'fātemīyān)       |
| فاطمیان (파티미얀, fātemīyān)                                   |                                                               |
| 영어                                                            | Fatimid Caliphate 파티미드 캘러페이트                         |
| Fatimid Dynasty 파티미드 다이너스티                             |                                                               |
| Fatimid Empire 파티미드 엠파이어                                |                                                               |
| 한자                                                            | 綠衣大食 녹의대식                                             |
| 한국어                                                          | 파티마 칼리파국                                               |
| 파티마 왕조                                                     |                                                               |
| 파티마 제국                                                     |                                                               |

파티마 왕조 통치자들은 스스로를 시아파 초대 이맘 알리와 이슬람 창시자 무함마드의 딸 파티마의 후손이라고 여겼으며, 이를 파티마로부터 물려받은 무함마드 혈통을 주장함으로써 정당화했다. 따라서 왕조의 공식적인 이름인 "파티미위Fāṭimiyy(아랍어: فَاطِمِيّ)"는 아랍어 "파티마Fāṭima"의 상대적 형용사이다.
그들은 또한 알리의 혈통을 강조하면서 자신들을 '앗다울라 알 알라위야al-dawla al-alawiya, (알리 왕조)"라고 칭했지만, 대부분의 수니파 기록에서는 단지 그들 왕조의 창시자 압둘라 알마흐디 빌라의 원래 이름 중 일부인 '우바이드 알라'를 따서 "우바이드 왕조Banu Ubayd"라고 부른다.

## 역사

### 기원
파티마 왕조는 "정치적, 종교적, 철학적, 사회적"이고 혁명적인 시아파의 한 분파인 이스마일파의 이맘으로 집권했는데, 이는 본래 이슬람에서 예언된 메시아(마흐디)의 도래를 선언하면서 그리했던 것이다. 이 분파의 기원과 왕조 자체는 9세기 후반 이전에는 잘 알려져 있지 않았다.
파티마 통치자들은 창시자인 압둘라 알마흐디 빌라를 시작으로 대부분 아랍 출신이었다. 소카빌리아 출신의 쿠타마 베르베르족은 일찍이 파티마 왕조에 의해 이스마일파로 개종하여 그들 제국의 군대를 구성했다.

#### 초기 시아파와 이스마일파의 뿌리
시아파는 우마이야 왕조 및 아바스 왕조와 같은 보편 수니파 칼리파들을 '찬탈자'로 여겨 격렬하게 반대했다. 대신에, 그들은 오직 무함마드의 딸 파티마를 통해 이어져 내려온 알리의 후손들만이 무슬림 공동체를 이끌 수 있다고 믿었다. 이것은 나중에 그들의 추종자들이 지상에서 하나님의 진정한 대표자라고 여긴 알 후세인을 통해 "이맘"이라는 형태로 새롭게 나타났다. 동시에, 당시 이슬람 세계에서는 진정한 이슬람의 정의와 전통을 회복하고 종말의 시대에 나타난다는 "마흐디mahdī, (올바르게 이끄는 자)" 및 "카임qāʾim, (일어서는 자)"의 출현에 관한 종말론적인 예연이 널리 퍼져 있었는데, 민중들은 이 인물이 시아파이자 알리의 후손일 것으로 여겼다. 이후 이 믿음은 시아파들 사이에서 그들 신앙의 핵심적인 교리가 되었고, 죽거나 처형당한 몇몇 시아파 지도자들에게 적용되었다. 그들의 추종자들은 이들이 은둔 생활을 하고 있으며, 약속된 날에 반드시 돌아오거나 부활할 것이라고 믿었다.
이러한 전통은 6번째 이맘인 자파르 알 사디크의 계승 문제에서 특히 두드러졌다. 알 사디크는 아들 이스마일 이븐 자파르를 자신의 후계자로 임명했지만, 그는 아버지보다 먼저 사망했으며 765년 알 사디크가 임종을 맞이할 때 그의 후계자 자리는 공석으로 놓여져 있었다. 대부분은 알 사디크의 아들 무사 알 카짐을 새로운 이맘으로 추대하면서, 874년에 11대 이맘의 후계자(12대 이맘)가 자취를 감춘 이후 언젠가 그가 마흐디로서 돌아올 것을 기대했다. 그러나 몇몇 추종자들은 이를 거부하고 심지어 이스마일 이븐 자파르가 사망했다는 것을 믿지 않았으며, 그나 그의 후손들을 또 다른 마흐디로 여겨 그의 귀환을 고대하게 되었다. 전자는 훗날 "12이맘파"로 알려지게 되었으며, 후자는 "7이맘파"라고 불리게 되었다. 7번째 이맘의 정확한 신원은 논란이 되었지만, 대체로 9세기 후반까지는 이스마일의 아들이자 알 사디크의 손자인 무함마드 이븐 이스마일로 여겨졌다. 파티마 칼리파국을 건국한 세력은 이 중에서도 7이맘파를 추종하는 집단이었는데, 이들은 이스마일의 이름을 따서 "이스마일파"라고 칭해졌다. 아바스 왕조의 시아파에 대한 가혹한 박해로 이스마일파의 이맘들은 은둔 생활을 해야만 했으며 이들의 생애는 잘 알려지지 않았는데, 특히 하룬 알 라시드(786~809)의 통치 기간 동안 무함마드 이븐 이스마일이 사망한 이후 초기 이스마일파의 행적은 더더욱 모호해졌다.

#### 비밀 연락망과 선교사 파견
그러나 무함마드 이븐 이스마일은 아바스 당국의 탄압을 피해 은둔 생활을 하는 도중에도 신자들을 모으면서 이스마일파의 세를 늘려 나갔다. 특히 그는 나중에 비밀 연락망을 구축하고 "다와daʿwa, (초대/부름)"이라는 말을 퍼뜨리면서 그의 귀환을 준비하고 대표할 몇몇 인물들을 선별했다. 이 비밀 연락망의 우두머리는 이맘의 실존 여부에 대한 살아있는 증거, 즉 "훗자ḥujja"였다. 최초로 알려진 훗자는 시리아 사막 서쪽 끝에 있는 작은 마을 살라미야에 정착한 후제스탄 출신의 부유한 상인 압둘라 알 아크바르("연장자 압둘라")였다. 곧 살라미야는 이스마일파 선교의 중심지가 되었고, 압둘라 알 아크바르의 아들과 손자들은 이스마일파 선교의 주요 "원로Grand Master""가 되었다.
9세기의 마지막 3분의 1 동안, 이스마일파는 사마라의 혼란기로 인한 아바스 왕조의 붕괴와 이어지는 잔즈 반란으로 수니파 세계가 일대 혼란에 빠진 틈을 타서, 그들의 지도력에 대한 정치적인 침묵주의와 12번째 이맘의 실종에 대한 12이맘파 신자들의 불만을 이용하면서 널리 퍼져나가기 시작했다. 함단 카르마트 및 이븐 하우샤브와 같은 선교사들은 870년대 후반에 쿠파 주변 지역으로, 그리고 그곳에서 예멘(882)과 인도(884), 바레인(889), 페르시아, 마그레브(893)로 비밀 연락망을 구축하고 이스마일파의 교세를 확산시켰다.

#### 카르마트파의 분열과 그 여파
899년, 압둘라 알 아크바르의 증손자였던 압둘라가 새로운 수장이 되면서 이스마일파에 큰 변화가 일어났다. 그는 기존 교리의 급격한 개혁을 추진하는 한편, 그의 조상들이 더 이상 무함마드 이븐 이스마일에 대한 "훗자"가 아닌 정당한 이맘이라는 것을 공공연하게 드러냈으며, 그 자신은 또한 민중들에게 재림이 기대되었던 마흐디였다고 주장했다. 훗날 파티마 왕조는 알 후세인이 이스마일 이븐 자파르의 후손이었다고 주장하며 자신들의 집권을 정당화하기 위해 다양한 계보 및 기록들을 내놓았지만, 심지어 그들의 자료에서조차 이맘의 이름과 계승이 각각 다르며, 이로 인해 수니파 및 12이맘파는 파티마 왕조에 대한 모든 혈통적인 주장을 거부하고 그들을 사기꾼으로 간주했다. 압둘라의 주장은 이스마일파에 균열을 일으켰는데, 대부분의 이스마일파 공동체는 알 후세인에게 충성을 유지했으나 몇몇 선교사들, 특히 이스마일파 선교에 열성적이었던 함단 카르마트와 그 추종자들은 이러한 변화를 크게 비난했다. 그들은 이스마일파 본래의 교리를 고수하면서 아라비아 동부(알아흐사)에 정착하여 독자적인 노선을 걸었고, 훗날 "카르마트파"로 알려지게 되었다. 한편 902년에서 903년 사이에 친 파티마 충성파들이 시리아에서 대규모 봉기를 시작했다. 이에 대한 아바스 왕조의 재빠른 대응과 그것이 그에게 가져온 관심은 압둘라가 팔레스타인을 거쳐 이집트, 그리고 마침내 마그레브로 이동하도록 강요했다. 그곳은 이스마일파 선교사였던 아부 압둘라 알 쉬이가 쿠타마 베르베르족에게 교리를 설파하고 그들을 대거 개종시키는 등 일련의 진전이 있었던 곳이었다. 약 8개월 동안 북아프리카를 횡단한 압둘라는 904~905년 사이에 카와리지파 미드라르 왕조 치하의 시질마사에 정착하여 그곳에서 이프리키야의 혁명을 지켜보았다.

### 설립

#### 배경
파티마 왕조가 설립되기 전에, 이프리키야를 포함한 마그레브의 상당 부분은 명목상으로는 봉신국이었으나 '사실상' 독립적으로 그 지역을 통치했던 아랍 왕조인 아글라브 토후국의 지배 하에 있었다. 893년, 아부 압둘라 알 쉬이는 오늘날 알제리 북서부 밀라 근처의 익잔이라는 도시에 정착하여 바누 사크탄(쿠타마 베르베르족의 한 분파)에게 마그레브 최초로 시아파 선교를 시작했다. 그러나 아글라브 당국의 탄압과 다른 쿠타마 부족들의 적대적인 태도로 인해, 그들은 어쩔 수 없이 익잔을 떠나 타즈루트(밀라에서 남서쪽으로 약 3km 떨어진 곳)에 있는 또 다른 부족인 바누 가슈만에게로 갔다. 거기서부터 그는 새로운 선교 활동에 대한 지지를 쌓아 나가기 시작했다.
얼마 지나지 않아 적대적인 쿠타마 부족과 인근 도시(밀라, 세티프, 빌리즈마)의 아랍 토후들이 함께 연합하여 그에게 대항했으나, 알 쉬이는 그들이 채 뭉치기도 전에 우호적인 쿠타마 부족들과 함께 진격하여 저항 세력을 분쇄했다. 이 첫 승리는 알 쉬이와 그의 쿠타마 군대에게 귀중한 전리품을 가져다 주었으며, 이스마일파 선교에 대해 더 많은 지지를 이끌어 냈다. 그 후 2년 동안 알 쉬이는 설득이나 강요를 통해 대부분의 쿠타마 베르베르족을 이스마일파로 개종시켰으며, 이를 바탕으로 아글라브 토후국 통제 하의 주요 도시 거점들을 제외한 마그레브 대부분의 시골 지역들을 장악할 수 있었다. 그는 타즈루트에 기반을 둔 이스마일 시아파 신정국가를 설립하여 메소포타미아의 이전 이스마일 선교 네트워크와 유사한 방식으로 운영하였지만, 어느정도는 현지의 쿠타마 베르베르족을 감안하여 그들과의 관계 및 부족 구조에 맞게 변화시켰다. 알 쉬이는 알 후세인과 자주 접촉하면서 이 조직의 수장에서 전통적인 이슬람 통치자의 역할을 맡았다. 그는 자신의 추종자들에게 "아울리야 알라Awliya' Allah, (하나님의 친구)"라고 알려진 선교를 계속했으며 그들을 이스마일파의 교리로 인도했다.

#### 파티미야 혁명, 그리고 아글라브 이프리키야의 전복

파티미야 혁명의 진행 과정

서기 900년 무렵 이프리키야의 아글라브 토후국은 혼란기에 접어들어 있었다. 베르베르인들은 발라즈마에서 아랍인들을 학살하고 튀니스에서 봉기를 일으키는 등 아글라브 당국의 지배에 반기를 들었다. 이러한 반란은 902년, 아글라브 군대가 나푸사 산에서 카와리지파 베르베르 군대를 분쇄하면서 일단락되었는데 그 직후에도 불안한 움직임이 계속 감지되었다.
902년, 아글라브 아미르 이브라힘 2세가 시칠리아를 원정하는 틈을 타서 알 쉬이는 콩스탕틴 인근의 밀라를 공격하여 함락시킴으로써 북아프리카에서의 아글라브 패권에 처음으로 도전했다. 이 소식은 카이로완의 아글라브 당국에게 심각한 사안으로 받아들여졌고, 같은 해 10월 그들은 12,000명으로 구성된 토벌대를 파견하여 이를 진압하도록 했다. 알 쉬이의 군대는 이들에게 속수무책으로 당했는데, 두 번의 패배 끝에 그들은 타즈루트를 탈출하여 익잔으로 피신했다. 곧 익잔은 파티미야 혁명의 새로운 중심지가 되었으며, 알 쉬이는 선교사와 스파이들로 구성된 그의 비밀 네트워크를 다시 구축했다.
이브라힘 2세는 남부 이탈리아에 머무르다 902년 10월에 사망했으며 압둘라 2세가 그 뒤를 이었다. 903년 초 압둘라 2세는 익잔의 쿠타마 반란군을 진압하기 위해 또 다른 원정을 시작했지만, 때마침 후계자 자리를 두고 벌어진 내전으로 인해 이는 실행되지 못하였다. 903년 7월 27일 압둘라 2세가 암살당하고 그의 아들 지야다트 알라 3세가 튀니스에서 권력을 잡았으나, 내전으로 지리멸렬해진 아글라브 정부는 이스마일파의 세력화에 대한 조기 대응에 완전히 실패한 상태였다. 이는 알 쉬이가 이끄는 베르베르 군대가 밀라를 탈환하고 다음해 10월이나 11월까지 또 다른 요새 도시인 세티프를 함락시키도록 이끌었다. 훗날 파티마 왕조로 발전할 이스마일파 국가의 초석이 놓여진 것이었다. 905년에 아글라브 왕조는 세 번째로 토벌대를 파견하였으나, 이들은 카유나에서 쿠타마 군대의 기습을 당해 패배하고 말았다. 아글라브 장군은 급히 도망쳐야 했으며 쿠타마인들은 수많은 전리품을 얻을 수 있었다. 혁명군의 승리는 906년 3월 무들리 이븐 자카리야 휘하 아글라브 군대의 봉기가 일어나면서 큰 탄력을 받았다. 이 군사 반란은 아글라브 이프리키야 국가가 붕괴되고 있음을 분명히 보여주었으며 비슷한 시기에 조직된 토벌대를 해산시키는 결과를 가져왔다. 이후 알 쉬이는 자신에게 반대하는 친아글라브측 쿠타마 부족장들이 피신해 있던 요새도시 투브나를 점령하였다. 투브나는 일대의 주요 상업 중심지이자 아글라브조의 핵심 군사 요충지였기에, 이곳이 함락된 것은 혁명에 큰 의의가 되었다.
한편 지야다트 알라 3세는 증가하는 반란군의 위협에 대응하여 그의 궁정을 튀니스에서 카이로완 인근의 궁전 도시 라카다로 이전시켰으며 그곳을 요새화했다. 907년에 쿠타마 군대는 발라즈마, 바가야, 티지스 요새를 잇달아 함락시켰으며 이로써 아글라브 조는 동부 알제리 고원에 대한 지배력을 상실하였다. 이에 지야다트 알라 3세는 반혁명 선전을 강화하고 병력을 모두 집결시키면서 카이로완을 방어하기 위한 조치를 취했다. 그는 907~908년 사이의 겨울을 그의 군대와 함께 마지막 거점이었던 알 아르부스에서 보냈으며, 북부로부터의 공격을 예상하고 그곳에 최후의 방어선을 구축했다. 이후 1년 동안 양측 모두 결정적인 우위를 점하지 못한 채로 공방을 주고받으며 지지부진한 전황을 이어갔다. 다만 908년부터 909년까지 알 쉬이 측이 튀니지 남부(초텔 제리드)를 휩쓸고 투주르, 나프타, 가프사를 함락시킨 것만이 유일한 성과였다.
그러나 혁명이 성공해가는 과정을 지켜본 베르베르 부족들이 알 쉬이 측에 계속 합류함에 따라 시간이 지날수록 반란군은 엄청난 규모로 팽창해갔던 반면에 아글라브 측은 그러지 못했다. 알 쉬이는 마침내 909년 2월 25일 20만의 군대를 이끌고 익잔에서 출병하였으며 그해 3월 18일에 알 아르부스 인근에서 아글라브 왕자 이브라힘 이븐 아비 알 아글라브가 이끄는 아글라브 군대와 만났다. 전투는 오후까지 계속되었는데, 쿠타마 기병대가 전장을 우회하여 아글라브 군대의 측면을 공격하면서 반란군이 결정적인 승리를 거두었다. 패배 소식이 라카다에 전해지자 지야다트 알라 3세는 귀중한 보물들만을 챙기고는 이집트로 도주하였다. 이에 카이로완 시민들은 버려진 라카다 궁전을 약탈하고 최후까지 저항하라는 알 아글라브의 명령에 반발을 숨기지 않았다. 이 소식을 들은 알 쉬이는 3월 24일 쿠타마 선발대를 보내어 라카다를 확보하도록 했으며, 그 다음날에는 자신이 직접 당도하여 이곳을 마흐디 국가의 새로운 수도로 선포하였다.

#### 칼리파국의 성립

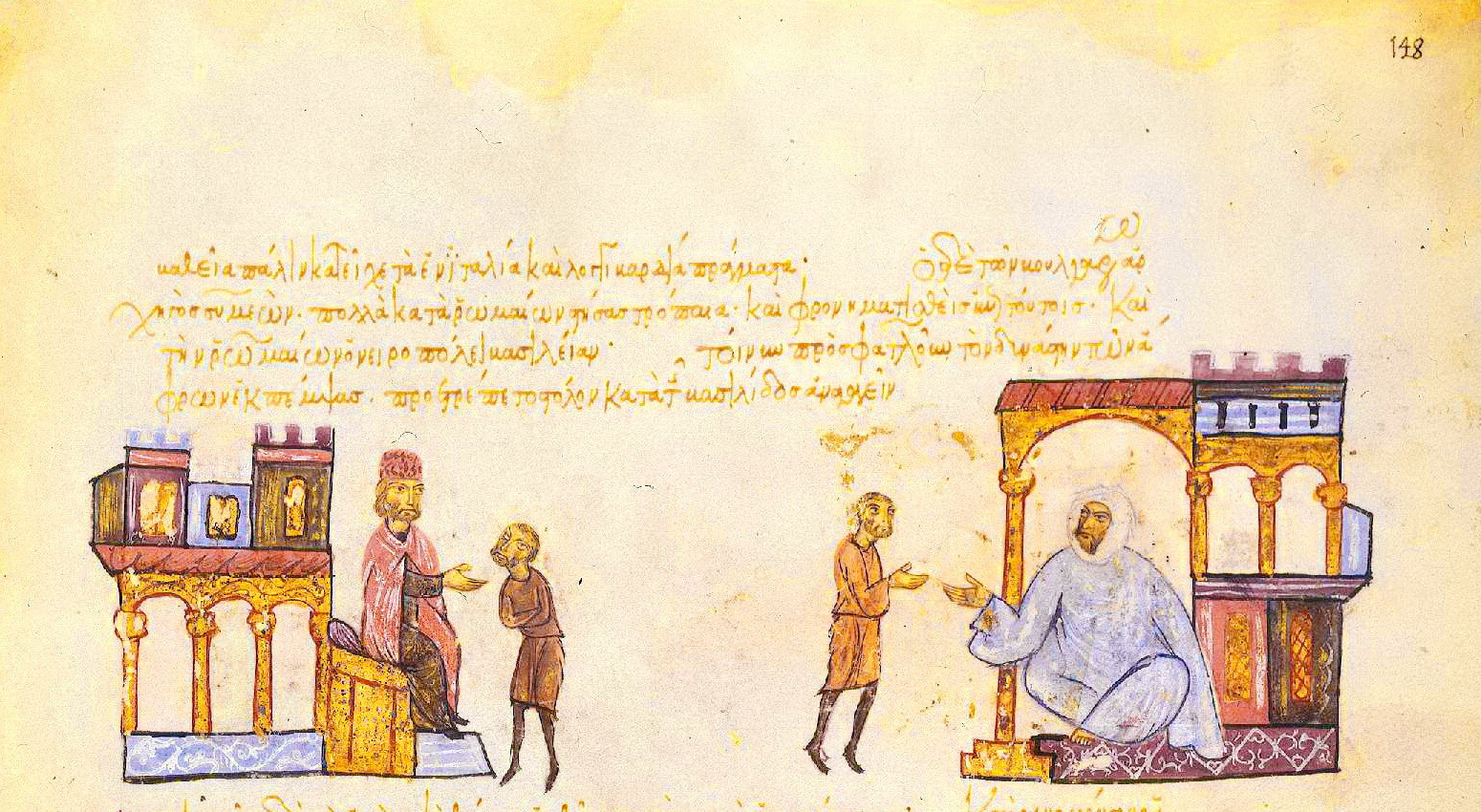
초대 파티마 칼리파 알 마흐디 빌라가 불가리아 제1제국의 차르 시메온 1세로부터 서신을 받은 모습. 12세기 무렵에 제작된 비잔티움 역사서에서 등장함.

라카다에서 권력을 잡자, 알 쉬이는 아글라브 관료 체제의 상당 부분을 물려받았으며 전임자들의 궁정에서 일하던 관리들이 새 정권을 위해 계속 일할 수 있도록 허용했다. 그는 '주군'의 부재를 대신하여 새로운 이스마일 시아파 정권을 설립했고, 잠시 동안만 그 정권의 통치자가 되었다. 그는 곧 군대를 이끌고 서쪽의 시질마사로 가서 압둘라를 영접하고 910년 1월 15일 라카다로 돌아왔다. 그곳에서 압둘라는 자신을 '알 마흐디'의 성을 가진 칼리파로 선포하고, 그의 후계자이자 아들에게 '알 카임'의 칭호를 수여했다.  이로써 파티마 왕조가 성립되었다. 얼마 지나지 않아 압둘라 알 마흐디와 알 쉬이의 관계는 틀어지기 시작했다. 알 쉬이는 알 마흐디의 권력이 너무 강해지는 것을 우려했을 뿐만 아니라, 새로운 칼리파가 진정한 마흐디라는 증거를 요구했다. 아부 압둘라 알 쉬이와 그의 형제 및 측근들의 제거는 그를 추종하던 몇몇 쿠타마 베르베르인들이 한 아이를 새로운 마흐디로 내세워 봉기하도록 이끌었는데, 이것은 얼마 지나지 않아 진압되었다. 
새로운 정권은 이프리키야에서의 존재를 단지 일시적인 것으로 여겼고, 그들의 진짜 목표는 아바스 조의 수도인 바그다드였다. 하지만 알 카임이 이끄는 파티마 군대의 914~915년과 919~921년에 걸친 연이은 이집트 공격이 실패로 돌아가면서, 파티미야 혁명을 동쪽으로 전파하려는 야망은 연기되어야 했다. 게다가 파티마 왕조는 아직 불안정했다. 지역 주민들은 대부분 말리키 수니파와 이바드파, 카와리지파와 같은 다양한 분파들을 지지했기 때문에, 나중에 산하자 베르베르족에 의해 확장되기 전까지 이프리키야에서의 파티마 왕조의 실질적인 권력 기반은 상당히 좁았다. 사학자 하인츠 할름은 초기 파티마 정권을 두고 "마그레브 동부와 중부에 대한 쿠타마와 산하자 베르베르족의 헤게모니"라고 묘사한다.

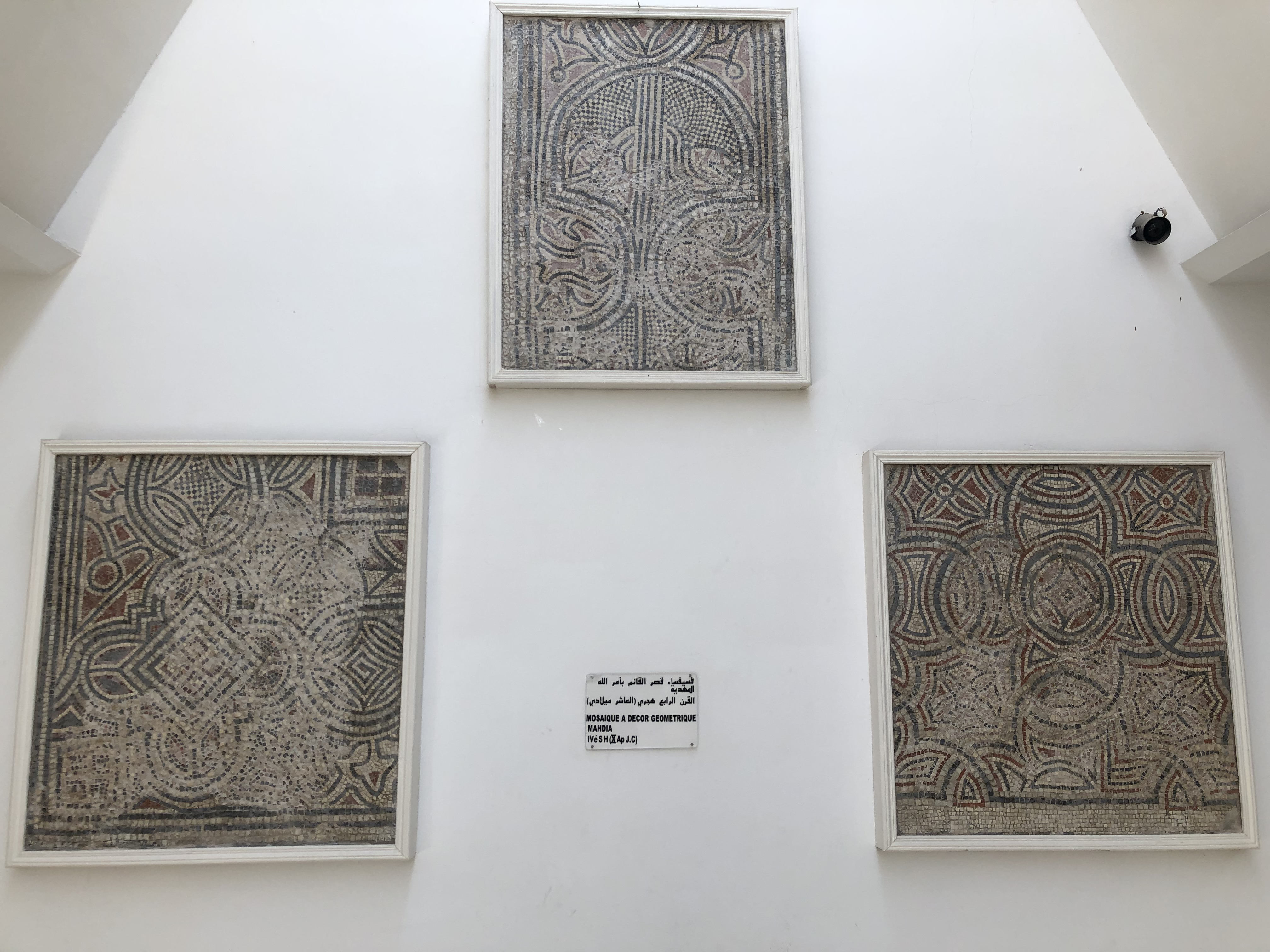
알 마흐디야에 있던 알 카임 궁전의 모자이크 파편 조각들. 현재 마흐디야 박물관에 전시되어 있다.

912년, 알 마흐디는 지중해 해안을 따라 새로운 수도의 위치를 찾기 시작했다. 새로운 요새화된 궁전 도시 알 마흐디야의 건설은 916년에 시작되었다. 새로운 도시는 921년 2월 20일에 공식적으로 출범했지만, 이후에도 건설이 계속되었다. 새로운 수도는 수니파 아글라브 조의 거점이었던 카이로완에서 멀리 떨어져 있어, 지역 주민들과 더 이상의 긴장을 고조시키지 않고 칼리파와 그의 쿠타마 베르베르족들을 위한 안전한 거점을 구축할 수 있도록 했다.

#### 시칠리아 정복
파티마 왕조는 또한 827년부터 동로마 제국으로부터 서서히 정복해 온 시칠리아의 아글라브 영토를 계승했다, 이 정복은 902년 이브라힘 2세에 의해 마지막 기독교 거점이었던 타오르미나가 정복되었을 때 일반적으로 완료되었다고 여겨지나, 967년까지 시칠리아 북동부의 일부 지역에서는 기독교나 동로마의 저항이 계속되었으며, 동로마 제국은 이탈리아 남부의 영토를 여전히 보유하고 있었다. 이러한 이슬람 세계의 전통적인 적과의 지속적인 대립은 지리적으로 유리한 상태에서 파티마 왕조에게 선전을 위한 좋은 기회가 되었다. 시칠리아 자체가 문제가 되었고, 이븐 쿠르후브의 반란이 진압된 후에야 파티마 칼리파의 권위는 강화되었다.

### 통합과 서부에서의 경쟁

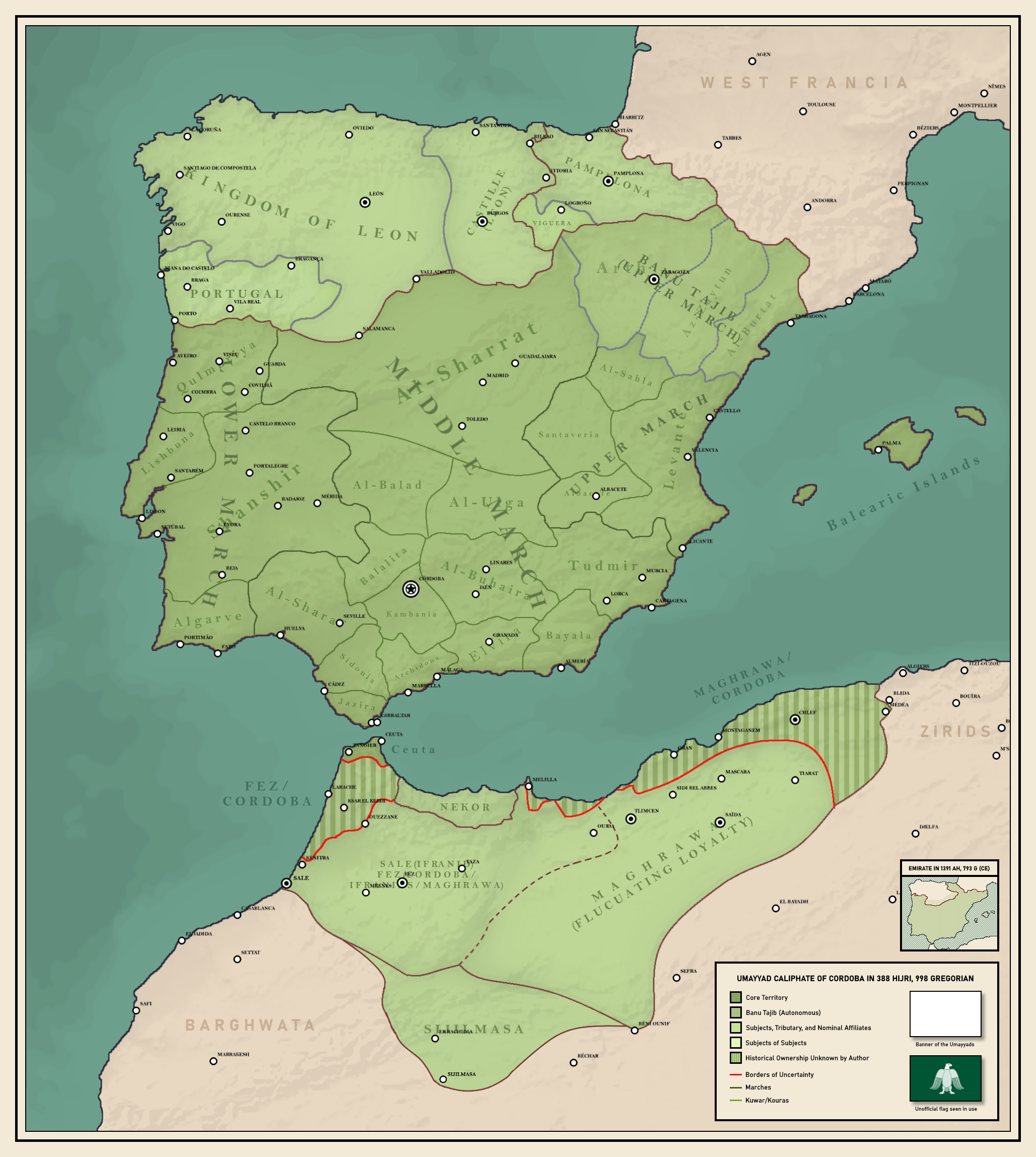
998년 당시 코르도바 우마이야조의 영역

10세기의 대부분 동안 파티마 칼리파국은 마그레브 서부에 대한 지배권을 확립하기 위해, 알안달루스를 통치하고 그들에게 적대적이었던 코르도바의 우마이야 왕조와도 경쟁했다. 909년에 아부 압둘라 알 쉬이에 의해 잠시 점령되었던 타헤르트는 2년 뒤인 911년 미크나사 부족 출신의 파티마 장군 마살라 이븐 하부스에 의해 함락되었다. 모로코 북부까지 도달한 파티마 원정은 917년과 921년에 각각 이루어졌으며, 주로 그 일대의 나쿠르 공국을 목표로 삼았고, 페스와 시질마사도 921년에 점령되었다. 이 두 원정은 타헤르트 총독으로 임명되었던 마살라 이븐 하부스가 이끌었다. 그 후 쇠약해진 이드리스 왕조와 여러 지역의 제나타 및 산하자 족장들은 상황에 따라 우마이야 왕조나 파티마 왕조 사이를 오가면서 그들의 대리인 역할을 했다. 마그레브 서부의 정치적 불안정으로 인해, 파티마 왕조의 효과적인 통제 범위는 이전의 아글라브 조 영역을 크게 벗어나지 못했다. 마살라의 후계자인 무사 이븐 아비엘 아피야는 이드리스 조의 페스를 다시 점령했지만, 932년에 마그레브 서부를 우마이야 왕조에 바치고는 그들에게 항복해버렸다. 덕분에 우마이야족은 950년대에 모로코 북부에서 다시 우위를 점했고, 파티마 장군 자우하르가 칼리파 알 무이즈 대신에 958년에 또 다른 원정을 감행하여 모로코 북부 대부분을 정복할 때까지 계속 그곳에 영향력을 미쳤다. 그는 지리 왕조의 창시자인 지리 이븐 마나드와 함께 원정했다. 자우하르는 958년 9월이나 10월에 시질마사를 함락시킨 후, 지리의 도움으로 959년 11월에 페스를 점령했다. 그러나 그는 살레, 세바, 탕헤르에 있는 우마이야 수비군을 완전히 격퇴할 수 없었기 때문에 지브롤터 해협에 군대를 주둔시켰는데, 이것은 파티마 군대가 그곳에 있었던 유일한 시기였다. 자우하르와 지리는 960년에 알 만수리야로 귀환했다. 타헤르트를 포함한 마그레브 중부(알제리) 대부분은 지리 이븐 마나드에게 주어져 칼리파 대신 그곳을 통치하도록 했으며, 그 외의 페스와 시질마사를 포함한 모로코의 복속된 지역들은 현지 토후들의 지배 하에 놓였다.
마그레브와 시칠리아에서 벌어진 이 모든 일련의 전쟁들은 강력한 군대와 함대의 유지를 필요로 했다. 실제로 934년 알 마흐디가 사망했을 당시, 파티마 칼리파국은 지중해의 강대국 중 하나가 되었다. 제 2대 파티마 이맘-칼리파였던 알 카임의 통치 기간 대부분은 아부 야지드의 카와지리 반란으로 점철되었다. 943~944년 제나타 부족 사이에서 시작된 봉기는 이프리키야를 통해 확산되어 카이로완을 점령하고 945년 1월부터 9월까지 알 마흐디야를 포위하여 알 카임을 봉쇄했다. 비록 알 카임은 포위전 도중에 사망했지만, 이것은 그의 아들이자 후계자였던 이스마일이 아부 야지드를 물리칠 때까지 비밀로 부쳐졌다. 이후 그는 부친의 죽음을 발표하고 자신이 새로운 이맘이자 칼리파로 등극했음을 알렸으며, 알 만수르의 칭호를 취했다. 알 만수르가 반란의 마지막 잔재들을 제압하기 위한 원정을 벌이는 동안, 카이로완 남쪽에는 그를 위한 새로운 궁전 도시가 건설되고 있었다. 건설은 946년경에 시작되었고 알 만수르의 아들이자 후계자였던 알 무이즈 시기에 완공되었다. 이곳은 알 만수리야라고 명명되었으며 파티마 칼리파국의 새로운 수도가 되었다.

### 전성기

#### 이집트 정복과 카이로 건설

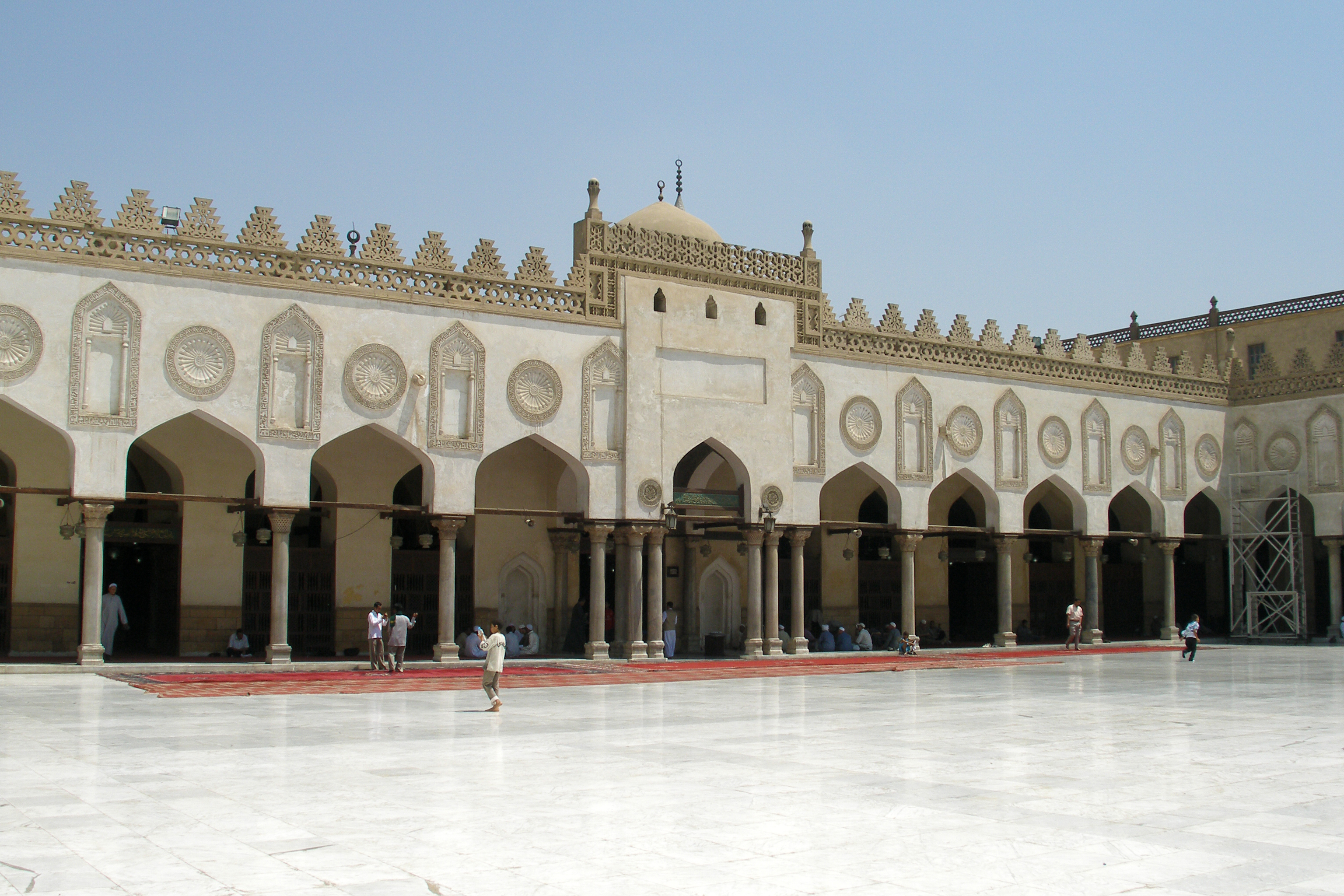
970~972년 사이에 파티마 왕조에 의해 지어진 카이로의 알 아즈하르 모스크

966년, 자우하르는 아바스 왕조에 충성하면서도 독자적으로 행동하던 이흐시드 왕조 치하의 이집트를 신중한 준비 끝에 성공적으로 침공했다. 알 무이즈는 자우하르에게 정복 후 그곳을 안정화시키라는 구체적인 지시를 내렸는데, 그의 첫 행동 중 하나는 969년 알 카히라(오늘날의 카이로)라는 새로운 수도를 건설하는 것이었다. 알 카히라al-Qāhira, (아랍어: القاهرة)라는 이름은 "정복자" 또는 "승리자", "토벌자"라는 뜻으로, 도시 건설이 시작되던 시기에 하늘에 떠오른 화성을 의미했다. 이 도시는 7세기경 아랍 정복자들에 의해 세워진 유서깊은 지역 수도인 푸스타트에서 북동쪽으로 몇십km 떨어진 곳에 위치해 있었다.
이집트의 지배권은 비교적 쉽게 확립되었으며, 곧이어 970년 자우하르는 이집트에서 피신한 몇몇 이흐시드 잔당들을 토벌하기 위해 군대를 파견하여 시리아를 침공했다. 이 군대는 쿠타마 출신의 장군이었던 자파르 이븐 팔라가 이끌고 있었다. 이 침공은 처음에는 성공적이었으며 같은 해 다마스쿠스를 비롯한 많은 도시들이 점령되었다.  이후 자파르는 969년 안티오키아를 점령하고 알레포를 쳐 떨어뜨린 다음 동로마 제국을 공격했는데, 동쪽에서 새로운 위협이 나타나자 어쩔 수 없이 진격을 멈춰야 했다. 최근 패배한 다마스쿠스 지역 통치자들의 호소를 받아들인 바레인의 카르마트파가 그들을 공격하기 위해 아랍 부족민들로 구성된 대규모 연합을 조직한 것이었다. 971년 8월, 자파르는 사막 지대에서 그들과 대결을 벌였으나 포위 작전에 패배하고 말았고, 그 자신도 죽임을 당했다. 한 달 후, 카르마트파의 하산 알 아삼은 요르단 전역에서 새로운 지원군을 이끌고 이집트를 침공했다. 그러나 그들은 나일강 삼각주 지역을 점령하는 데 시간을 오래 소모했고, 그 틈에 자우하르는 푸스타트와 카이로의 방어망을 구축할 시간을 벌게 되었다. 카르마트파의 진격은 도시의 바로 북쪽에서 저지되었으며 결국 패배했다. 해상 지원을 하기 위해 도착한 칼브 지원군은 이집트에서 카르마트인들을 추방하도록 도왔다. 팔레스타인의 수도인 라믈라는 972년 5월 파티마 왕조에 의해 탈환되었지만, 시리아 전선은 완전히 상실해버리고 말았다.

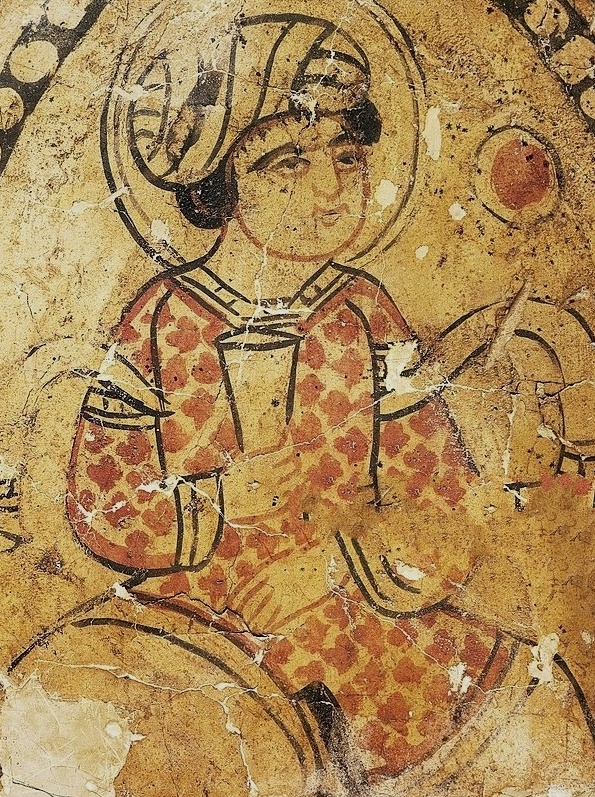
11세기에 건설된 알 푸스타트의 목욕탕 건축물에서 나온 벽화 조각. 오늘날 카이로 이슬람 미술 박물관 소장, 작품 번호 12880.

이집트가 충분히 평정되고 새로운 수도가 건설되자, 자우하르는 이프리키야에 있는 알 무이즈가 이곳으로 오도록 했다. 칼리파와 그의 궁정, 재무부는 972년 가을 알 만수리야에서 출발하여 육로로 여행했으며, 해군 역시 해안을 따라 이동했다. 도중에 몇몇 주요 도시들에 들른 후, 알 무이즈는 973년 6월 10일 카이로에 도착했다. 그 이전의 다른 왕실 수도들과 마찬가지로, 카이로는 칼리파 궁전과 공식적인 국가 모스크인 알 아즈하르 모스크를 수용하는 행정적이고 고풍스러운 대도시로 건설되었다. 988년에 건설된 또 다른 모스크는 이스마일파의 가르침을 전파하는 데 중심이 되는 학술 기관이 되었다. 파티마 칼리파국의 마지막 몇 년까지 이집트의 경제적인 중심지는 푸스타트였고, 그곳에는 대부분의 일반 인구가 거주하면서 무역 활동을 했다.
파티마 왕조 치하의 이집트는 북아프리카, 시칠리아, 레반트(요르단 전역), 홍해 연안, 티하마, 헤자즈, 예멘, 심지어 가장 먼 영토인 물탄(오늘날 파키스탄)을 포함하는, 단언컨대 제국에서 가장 중요한 핵심 지역이 되었다. 이집트는 번성했고, 파티마인들은 지중해와 인도양에서 광범위한 무역 네트워크를 구축했다. 송나라(960~1279) 치하의 중국까지 확장된 그들의 무역과 외교 관계는 결국 중세 성기 이집트의 경제적인 방향을 결정했다. 파티마 왕조는 농업 진흥에 관심을 기울여 부를 증가시켰고, 그들과 이집트인들이 번영을 누릴 수 있도록 했다. 상품 작물의 재배 및 아마포 무역의 발전으로 파티마 왕조는 세계 여러 지역에서 다양한 물품들을 거래할 수 있게 되었다. 파티마 궁정 조직은 이전의 이흐시드 왕조와 아바스 왕조에 의해 구축된 관료주의적인 기반을 모방하여 설립되었다. 이흐시드 조의 지배 하에 존재했던 와지르는 파티마 왕조의 지배 하에 곧 다시 부활했다. 이 자리에 처음으로 임명된 인물은 유대인 출신의 개종자 야쿠브 이븐 킬리스로, 979년 알 무이즈의 후계자 알 아지즈에 의해 이 자리에 올랐다. 와지르가 칼리파와 그가 통치하는 거대한 관료 국가 사이의 중개자가 됨에 따라, 그들의 직무는 수년~수십년에 걸쳐 점진적으로 더욱 중요해져갔다.

#### 시리아 전역

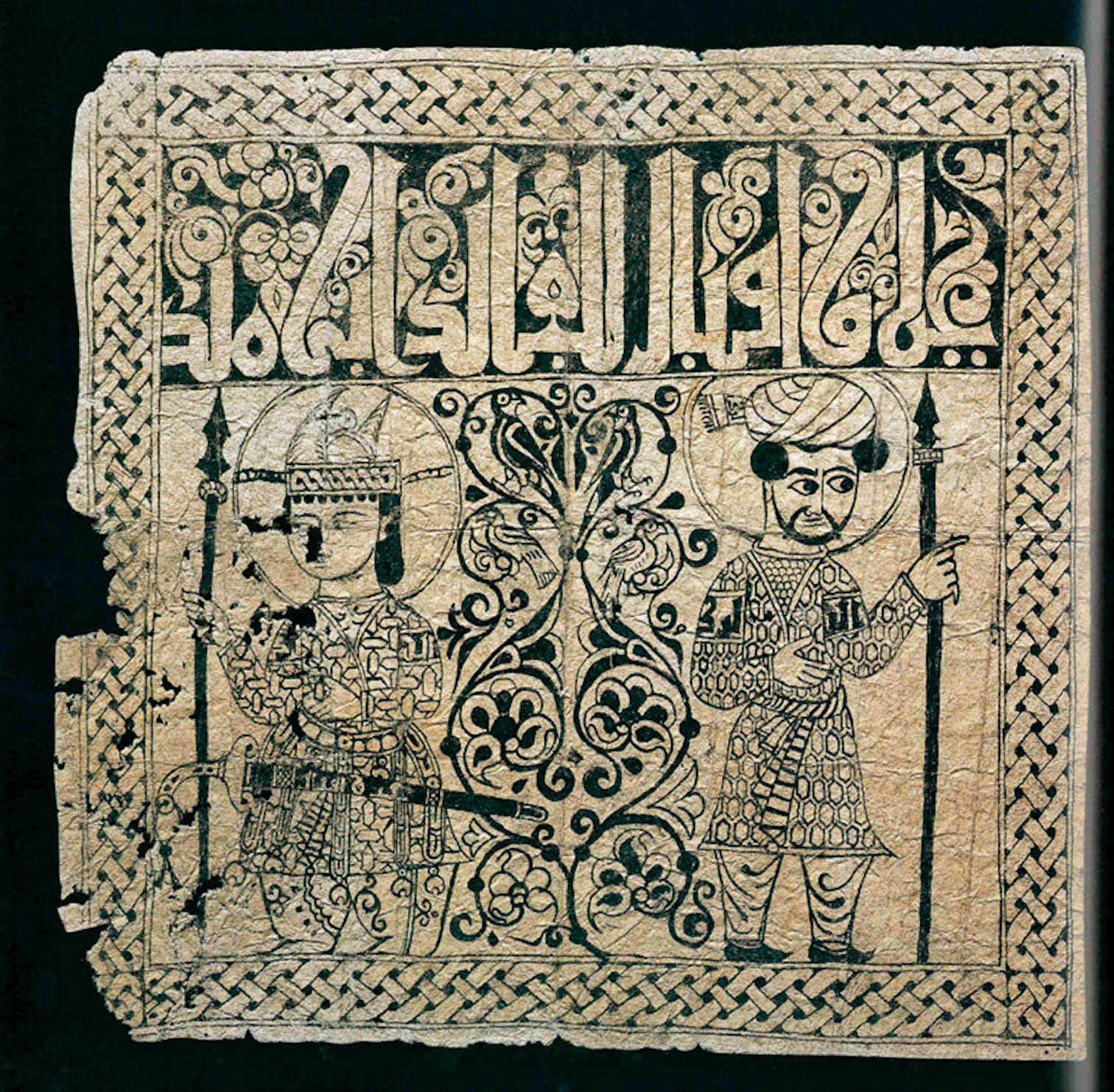
11세기 파티마 시대에 제작된 두 명의 상비군을 묘사한 그림. 카이로 인근의 푸스타트에서 발견되었으나 오늘날에는 이것이 정말로 파티마 시대에 만들어졌는가에 대해 의문이 제기되기도 한다. 현재 카이로 미술 박물관 소장, 번호 13703.

975년 동로마 황제 요안니스 1세 치미스키스는 팔레스타인과 시리아 대부분을 이슬람으로부터 탈환했으며, 때문에 그 지역의 이슬람 영토는 파티마 왕조가 지배하는 트리폴리 이남 지역밖에 남아있지 않았다. 요안니스 1세는 최종적으로는 예루살렘을 점령하는 것을 목표로 삼았지만, 976년에 콘스탄티노폴리스로 귀환하던 도중 사망하면서 파티마인들은 동로마의 위협을 피할 수 있었다. 한편, 튀르크계 노예 병사인 굴람ghulām 출신이자 반란에 실패하고 도망친 부와이흐 왕조의 아프타킨은 다마스쿠스 주민들의 추대로 그곳의 영주가 되었다. 그는 시리아의 카르마트파 및 아랍 베두인 부족들과 동맹을 맺고 977년 봄 팔레스타인을 침공했다. 자우하르는 다시 한번 그들의 침공을 격퇴하고 역으로 다마스쿠스를 포위했다. 하지만 그는 겨울 동안 적군에게 패배했고, 아스칼론에서 아프타킨을 상대로 농성전을 벌여야 했다. 978년 4월 그의 쿠타마 병사들이 반란을 일으켰을 때, 파티마 칼리파 알 아지즈는 자우하르를 구하기 위해 친히 군대를 이끌었다. 이후 아프타킨과 그 휘하의 굴람 병사들은 다마스쿠스로 돌아가는 대신 파티마 군대에 합류하여 시리아 정복에 유용한 전력이 되어주었다.
979년 이븐 킬리스가 와지르에 오른 직후부터 파티마 왕조는 전략을 바꾸었다. 이븐 킬리스는 연례적으로 공물을 바쳐 카르마트파의 침공을 막고, 자라흐 및 바누 킬라브와 같은 그 지역의 부족들이나 왕조들과 동맹을 맺음으로써 팔레스타인과 시리아 남부(옛 이흐시드 영토) 대부분을 정복할 수 있었다. 쿠타마 장군 살만이 다마스쿠스를 점령하려다 실패한 이후, 튀르크계 굴람 출신의 한 장군이 마침내 893년 그 도시를 점령하는 데 성공했는데, 이것은 이들의 능력과 그 가치를 여실히 보여주었다. 이때 다마스쿠스 총독으로는 또 다른 굴람인 바이쿠르가 임명되었다. 같은 해 그는 알레포를 함락하려다 실패했지만, 대신에 유프라테스 계곡 상부(오늘날 시리아 북동부)의 락까와 라흐바를 정복할 수 있었다. 카이로 정부는 그가 다마스쿠스의 총독으로서 인기가 너무 많다고 판단하여, 그를 결국 락까의 총독으로 좌천시켰으며, 칼리파 궁정에 있던 무니르가 다마스쿠스로 파견되었다. 한편 더 북쪽에서, 알레포는 파티마 왕조가 아니라 함단 토후국의 지배 하에 있었다.
튀르크인들의 파티마 군대로의 편입은 단기적으로는 긍정적인 결과를 낳았다. 한편으로, 파티마 왕조가 이 지역의 다른 강대국들과 군사적으로 경쟁하기 위해서는 그들은 반드시 필요한 병력이기도 했다. 파티마 왕조는 그들의 적수였던 아바스 왕조가 이전에 그랬던 것처럼 굴람을 모집하기 시작했다. 이후 데일람인(부와이흐 이란 북부 출신의 용병들)들과 아프리카계 흑인(누비아, 즉 나일강 상류 계곡 출신)들도 모집되었다. 쿠타마 전사들은 칼리파의 가장 중요한 군대로 남아있었지만, 장기적으로 보았을 때 군대에서의 인종적인 다양성의 증가는 결국 이들의 서로 다른 민족적인 구성 요소들 간의 분노와 경쟁, 그리고 갈등을 증가시키는 결정적인 원인이 되었을 것이다.
락까에 근거지를 둔 파티마 총독 바이쿠르는 991년 알레포를 목표로 또 다시 원정을 이끌었으나 실패하고 사로잡혀 처형당했다. 같은 해 이븐 킬리스가 사망했고 무니르는 바그다드와 반역적인 서신을 주고 받은 혐의로 투옥되기에 이르렀다. 이러한 상황은 카이로에서 강력한 반응을 촉발시켰으며, 마침내 파티마 왕조가 시리아 전역을 장악하기 위한 대규모 군사 원정을 조직하는 데에 이르렀다. 그 과정에서 무니르는 다마스쿠스에서 체포되어 다시 카이로로 보내졌다. 동로마 황제 바실리오스 2세는 불가리아 제1제국과 전쟁을 벌이느라 이곳에 신경을 쓸 여념이 없었고, 함단 통치자 사드 앗 다울라 역시 991년 말에 사망했기 때문에 상황은 파티마 왕조에게 호재였다. 파티마 군대의 사령관은 망구테킨이라는 튀르크계 굴람 출신 인물이었는데, 그는 오론테스 계곡을 따라 체계적으로 북쪽으로 진격했다. 그는 992년 홈스와 하마를 점령하고 안티오키아의 동로마-함단 연합군을 물리쳤으며, 이듬해에 샤야르를 점령하고 994년에는 알레포를 포위하기까지 했다. 그러나 995년 5월, 이 소식을 들은 바실리오스 2세가 그의 군대를 이끌고 아나톨리아 반도를 횡단하는 강행군을 거쳐 재빠르게 이 지역에 도착하자 상황은 반전되었다. 망구테킨은 곧 포위를 풀고 다마스쿠스로 철수해야만 했다. 파티마 왕조는 새롭게 군대를 모집하고 배를 건조하여 또 다른 원정을 준비했지만, 바실리오스 2세는 그들과 협상을 통해 약 1년 동안의 평화 조약에 조인했다. 996년 푸스타트 근처 나일강의 항구였던 알 마크에서 일어난 화재로 인해 많은 배들이 전소되면서 원정은 더욱 지연되었으며, 마침내 그해 8월 알 아지즈가 사망하면서 알레포는 다른 문제들에 비해 부차적인 것이 되었다.

#### 마그레브의 지리 토후들
알 무이즈는 이집트로 궁정을 옮기기 전에 지리 이븐 마나드(971년 사망)의 아들인 불루긴 이븐 지리를 마그레브의 총독으로 임명했다. 그는 파티마 왕조를 대신하여, 아미르의 칭호를 취하면서 이 지역에 봉신 왕조를 건국했다.그들의 권위는 여전히 마그레브 서부에서 미약했으며 우마이야 왕조 및 토착 제나타 지도자들과의 경쟁이 계속되었다. 자우하르의 성공적인 서부 원정 이후, 우마이야인들은 그들의 권위를 재확인하기 위해 973년에 모로코 북부로 돌아갔다. 이를 틈타 불루긴은 979년부터 989년까지 이 지역에서 그의 통치권을 일시적으로 확립한 마지막 원정을 시작했고, 이것은 984~985년에 우마이야인들의 최종적인 개입으로 추가 노력이 끝날 때까지 계속되었다. 978년에 칼리파는 불루긴에게 트리폴리타니아의 통치권을 주었지만, 그 지역에서의 지리 왕조의 영향력은 나중인 1001년 무렵에 바누 카즈룬 왕조로 대체되었다.
998년 불루긴의 아들이자 후계자였던 알 만수르는 지리 왕조의 근거지를 아시르에서 옛 파티마 수도 알 만수리야로 옮겼고, 이프리키야의 실질적인 독립 통치자로서의 지리 왕조의 입지를 공고히 하는 동시에 파티마 칼리파에 대한 공식적인 충성을 유지했다. 이에 파티마 칼리파 알 아지즈는 보편적 통치자인 자신의 지위를 유지하기 위해 대단히 실질적인 이유로 이 상황을 받아들였다. 양국은 자주 선물을 교환했으며 새로운 지리 왕조의 통치자가 즉위할 때는 카이로의 파티마 칼리파에게 허락을 받아야 했다.

#### 알 하킴의 치세
알 아지즈가 불의의 병으로 사망한 이후, 그의 어린 아들 아부 알리 알 만수르(11세)가 알 하킴의 칭호를 취하면서 즉위했다. 처음에는 이집트 칼브 가문의 지도자이자 퇴역 군인이며, 알 무이즈의 옛 호위병 중 한 명이었던 하산 이븐 암마르가 섭정을 맡았지만, 곧 알 하킴의 환관이자 가정교사였던 바르자완이 그를 대신해 권력을 잡았다. 바르자완은 제국의 내정을 안정시켰지만, 알레포에 대한 알 아지즈 시대와 같은 확장 정책을 추구하는 것을 자제했다. 1000년 바르자완은 알 하킴에 의해 암살 당했고, 알 하킴은 국가를 직접적이고 독재적인 수단으로 장악했다. 1021년 의문의 실종까지 지속된 그의 치세는 파티마 왕조 역사상 가장 논란이 많은 시기이다. 전통적인 서사 기록들은 그를 괴팍하거나 완전히 미친 사람으로 묘사하지만, 최근의 연구는 당시의 정치적, 사회적인 상황을 기반으로 더 객관적인 설명을 제공하려고 노력하고 있다.
무엇보다도, 알 하킴은 일반적으로 관료들을 직위에서 해임할 때 마음에 들지 않으면 경고 없이 무조건 처형하는 것으로 악명이 높았다. 이렇게 죽은 사람들 중 대다수가 재정 관련 인사들이었는데, 이것은 부정부패가 만연했던 부서에서 기강을 잡으려는 알 하킴의 방식이었을 수도 있다. 그는 또한 과학 연구를 위한 도서관이자 이집트판 지혜의 집인 "다르 알 일름Dar al-'Ilm, (지식의 집)"을 열었는데, 이는 알 아지즈 치세까지 실시되었던 지식 함양 정책과도 부합했다. 대중들에게 그는 푸스타트 거리에서 직접 말을 타고 순례하는 것 뿐만 아니라, 더 친숙하고 쉽게 접할 수 있으며 직접 그들의 고충을 들어주는 칼리파로 유명했다. 한편으로, 그는 공공의 부정을 억제하기 위한 변덕스러운 법령을 실시한 것으로도 잘 알려져 있다. 그는 또한 기독교인과 유대인에게 엄격했는데, 특히 그들이 공공장소에서 착용하는 의복이나 행동하는 방식에 대해 새롭고 억지스러운 제한을 가함으로써 다수의 이집트 사회를 불안에 떨게 했다. 그의 치세에 전례 없는 기독교 탄압이 실시되었으며, 여러 교회와 수도원(대부분 콥트교와 멜키트교)이 파괴되었다. 1009년에는 불분명한 이유로 예루살렘의 성묘교회마저 그의 명령에 의해 철거당했다.
알 하킴은 아프리카계 흑인들의 군대 모집 비율을 크게 늘렸는데, 나중에 이들은 쿠타마족, 튀르크인, 데일람인들과 균형을 이루는 또 다른 강력한 파벌을 형성하였다. 1005년, 그의 통치 초기에 아부 라크와가 일으킨 위험한 봉기는 성공적으로 진압되었지만 그 여파는 카이로 인근까지 도달했다. 1012년 아랍계 타이이 부족의 지도자들은 라믈라를 점령하고 메카의 샤리프인 알 하산 이븐 자파르를 파티마 칼리파에 대항하는 수니파 칼리파로 선포했으나, 1013년 그가 사망하자 곧 항복했다. 알 하킴이 기독교인들을 매우 탄압하고 예루살렘의 교회를 파괴했음에도 불구하고, 동로마 제국은 1001년에 체결된 휴전을 약 10년 동안 유지했다. 그의 대부분의 통치 기간 동안, 알레포는 콘스탄티노플의 동로마 정부에 복속된 완충국으로 남아있었다. 이것은 1017년 아르메니아계 파티마 장군 파타크가 함단 통치자 만수르 이븐 루르를 추방하고 알레포를 점령할 때까지 유효했다. 그러나 1~2년 뒤에 파타크는 알레포에서 사실상 자립해버렸다.

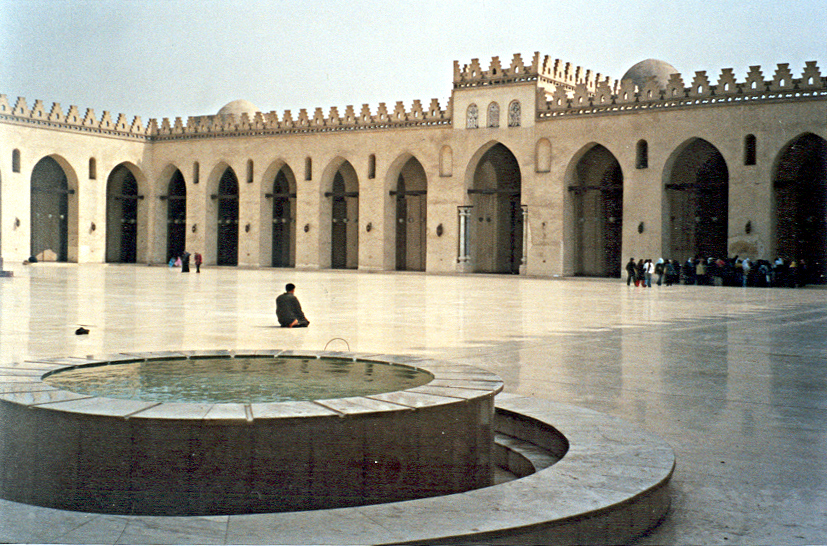
카이로의 알 하킴 모스크는 990년에 알 아지즈에 의해 건설되기 시작했으며, 1013년 알 하킴에 의해 완공되었다. (이후 1980년에 다우디 보라에 의해 개조됨)

알 하킴은 또한 여러 사건들로 그의 이스마일파 추종자들을 놀라게 했다. 1013년, 그는 알 마흐디의 두 증손자(압둘 라힘 이븐 일야스, 아바스 이븐 슈아이브)를 자신의 후계자로 지정한다고 선포했는데, 전자는 세속적인 정치 통치자로서 칼리파를 물려 받을 것이고 후자는 종교 지도자로서 이맘을 물려받을 것이라고 언급했다. 이것은 파티마 왕조의 설립 목적 중 하나였던, '이맘과 칼리파 직의 한 사람에게로의 집중'이라는 중심적인 목적에서 심각하게 벗어난 것이었다. 1015년에, 그는 또한 궁정에서 정기적으로 행해졌던 이스마일파 교리 강의 "마잘리스 알 히크마majālis al-ḥikma, (지혜의 회의)"를 갑자기 중단했다. 1021년, 그는 카이로 외곽의 사막으로 당나귀를 타고 밤 산책을 떠났으나 돌연 실종되었다. 살해된 것으로 알려졌지만 시신은 발견되지 않았다.

### 쇠퇴

#### 영토 상실, 봉신국들의 독립 그리고 내전
알 하킴이 사망한 이후, 그의 후계자로 지목되었던 압둘 라힘 이븐 일야스와 아바스 이븐 슈아이브가 암살되면서 후계자 자리가 공석이 되었다. 알 하킴의 여동생 시트 알물크는 자신의 15살 난 아들 알리를 알 자히르라는 칭호로 즉위하도록 주선했다. 그녀는 1023년 사망할 때까지 섭정을 맡았고, 그 다음으로는 전 재무 관리 출신이었던 알 자르자라이가 궁정 관료들과 함께 도맡아서 업무를 처리했다. 한편 파티마 왕조령 시리아는 1020년대 동안 위협을 받았다. 1022년 독립을 선언한 파타크가 살해된 후 친 파티마 총독이 알레포에 부임했지만, 1024~1025년에 살리흐 이븐 미르다스가 이끄는 아랍 베두인계 바누 킬랍, 자라흐족, 바누 칼브 족장들이 연합하여 알레포를 점령하고 시리아의 나머지 지역에 대한 지배권을 파티마 왕조로부터 빼앗기 위해 기회를 노렸다. 이에 알 자르자라이는 튀르크계 장군 아누슈테킨 알 디즈바리를 파견했는데, 그는 1029년 티베리아스 호수 근처에서 벌어진 우크후와나 전투에서 적들을 패퇴시켰다. 1030년에 동로마 황제 로마노스 3세는 휴전을 깨고 북부 시리아를 침공했으며 알레포에 그의 종주권을 강요했다. 그러나 1034년 그가 사망한 후 상황은 반전되었고 1036년에는 평화를 되찾았다. 1038년 알레포는 파티마 왕조에게 완전히 합병되어 직할령으로 편입되었다.

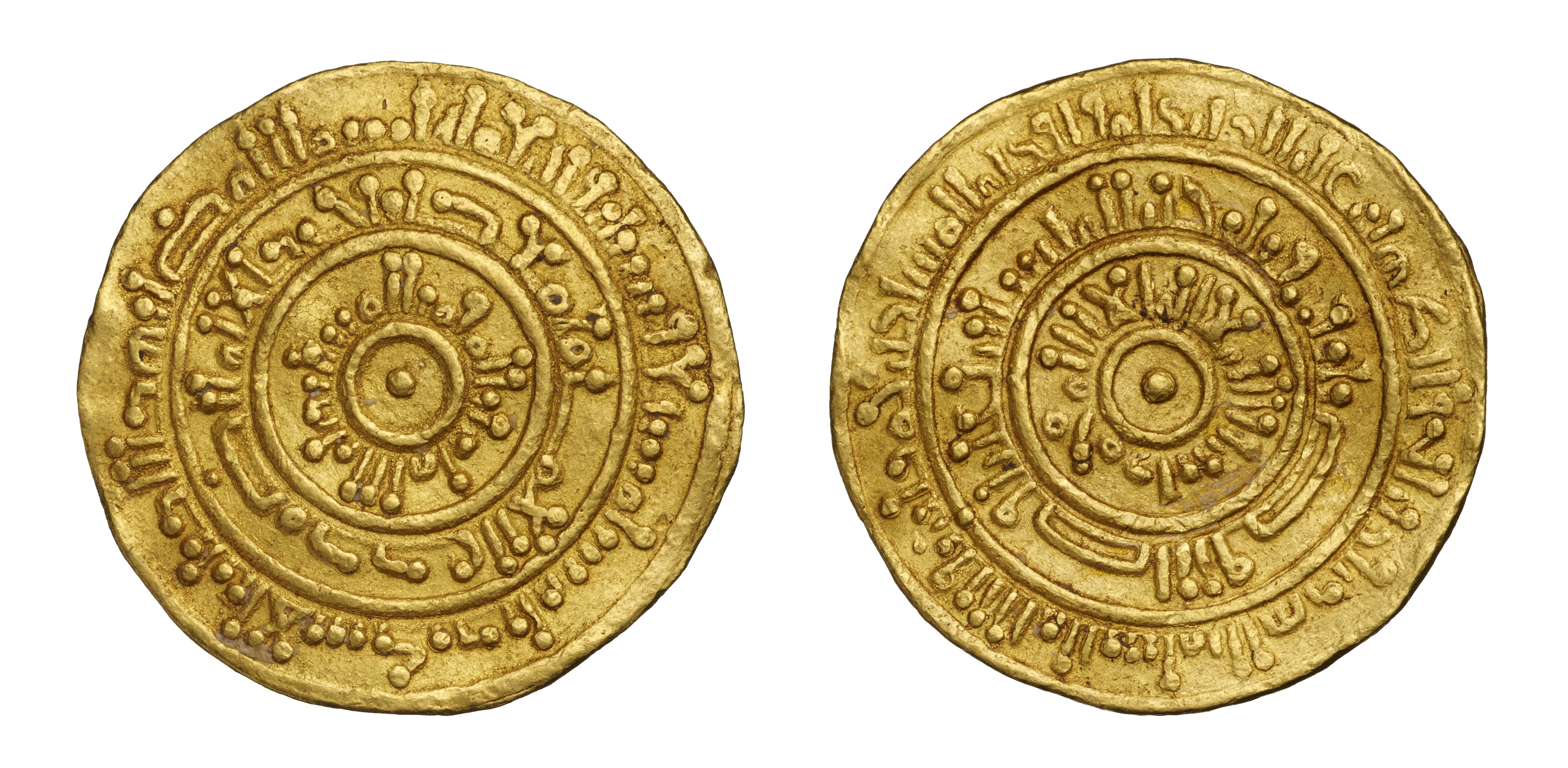
알 무스탄시르 빌라(1036~1094)의 통치 기간 동안 주조된 파티마 금화(디나르)

알 자히르는 1036년에 사망했고, 파티마 왕조 역사상 가장 긴 통치 기간을 가진 그의 아들 알 무스탄시르가 칼리파로 즉위했다. 그러나, 그는 정치에 거의 관여하지 않았으며 정국을 다른 사람들의 손에 맡겼다. 그는 즉위 당시에 7살이었으며 따라서 알 자르자와이는 계속해서 와지르를 맡았다. 1045년 알 자르자와이가 사망하자 일련의 궁정 관료들이 그 뒤를 이어 정부를 계속 운영해 나갔는데, 대표적으로 팔레스타인 출신의 법학자였던 알 야주리가 있었다.
1040년대(1041년 또는 1044년으로 추정)에 지리 왕조는 카이로로부터 독립을 선언하고 바그다드의 수니파 아바스 칼리파들에게 경의를 표했다. 이에 파티마 왕조는 아랍계 바누 힐랄을 파견하여 그 지역에 파괴적인 침공을 감행했다. 시칠리아에서의 파티마 종주권 역시 무슬림들이 분열되고 외부로부터의 위협이 증가함에 따라 서서히 희미해져 갔다. 1060년, 이탈리아-노르만족의 루제루 1세가 섬을 정복하기 시작했을 때(1091년에 통일), 파티마 왕조의 권위와 함께 칼브 왕조는 이미 사라진 뒤였다.
그러나 동부에서 파티마 왕조는 더 많은 성공을 거두었다. 1047년, 예멘의 파티마 선교사 알리 무함마드 알 술라히는 그곳에 요새를 건설하고 부족들을 모집하여 이듬해에 사나를 점령할 수 있었다. 1060년 그는 아덴과 자비드를 점령하고는 예멘 전역을 정복하기 위한 계획을 시작했다. 1062년, 알 술라히는 1년 전의 슈크르 이븐 아비 알 푸투흐의 죽음을 빌미로 메카로 진군하였으며, 그러는 동안 사다에 있던 자이드 이맘을 강제로 굴복시켰다. 메카에 도착한 그는 파티마 종주권 하에 있는 성지의 새로운 샤리프이자 관리자로 무함마드 이븐 자파르를 임명했다. 이후 그는 사나로 돌아와 파티마 칼리파를 대신하여 자신의 가문을 그곳의 통치자로 만들었는데, 결과적으로 그들이 타이즈를 건설하고 아덴을 이집트와 인도 사이에 있는 무역의 중심지로 만듦으로써 카이로의 파티마 왕조는 더욱 부유해질 수 있었다.
한편 1056년에 부와이흐 왕조 휘하의 용병이자 튀르크계 굴람 출신이었던 알 바사시리는 셀주크 술탄 투으룰이 바그다드를 장악하고 부와이흐 왕조를 멸하자 라흐바로 도주한 후 파티마 조에게 복속했다. 이후 그는 알 무스탄시르에게 도움을 요청하는 서신을 보냈는데, 이에 카이로의 파티마 정부는 그곳의 선교사 알 무아야드를 경유하여 알 바사시리에게 50만 디나르 금화 및 그 상당의 의복, 활 1만 개, 검 1천 개, 말 5백 필, 다수의 창과 화살을 보내주었다. 1056~1057년 사이에 알 무아야드와 알 바사시리는 시리아와 이라크 상부의 여러 토후국들을 정복했으며 신자르로 진군하여 쿠탈미쉬와 쿠라이쉬 휘하의 셀주크 군대를 패퇴시켰다. 마침내 1058년 12월 27일, 알 바사시리는 투으룰이 반란 진압에 여념이 없는 틈을 타서 수니파 아바스 왕조의 수도인 바그다드에 입성하였으며, 그 다음해 금요일에 바그다드 대사원에서 파티마 칼리파 알 무스탄시르의 이름으로 예배(아잔)를 거행했다. 한 세기에 이른 부와이흐 왕조 치하에서도 겪지 못한 전대미문의 대사건에 수니파 주민들이 반발했으나, 알 바사시리는 이에 굴하지 않고 이듬해 1월 29일에는 대사원 밖의 무살라(예배당)에서 파티마 왕조의 깃발을 올리고 이드 알 아드하(희생제)를 행했다. (명목상이지만) 파티마 왕조의 바그다드 지배는 투으룰이 1060년에 알 바사시리를 축출할 때까지 약 9개월 동안 지속되었다.
하지만 이집트와 시리아에서 거둔 일련의 성공들에도 불구하고, 1060년을 기점으로 수많은 지역 통치자들이 파티마 칼리파의 종주권에서 벗어나거나 이에 도전해오기 시작함에 따라 파티마 왕조는 쇠퇴를 거듭했다. 이미 1060년대 초에 파티마 왕조는 시리아 북부에 대한 효과적인 통제권을 상실하였는데, 1070년에는 알레포의 미르다스 왕조 통치자 마흐무드 이븐 미르다스가 아바스 칼리파의 이름으로 금요 예배를 거행하였으며, 이듬해에 셀주크 술탄 알프 아르슬란은 유프라테스강을 건너 파티마령 시리아를 침공하려다 방향을 틀어 만지케르트에서 동로마 군대와 전투를 벌였다.
특히 민족적 다양성을 기반으로 했던 군대는 전투에서 효율적임이 입증되었고 전반적으로는 성공을 거두었지만, 파티마 왕조의 내부 정치에는 매우 부정적인 영향을 미쳤다. 전통적으로 왕조의 설립에 큰 도움을 주었던 쿠타마계 군벌들이 정치적인 문제에서 가장 강력한 영향력을 행사했지만, 튀르크계 군벌들의 입지가 점차 강해지면서 이에 균열이 발생하였다. 마침내 1062년, 파티마 군대 내부의 여러 민족들 간의 잠정적인 균형이 붕괴함에 따라 그들은 대대적인 대전을 벌였는데, 6년 간에 걸친 이 내전은 "무스탄시르 고난"으로 알려진 1062~1072년 동안에 일어난 가뭄 및 기근과 겹치면서 파티마 조의 쇠퇴에 결정타를 날렸다. 와지르는 우후죽순처럼 갈아치워졌으며, 관료제는 손쓸 수 없을 정도로 처참하게 무너졌고, 칼리파의 권위는 완전히 바닥까지 떨어졌다. 자원의 감소는 여러 민족 파벌들 사이의 문제를 가속화시켰는데, 주로 알레포의 함단 가문의 후손이었던 나시르 앗 다울라 이븐 함단이 이끄는 튀르크인들과 아프리카계 흑인(누비아인)들 사이에 노골적인 대립이 있었으며, 베르베르인들은 상황에 따라 양측을 오가면서 갈등을 더욱 악화시켰다. 이에 더해 경제적으로 중요했던 레반트 해안도시 지역마저 티레 총독 아븐 아부 아킬, 트리폴리 총독 아민 앗 다울라 아부 탈리브 알 하산 이븐 암마르 등의 치하에서 독립하여 파티마 조에 큰 타격을 입혔다. 한편 파티마 제국의 여러 지역들은 카이로의 튀르크계 군벌, 해안 지역의 라와타 및 여타 베르베르계 군벌, 상이집트의 누비아계 군벌과 같은 여러 민족 세력들의 지배 하에 놓였으며, 설상가상으로 시리아 지역은 셀주크 제국의 침공을 받았다. 
튀르크 군인들은 카이로를 부분적으로 장악했지만, 그들의 지도자였던 나시르 앗 다울라는 어떠한 공식적인 지위도 부여받지 못했다. 1067~1068년 사이에 그들은 국고를 약탈한 다음 궁정에서 찾을 수 있는 보물이란 보물은 모조리 가져갔다. 그 이듬해에 튀르크 군대는 나시르 앗 다울라에게 등을 돌렸지만, 그는 간신히 베두인 부족을 자신의 편으로 포섭한 뒤 나일강 삼각주 지역의 대부분을 점령하고는 이 지역에서 카이로로 들어오는 물자와 식량 일체를 차단했다. 식량을 수입에 의존하던 민중들, 특히 수도의 상황은 더 심각해졌다. 이 시기의 사료들은 도시의 극심한 기아와 고난을 기록하고 있는데, 심지어 식인 행위까지 보고될 정도였다. 나일강 삼각주의 황폐화는 이집트 콥트교 공동체의 장기적인 쇠퇴를 가속화하는 전환점이 되었을 수도 있다. 나시르 앗 다울라는 1073년에 다른 튀르크계 군벌에게 살해되었지만, 유일하게 튀르크 군대를 제어할 수 있었던 그가 사라지자 튀르크인들의 횡포는 절정에 달했다. 1073년 내내 이집트에서는 무정부 상태가 이어졌다.

#### 바드르 알 자말리의 집권과 잠깐의 중흥

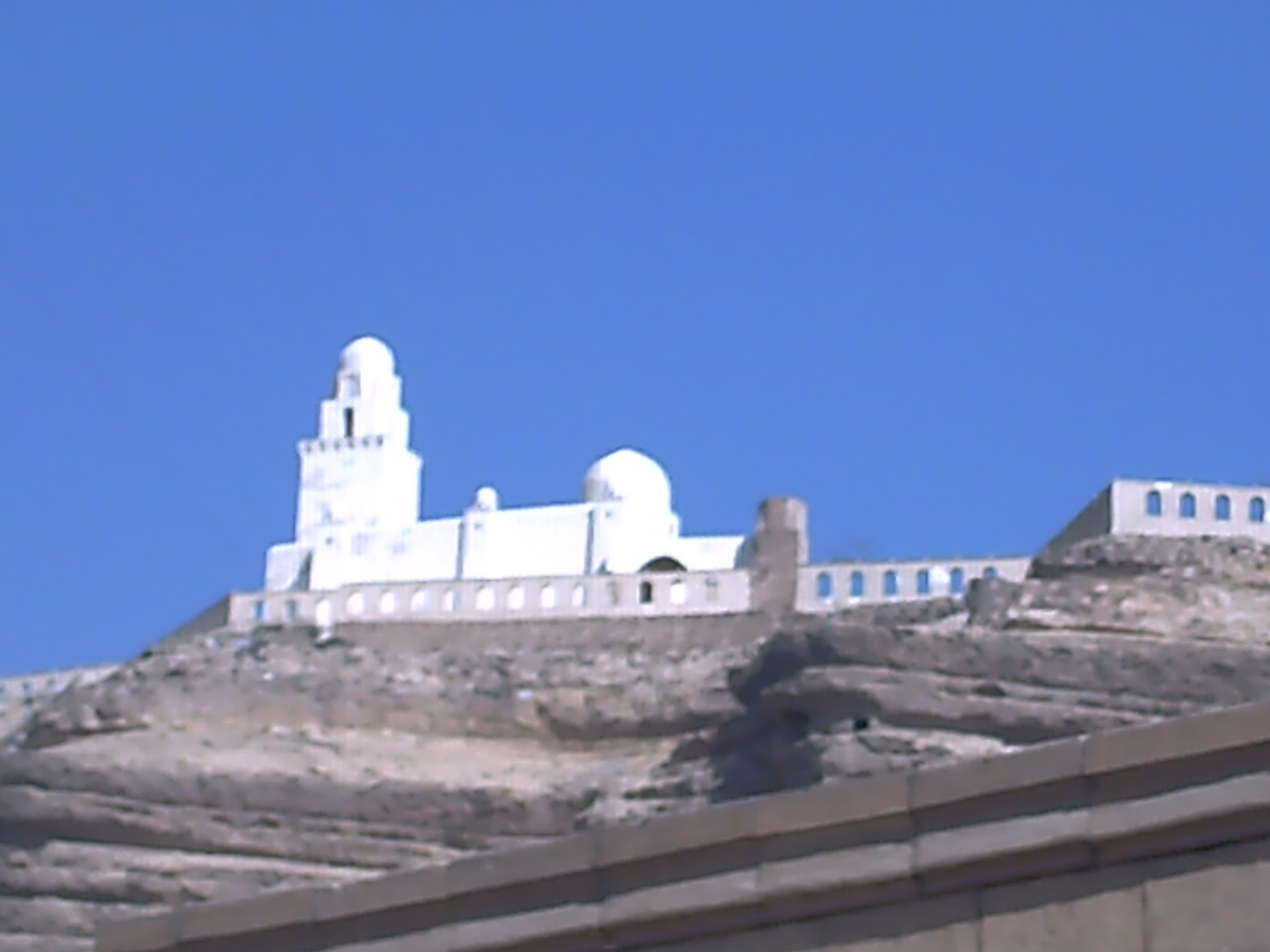
카이로 시가지를 한 눈에 내려다 볼 수 있는, 무카탐 언덕의 알 주유쉬 모스크. 위 이미지는 복원된 이후의 모습이다.

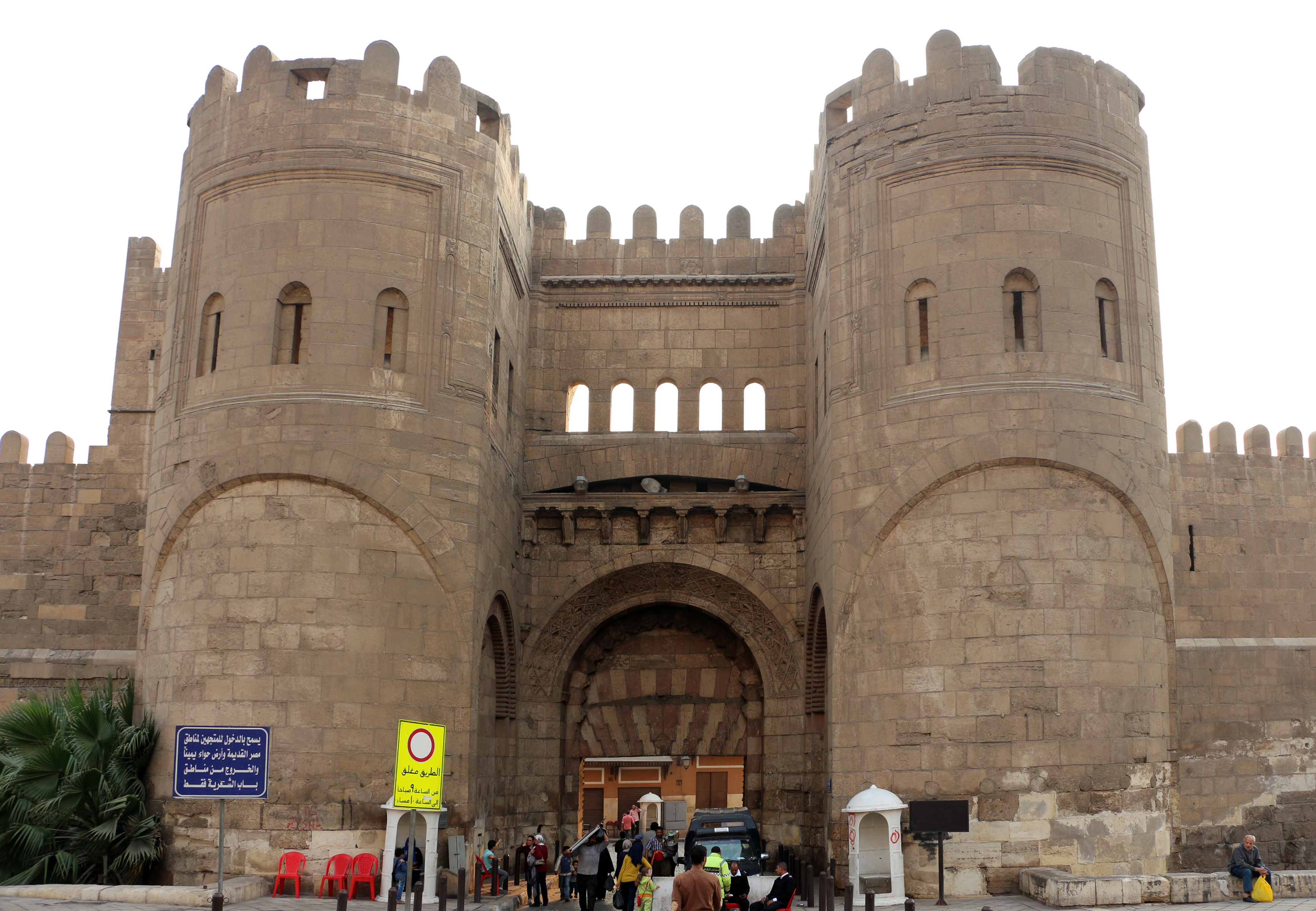
바드르 알 자말리의 성벽 재건 사업 때 지어진 카이로 성문 중 하나, 밥 알 푸투흐

1073년 말엽, 이집트를 구하기 위한 필사적인 시도로, 알 무스탄시르는 당시 아크레 총독이었던 바드르 알 자말리를 카이로로 초청했다. 바드르는 자신의 아르메니아인 친위대를 대동할 수 있다는 조건 하에 이를 승낙했고, 이듬해 1월에 카이로에 도착했다. 내전을 벌이고 있던 튀르크인들은 그에 대해 별 의심을 하지 않았는데, 이에 바드르는 자신과 칼리파 간의 밀약을 눈치채지 못한 채 방심하고 있던 튀르크 군벌들을 일거에 모두 암살해버리면서 정권을 잡았다. 그 결과, 바드르 알 자말리는 파티마 왕조 최초의 군벌 출신 와지르(아랍어: امير الجيوش, 로마자:amīr al-juyūsh 아미르 알 주유쉬)이자 파티마 조 후기의 역사를 지배할 "병사들의 사령관"이 되었으며, "무슬림 재판관들의 보호자Kāfil quḍāt al-Muslimīn (대법원장)" 및 "신자들의 선교적인 모범Hādī duʿāt al-Muʿminīn (이스마일파 선교사들의 수장)" 직위를 역임했다. 1078년 알 무스탄시르는 공식적으로 모든 국정에 대한 권력을 그에게 이양했다. 그는 비록 칼리파는 그대로 두었지만 "군사적이면서도 표퓰리즘적인 독재자로서" 통치하는 무신 정권을 수립했다. 중세의 아랍어 저자들은 그의 지위를 두고 "전권을 가진 와지르wizārat al-tafwīḍ"라고 묘사하는데, 이것은 그 의도와 목적이 동시대의 아바스 왕조에서 셀주크 통치자들이 가졌던 술탄의 칭호와 매우 유사했다.
사실상의 "칼리파"였던 그의 통치는 파티마 왕조의 제한적이지만 일시적인 중흥을 가져왔다. 비록 바드르 알 자말리의 권력은 세습되었으며 그가 죽은 뒤에는 그의 아들이, 그의 아들이 죽은 뒤에는 군부 지도자들이 계속해서 그 자리를 차지하기는 했지만, 바드르와 그의 후임자들은 거의 1세기 가까이 파티마 왕조를 몰락의 위기에서 구해냈다. 바드르 알 자말리는 헤자즈(메카와 메디나)에서 파티마 칼리파의 권위를 다시 세웠고, 술라흐 왕조의 예멘 통치권을 재확립하였다. 그러나, 시리아에서 파티마인들은 중동의 상당 부분을 정복하고 독립적인 튀르크멘 집단으로 변모했을 뿐만 아니라 아바스조 칼리파의 수호자가 된 수니파 동맹 셀주크 제국의 대대적인 침공을 목격했다. 튀르크멘 나와키 부족 출신의 아트시즈 이븐 우와크는 1073년 예루살렘, 1076년 다마스쿠스를 함락시킨 이후 이집트 자체까지 쳐들어가려 기회를 노렸다. 그러나 바드르는 그를 카이로 근처에서 전투를 통해 패퇴시킨 후, 반격을 개시하여 기자 및 아스칼론과 같은 해안 도시들을 탈환했다. 이에 아트시즈는 셀주크 측에 도움을 청하였고, 왕제 투투쉬가 군대를 이끌고 남하하자 파티마 군은 철수하였다. 다마스쿠스에 입성한 투투쉬는 아트시즈를 처형하고 시리아 남부를 셀주크 령으로 편입하였다. 이후 1080년대에 걸쳐 바드르는 셀주크 제국의 침공에 대비하여 진흙 벽돌로 된 카이로 성벽을 석재로 교체하였으며, 1089년에 한 차례 더 원정하여 티레, 시돈, 비블로스 등을 점령했다. 다만 그가 사망하는 1094년까지는 셀주크 제국과 평화 시기가 이어졌다.

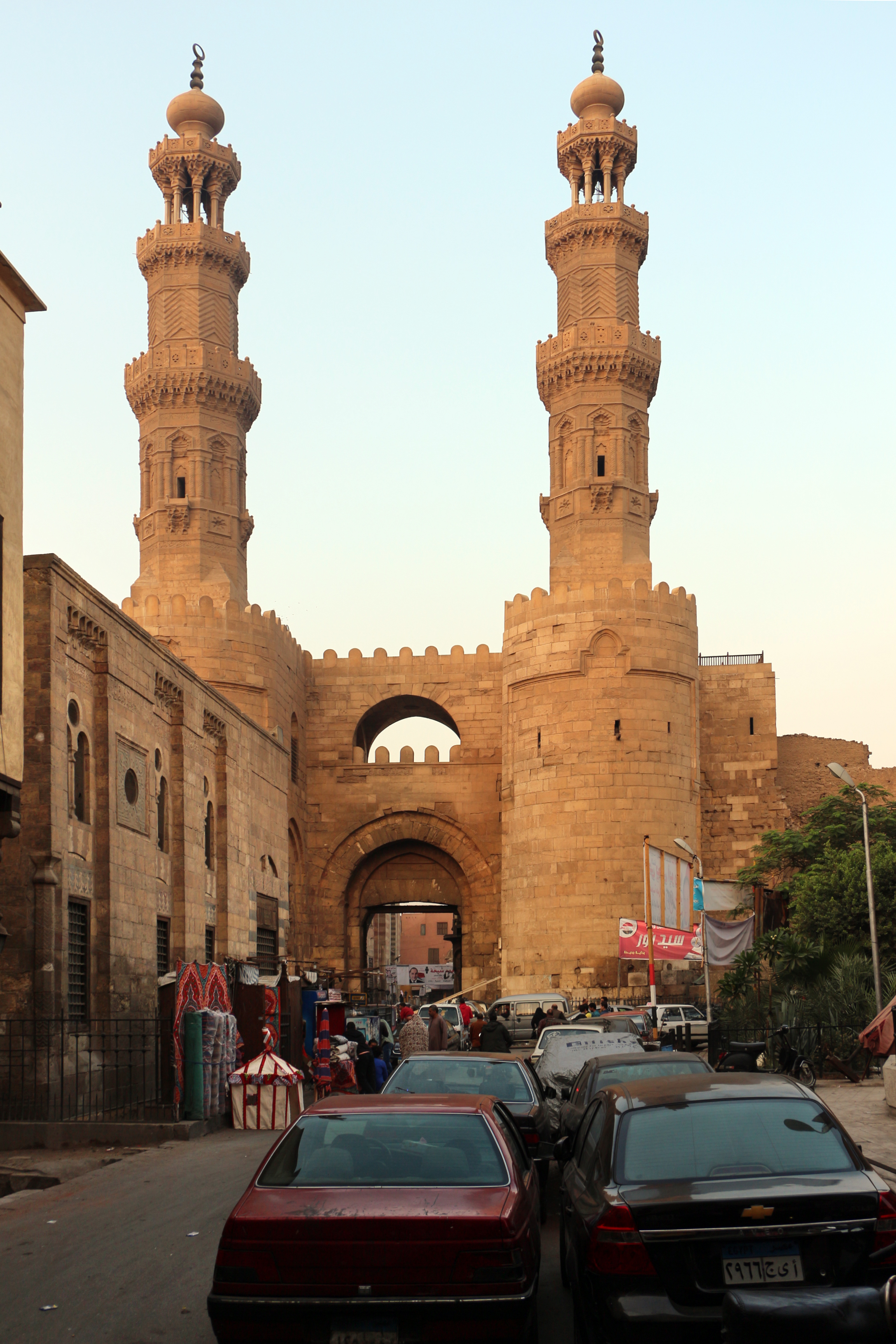
밥 알 푸투흐와 마찬가지로 바드르 알 자말리에 의해 지어진 카이로 성문 중 하나, 밥 주웨일라.

바드르 알 자말리는 일련의 개혁에 착수하여, 헬레니즘~로마 시대의 이집트때부터 약 60~90개로 나뉘어져 있던 행정 구역을 23개 주로 재편하고(상이집트 9개, 하이집트 14개) 불필요한 부분을 제거하여 간소화시킴으로써 국가 행정에 큰 공헌을 했다. 그가 아르메니아 출신이었기 때문에, 바드르는 아르메니아인들의 이민을 종교에 상관없이 장려했는데, 덕분에 그의 임기에 기독교와 이슬람을 믿는 아르메니아 이민자들이 이집트로 대거 유입되었다. 1090년대 말에 이르면 이집트의 아르메니아 인구 수는 약 10만에 육박하였으며, 그 중 대부분이 믿는 아르메니아 사도교회는 기존의 콥트 교회와 함께 이집트 기독교의 양대 종파를 이루게 되었다. 아르메니아인들은 엘리트층으로써 행정과 군사 부문에 기용되었으며 이러한 풍조는 1160년대까지 1세기 가량 이어진다. 한편 바드르는 이스마일파에 대한 우위를 회복하기는 했지만 수니파와 다른 시아파, 기독교 등도 존중해주었으며, 종교 문제에 대한 전반적인 통제력을 유지하면서 교회와 모스크 모두의 건설을 후원하였다. 그는 정치적인 이익을 위해 콥트 교회와의 관계와 영향력을 적극적으로 이용하였다. 특히, 그는 파티마 왕조의 봉신이었던 누비아(마쿠리아) 및 에티오피아(자그웨)와 같은 기독교 왕국들의 충성을 확보하기 위해 키릴 2세(1078~1092) 등의 인물들을 알렉산드리아 총대주교의 직위에 임명하기도 했다.
주유쉬 모스크(아랍어: الجامع الجيوشي "군대의 모스크")는 바드르의 명령에 의해 건설되기 시작해 칼리파의 후원 아래 1085년에 완공되었다. 마슈하드로 지어진 이 모스크는 와지르였던 바드르 알 자말리가 파티마 칼리파 알 무스탄시르를 위해 질서를 회복한 것을 기념하는 일종의 승리 기념비이기도 했다. 1087~1092년 사이에, 바드르는 (상술했듯이) 도시의 성벽을 석재로 교체하고 그 규모를 약간 확장시켰다. 이 기념비적인 사업의 산물인 성문들 가운데 3개는 밥 주웨일라, 밥 알 푸투흐, 밥 알 나스르라는 이름으로 오늘날까지 남아 있다.

#### 망국의 길
비록 바드르 알 자말리가 여타 국가들의 패권 도전에 대응하여, 시리아와 아라비아 반도 등지에서 종교와 무력 수단을 병행하여 적극적으로 활동을 벌임으로써 파티마조 칼리파의 권위는 어느정도는 회복이 된 것처럼 여겨졌지만, 군벌들이 사실상 국가의 통치자가 되면서 파티마 칼리파 자신은 단지 의례적인 종교 지도자로 전락하였으며 정치적인 실권에서는 점점 멀어져갔다. 이것은 그들의 경쟁자였던 바그다드의 아바스조 칼리파들이 부와이흐 왕조 및 셀주크 제국의 치하에서 그랬던 것과 완전히 동일했다. 계속되는 반란으로 국력은 쇠퇴했고, 시리아에서는 파티마 왕조의 군대가 셀주크족에게 패배를 거듭했으며 아라비아 반도에서는 지지세력이 형편없이 줄어들었다. 이와 더불어 제국의 외곽지역은 사실상 그 지역의 장군들이 다스리게 되었는데, 이들이 점점 반독립적으로 변모함에 따라 이크타 시스템에 대한 의존은 파티마 중앙 권력을 잠식해나갔다.
바드르 알 자말리는 1094년에(알 무스탄시르 역시 이때 함께) 사망했고, 그의 아들인 알 아프달 샤한샤가 뒤를 이어 와지르로써 권력을 잡았다. 알 무스탄시르 이후 칼리파직은 알 무스탈리에게로 넘어갔고, 1101년에 그가 사망한 뒤에는 5살짜리 알 아미르가 칼리파에 올랐다. 알 무스탄시르의 또 다른 아들 니자르는 그의 아버지 생전에는 공식적인 후계자로 지명되었으나, 알 아프달에 의해 이것이 성사되지 못하자 무력으로라도 황위를 차지하려고 시도했고, 마침내 1095년에 반란을 일으켰지만 같은 해에 패배한 뒤 처형당했다. 알 아프달은 여동생이 알 무스탈리와 결혼하고, 그의 딸이 알 아미르와 결혼하도록 주선함으로써 그의 가문을 파티마 칼리파 가문과 합병하기를 희망했다. 또한 그는 자신의 아들이 칼리파 자리를 물려받기 위해 노력했지만 결국에는 실패했다. 알 아프달의 이러한 행동은 이스마일파를 완전히 분열시켰다. 니자르를 지지하는 이스마일파(니자리 이스마일파)와 무스탈리를 지지하는 이스마일파(무스탈리 이스마일파)로 세력이 양분된 것이었다. 특히 페르시아, 이라크, 중앙아시아에서 광범위하게 활동하던 하산 에 사바흐와 그가 이끄는 이스마일파 선교단은 새 칼리파를 인정하지 않고, 카이로에 있는 파티마 본국과의 관계를 끊었다. 나중에 그들은 새로운 이스마일파 세력을 일구었는데, 시리아 지파의 이름을 따서 "아사신"이라고 칭해졌다.  이들은 니자르와 그 후손들을 정당한 이맘이라 주장하고 카이로의 파티마 칼리파들에 대해서는 찬탈자라는 비난을 퍼부었다. 이로써 파티마 왕조의 근간을 구성하던 이스마일파는 산산조각이 나고 말았으며, 심지어 이집트 내부에서도 새로운 칼리파에 반대하는 세력들이 나타나고 있었다.
알 아프달의 재임 기간(1094~1121) 동안, 파티마인들은 제1차 십자군이라는 외부로부터의 새로운 위협에 직면했다. 처음에는 양측이 셀주크 제국에 대항하는 합의와 동맹을 맺으려고 노력했지만, 이 협상은 결국에는 결렬되었다. 1097년 5월 또는 6월에, 동로마 황제 알렉시오스 1세의 제안으로 십자군은 파티마 왕조와 처음 접촉을 시작한 것으로 보인다. 카이로의 파티마 정부는 십자군이 안티오키아를 점령한 1098년 2월에 그들에게 사절단을 파견하였으며, 알레포의 셀주크 아미르 리드완 및 예루살렘 아미르 쇠크멘에 대한 십자군의 승리를 목격하고 이를 축하하면서 기독교인에 대한 자신들의 우호적인 태도를 강조했다. 파티마 사절단은 십자군과 함께 한 달 동안 그곳에 머물다가, 십자군이 준 선물을 가지고 라타키아 항구를 통해 귀환하였다. 명확한 합의가 이루어졌는지는 불확실하지만, 당사자들은 카이로에서 결론을 내릴 것으로 예상한 것이었을지도 모른다. 그 후 알 아프달은 안티오키아에서의 십자군의 승리를 이용해 1098년 8월 예루살렘을 재탈환했고, 십자군과의 협상에서 더 유리한 위치에 서게 되었다. 그 다음에 양측이 회동을 가진 것은 1099년 4월 아르카에서였는데, 이곳에서 그들은 예루살렘에 대한 소유권 문제와 관련하여 교착 상태에 빠졌다. 뒤이어 1099년 7월 알 아프달이 구원군을 이끌고 진군하는 동안 십자군은 파티마 왕조의 영토를 침공하여 예루살렘을 점령했다. 마침내 양측은 아스칼론 전투에서 격돌했고, 이 전투에서 알 아프달은 패배했다. 그럼에도 불구하고 파티마 왕조에 대한 초기의 협상은 여전히 이루어지고 있었고, 이븐 알아티르는 파티마 왕조가 십자군을 불러들여 시리아를 침공했다고 기록했다.
이 패배는 예루살렘 왕국을 이 지역에서의 새로운 라이벌로 만들었고, 비록 많은 십자군들이 그들의 서약을 이행하고 유럽으로 귀환했지만, 이탈리아 해상도시 국가들의 도움을 받은 잔존 병력들은 1109~1110년 사이에 트리폴리, 베이루트, 시돈을 함락시킨 뒤 레반트 해안의 많은 부분을 그들의 지배권 아래 넣었다. 파티마 왕조는 해군의 도움으로 티레, 아스칼론, 가자 등의 도시들만을 겨우 지킬 수 있었다. 1107년 이후, 알 아프달의 부관이었던 알 마문 알 바타히가 새로운 신성으로 등장하여 권력을 잡았다. 그는 1119년에 카이로에 천문대를 건설하는 등 알 아프달 임기 말에 행해진 여러 행정 개혁들과 인프라 건설 사업을 주도한 것으로 보인다. 알 아프달은 1121년에 암살당했는데, 이것은 니자리 이스마일파 암살자들의 소행으로 추정되지만, 이 사건의 진실은 확인되지 않는다.
알 마문은 알 아프달의 뒤를 이어 권력을 장악했지만, 그의 전임자들과는 달리 그는 군부의 지지를 받지 못했고, 결국 그의 권력을 칼리파에게 의존해야만 했다. 1124년, 그는 티레를 십자군에게 빼앗겼다. 또한 알 마문은 카이로에 그 규모는 작지만 주목할 만한 모스크인 알 아크마르 모스크를 건설했는데, 이것은 1125년에 완공되어 오늘날까지 대부분이 남아 있다. 그러나 같은 해, 파티마 칼리파 알 아미르는 알 마문을 체포했는데, 이것은 아마도 그가 십자군에 대해 효과적인 대응을 하지 못했기 때문이거나, 아니면 그의 부와 권력이 칼리파를 위협해서였을 수도 있다. 3년 후 그는 처형당했다. 그 뒤 알 아미르는 칼리파의 권력을 되찾고 와지르에 대한 섭정 통치 기간을 일시적으로 중단시켰다. 하지만 알 아미르 그 자신도 1130년에 (아마도) 니자리 암살자들의 손에 죽고 말았다.
알 아미르는 죽기 직전에 알 타이브라는 늦둥이 아들을 얻었다. 그가 사망한 뒤에는 알 아미르의 사촌, 즉 알 무스탄시르의 손자였던 압둘 마지드가 스스로 섭정을 임명하려 했으나, 군부의 압력으로 알 아프달의 아들 중 한 명인 아부 알리 아흐마드(쿠타이파트로도 알려져 있음)가 그의 부친 및 조부와 같은 와지르로 임명되었다. 아흐마드는 압둘 마지드를 투옥하고, 자신이 12이맘파가 기다리는 "숨겨진" 이맘인 무함마드 알 문타자르의 대리자임을 선언함으로써 파티마 왕조를 멸망시키려 했다. 그러나 그가 1131년 알 아미르의 추종자들에게 암살당하면서 이는 오래가지 못했다. 압둘 마지드는 석방되어 섭정직을 다시 수행하기 시작했다. 그러나 그는 곧 섭정이 아닌 '사라진' 5촌 조카를 대신하여 1132년 1월 새로운 파티마 이맘-칼리파로 선언하고는 알 하피즈라는 칭호를 얻었고, 여태껏 이어져 내려오던 부자계승의 원칙을 깨버렸다. 대부분의 무스탈리파들은 그가 정통한 후계자라고 여겼지만, 예멘의 술라흐 왕조는 이것을 인정하지 않고 파티마 왕조와의 관계를 끊은 뒤 독립해 나갔다. 그들은 알 아미르의 아들 알 타이브가 은둔하고 있는 이맘이라고 주장하며 카이로의 알 하피즈와 그의 후계자들을 인정하지 않았다. 때문에 이전에 무스탈리파와 니자리파로 갈라졌던 이스마일파는 결국 타이비파, 하피지파, 니자리파로 삼분되었다.
1135년, 파티마 왕조의 아르메니아 군부는 알 하피즈를 압박하여 기독교 아르메니아인 바흐람을 와지르로 임명하도록 했다. 그러나 그는 다른 무슬림 군대의 거센 반발에 부딪혔고 2년 뒤인 1137년에 수니파 무슬림이었던 리드완에게 와지르직을 넘겨줄 수 밖에 없었다. 나중에 리드완이 알하피즈의 폐위를 모의하자, 알 하피즈는 수도원에 유폐되어 있던 바흐람을 다시 궁정으로 불러들였다. 결국 리드완은 알 하피즈 및 바흐람 측과 전투를 벌였으나 패배한 뒤 항복하였고, 바흐람은 와지르를 맡는 것을 거부한 뒤 칼리파의 최측근이 되었다. 이후 와지르의 자리는 공석이 되었고, 알 하피즈는 1149년 사망할 때가지 직접 국가를 통치했다. 이 기간 동안 이집트에서 이스마일파의 종교적 대의에 대한 열정은 상당히 많이 사라졌고, 파티마 칼리파에 대한 정치적인 도전은 점점 더 흔해졌다. 수니파 무슬림들이 고위직에 오르는 비율 역시 늘어나기 시작했다. 하지만 파티마 왕조는 수많은 파벌들과 엘리트층들이 현재의 정부 체제를 유지하는 데 있어 확립된 공통적인 이해관계를 가지고 있었기 때문에 계속 명맥을 이어나갈 수 있었다.

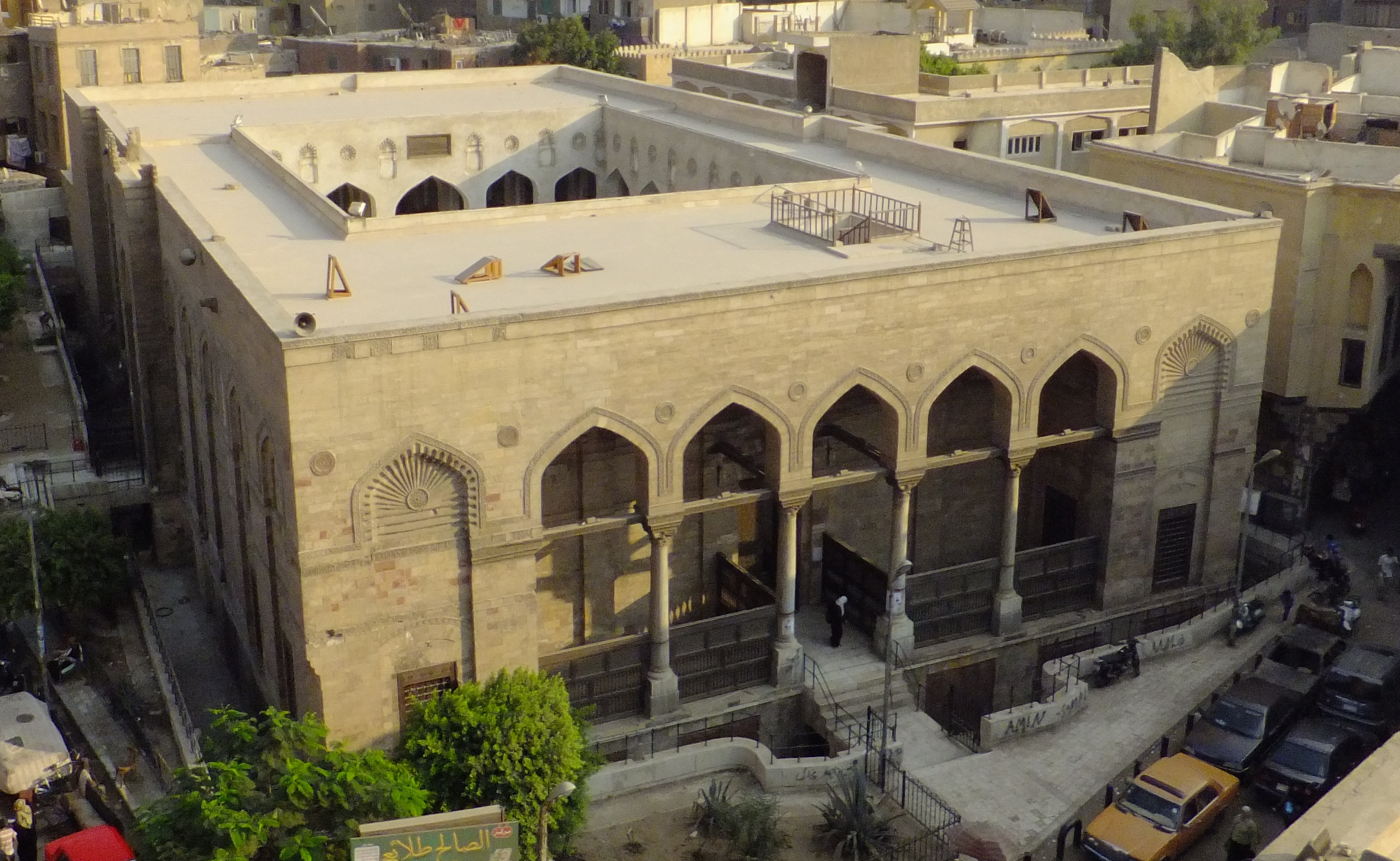
1160년대 탈라이 이븐 루지크에 의해 건설된 카이로의 알 살리 탈라이 모스크. 원래는 후세인을 안장하기 위한 것이었다. (그 대신 현재의 알 후세인 모스크에 그의 시신이 안치되어 있다.)

알 하피즈는 파티마 칼리파들 중 마지막으로 국가를 직접 통치한 인물이자, 성인이 되었을 때 황위에 오른 최후의 통치자였다. 파티마 왕조의 마지막 세 칼리파였던 알 자피르(재위: 1149~1154), 알 파이즈(재위: 1154~1160), 알 아디드(재위: 1160~1171)는 모두 즉위했을 때 어린 아이들이었다. 알 하피즈 시기에 약화되었던 와지르 권력은 알 자피르가 즉위 후 자신의 계승을 도운 이븐 마살을 와지르로 임명하면서 부활하였다. 그러나 군대는 대신 이븐 살라르라는 수니파 인사를 지지했고, 반란을 일으켜 전투에서 이븐 마살을 살해한 뒤 1150년 그를 와지르로 추대함으로써 칼리파의 마지막 권력기반을 해체하였다. 1153년 1월, 예루살렘의 십자군 왕 보두앵 3세는 레반트의 마지막 남은 파티마 거점이었던 아스칼론을 포위하였다. 그러나 지난 4월 이븐 살라르는 의붓아들 압바스와 압바스의 아들 나스르가 꾸민 음모에 의해 암살당한 뒤였다. 구원군이 도착하지 않자, 아스칼론은 도시 내의 주민들이 이집트로 안전하게 떠날 수 있다는 조건 하에 그해 8월에 항복하였다. 이때 시아파의 역사적인 이맘 후세인 이븐 알리의 시신이 아스칼론에서 카이로로 옮겨져 오늘날의 알 후세인 모스크에 보관되고 있다고 한다. 그 다음해인 1154년 나스르는 알 자피르를 살해했고, 당시 와지르였던 압바스는 알 자피르의 5살 난 아들 '이사'를 알 파이즈로 옹립시켰다. 이에 궁정의 여성들은 상이집트의 아르메니아인 무슬림 총독 탈라이 이븐 루지크를 불러들였다. 탈라이는 카이로에서 압바스와 나스르를 몰아내고 와지르가 되었으며, 이후 십자군을 상대로 몇몇 새로운 작전들을 펼치기도 하였지만, 이것은 그들을 해상에서 괴롭히는 것 이외에는 별다른 소득이 없었다. 알 파이즈는 1160년에 사망했고 탈라이는 이듬해에 알 자피르의 여동생인 시트 알 쿠수르에 의해 암살당했다. 탈라이의 아들인 루지크 이븐 탈라이는 1163년까지 와지르를 맡았는데, 쿠스의 총독이었던 샤와르에 의해 타도된 뒤 살해되었다.

### 멸망
와지르에 등극한 샤와르는 그의 정적들과 갈등을 겪었다. 그러나 샤와르는 명분상의 지배에 좀처럼 만족하지 못했고, 더 큰 권력을 얻기 위한 음모를 계획하고 있었다. 이러한 파티마 칼리파국의 무질서하고 혼란에 빠진 내부는 당시 다마스쿠스를 포함한 시리아의 상당 부분을 장악하고 있던 수니파 장기 왕조 통치자 누레딘 및 예루살렘 국왕 아모리 1세의 관심과 이들의 간섭을 불러 일으켰다. 십자군은 이미 1161년에 탈라이 이븐 루지크에게 자신들에게 공물을 바칠 것을 강요했고, 그가 이것을 거부하자 이듬해에는 이집트를 침공할 태세를 취한 바 있었다. 1163년 샤와르가 카이로에서 쫒겨났을 때, 그는 누레딘에게 가서 피난처를 구했다. 당시 누레딘은 부친 장기로부터 물려받은 에데사 및 알레포 등지의 영토에서 제2차 십자군을 패퇴시키는 등 십자군에 연전연승을 거두었으며, 여세를 몰아 형의 영지였던 모술과 이라크 북부 지방까지 지배 하에 두면서 명실상부 이슬람 세계의 강자 중 한명으로 등극한 상태였다. 누레딘은 곧 이것이 시아파가 장악한 이집트를 탈환하고, 레반트와 북아프리카를 아우르는 왕국의 건설이라는 전대미문의 업적을 세울 수 있는 기회임을 깨달았다. 마침내 누레딘은 자신의 장군 아사드 앗 딘 시르쿠를 보내어, 이집트를 점령하고 샤와르를 다시 와지르로 임명하도록 했다. 시르쿠는 1164년 여름에 이 임무를 완수했다.
샤와르의 남은 몇 년의 임기는 예루살렘 왕과 누레딘 사이에 상황에 따라 동맹을 바꾸면서 혼란을 가중시켰다. 1167년 십자군은 시르쿠의 군대를 쫒아 상이집트에 진입했다. 1168년, 십자군이 카이로를 점령할 가능성을 우려한 샤와르는 그의 적이 이 도시를 가지지 못하도록 하기 위해 푸스타트에 불을 질렀다. 십자군이 이집트를 다시 떠나도록 강요한 후, 1169년 1월 8일 누레딘의 명령으로 시르쿠가 파티마 지배층 및 주민들의 열렬한 환대를 받으며 카이로에 무혈입성하였다. 시르쿠는 곧 샤와르를 붙잡아 처형했고, 이로써 이집트는 사실상 누레딘의 지배 하에 놓이게 되었다. 이후 시르쿠는 자신이 직접 와지르에 등극했고, 그가 급사한 뒤에는 그의 조카 살라흐 앗딘 유수프 이븐 아이유브(일명 살라딘)이 새로운 와지르가 되었다. 이를 보고받은 누레딘은 살라딘 역시 시르쿠처럼 자신의 신하일 것임을 당연하게 여겼고, 당시 예루살렘 왕 아모리 1세 또한 그렇게 생각하고 있었다. 그러나 살라딘은 자신이 수니파임을 공공연하게 드러내면서, 시아파의 기도 요구를 진압하고 이스마일파 교리 강연을 중단시키거나 수니파 재판관(카디)를 임명하는 등 수상한 행보를 이어갔다. 1170년, 파티마조의 마지막 칼리파 알 아디드가 젊은 나이임에도 세상을 떠났다. 파티마 왕조는 먼 친척을 통해서 명맥을 이어갈 수도 있었지만, 실권자인 살라딘이 그렇게 하지 않음으로써 마침내 파티마 왕조가 멸망하게 되었다. 이제 살라딘은 이집트의 지배자가 되었으며, 그곳에서 북아프리카와 레반트에 걸친 대제국인 아이유브 술탄국을 창건하였다.

## 사회

### 종교 공동체
파티마 왕조의 사회는 매우 다원적이었다. 비록 시아파의 한 분파였던 이스마일파가 국교이자 칼리파 궁정의 공식적인 종교였지만, 대부분의 사람들은 다른 종교나 분파를 믿었다. 무슬림 인구 대부분은 수니파였으며, 전체 인구로 보았을 때는 대부분이 기독교였다. 유대인은 더 작은 소수 공동체를 이루었다. 예로부터 그랬고, 당대의 다른 이슬람 국가들이 그리했던 것처럼, (실제 상황은 맥락에 따라 이와는 다를 수도 있지만) 파티마 왕조는 비무슬림들을 특정한 제한과 특정한 자유를 모두 암시하는 용어인 "딤미"로써 따로 구별을 두었다. 역사적인 이슬람 세계의 다른 지역과 마찬가지로, 그들은 종교세인 지즈야를 납부해야 했다.(pp. 194–195) 학자들은 대체로 파티마 왕조의 통치가 다양한 종교 공동체에 대해 매우 관대하고 포괄적인 입장을 견지했다는 것에 동의한다.(p. 195)
당대 서유럽의 국가들과 달리, 파티마 왕조의 관리 선발은 종교에 상관없이, 세습이 아닌 능력주의를 기반으로 한 것이었다. 수니파와 같은 이슬람의 다른 여러 분파들의 구성원들은 시아파만큼이나 정부의 주요 직책에 임명될 가능성이 높았다. 관용은 기독교인 및 유대인과 같은 비무슬림들에게도 확대되었고, 이러한 관용 정책은 심지어 제노바 상인들이 체르케시아에서 잡아온 칼리파의 대규모 맘루크 군대를 조직하는 자금을 조달하기 위해 비무슬림들에게 돈의 융통을 담당하는 것을 가능하게 했다.
그러나, 특히 알 하킴에 의한 이러한 관용의 일반적인 태도에는 많은 "예외"가 있었고, 중세 역사가들 사이에서 알 하킴의 명성은 드루즈교에서의 그의 역할 및 지위와 혼동됨으로써 많은 논쟁과 비난을 불러 일으켰다. 특히 알 하킴은 기독교인들, 개중에서도 콥트교도들을 심하게 박해했다. 그의 치세에 벌어진 기독교인들에 대한 박해 정책 중에는 교회를 폐쇄하고 철거하는 것이나 그들을 이슬람교로 강제개종시키는 것이 포함되었다. 이 때문에 그의 후계자로 알 자히르가 즉위했을 때, 드루즈교도들은 안티오키아, 알레포를 비롯한 여러 도시에서 그들에게 반발하는 운동과 학살을 포함한 대규모 박해에 직면해야만 했다.

#### 이스마일파

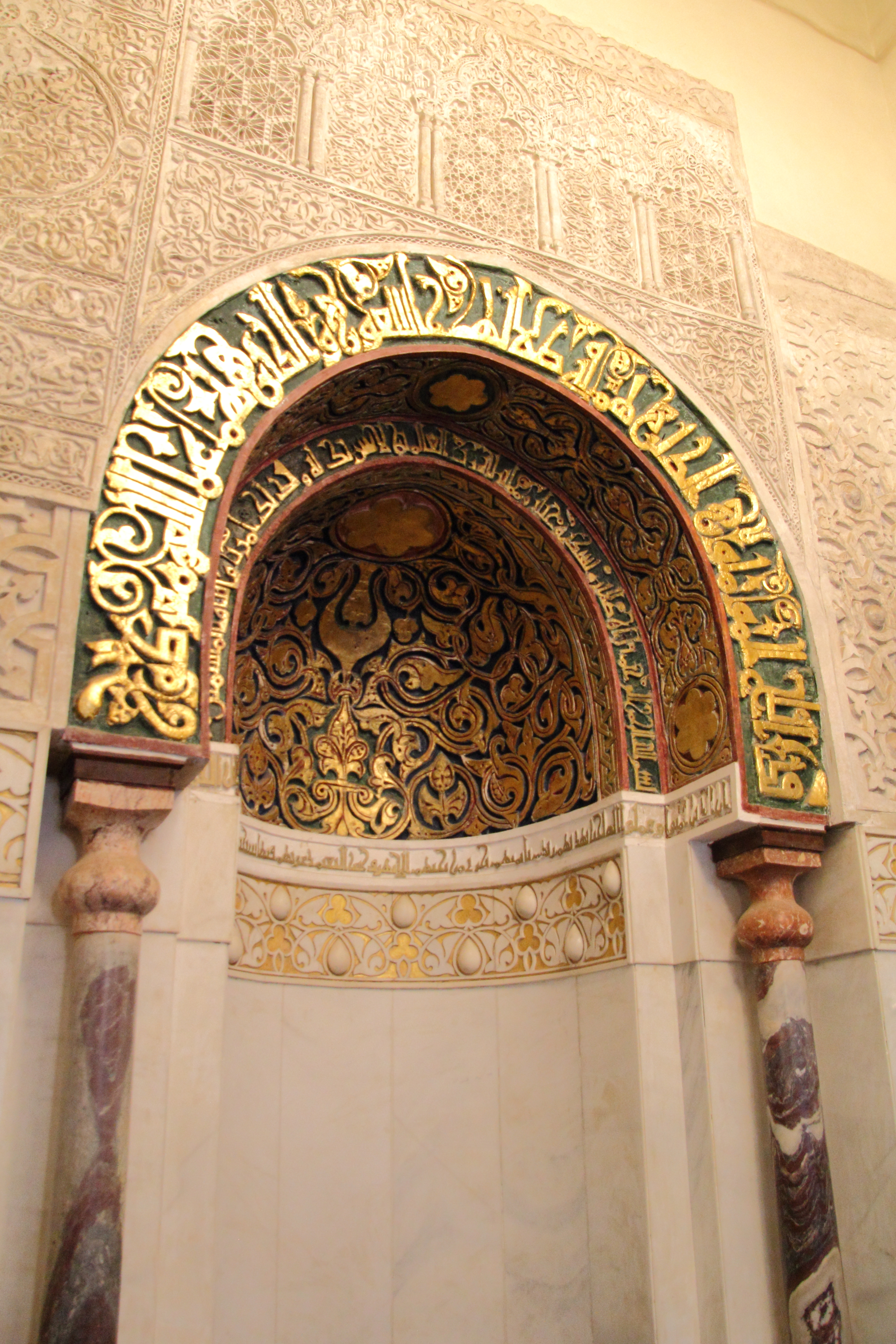
파티마 시대에 지어진 알 아즈하르 모스크의 내부 모습. 화려하게 장식된 미흐라브가 눈에 띄인다.

파티마 칼리파국의 인구 중 몇%가 실제로 정확히 이스마일파를 믿었는지는 불분명하나, 그들은 항상 소수의 위치에 있었다. 역사 연대기에는 알 아지즈 집권기의 이집트에서는 열성적인 이스마일파 개종자들이 대거 보고되지만, 알 하킴 집권기 중반 무렵에는 이러한 경향이 크게 감소했다. 파티마 국가는 위계 조직을 수립하여 이스마일파 선교 활동(da'wa)을 추진했다. 파티마 이맘-칼리파는 예언자 무함마드의 후계자로써, 이 국가의 유일무이한 정치적 통치자이자 종교 지도자였다. 그 다음으로는 "다이 알 두아트dā'ī l-du'āt , (최고의 선교사)"가 있었다. 이 교리에 새로 입문한 사람들은 카이로 궁전 안에 있는 특별한 홀에서 시작되는 "마잘리스 알 히크마majālis al-ḥikma (지혜의 회의)"에 참석함으로써 새로운 종교인으로써의 그들의 삶을 시작했다. 이 행사는 아직 이스마일파로 개종하지 않은 사람들에게는 철저히 비밀에 부쳐졌다. 또한 파티마 왕조는 카이로의 알 아즈하르 모스크에서 열리는 강연을 통해 이집트에 방문하는 사람들에게도 이스마일파의 교리를 전파하였고, 곧 이곳은 교수와 학생들 주최로 매년 강연이 열리고 사람들이 모이는 지식센터가 되었다. 파티마 왕조의 국경 너머에서는, 수많은 선교사들이 이프리키야나 이집트의 파티마 지도부와 접촉을 유지했지만, 칼리파 체제가 설립되기 전부터 그랬듯이, 선교사의 모집은 항상 비밀리에 수행되었다. 국외에 있는 일부 선교사 공동체들은 가끔 카이로를 방문했는데, 개중에는 알 하킴의 통치 기간 동안 두각을 드러냈던 알 키르마니와 같은 인물들도 있었다.
이스마일파의 통합은 파티마 칼리파국이 설립된 후 (설립 이전의 카르마트파 이탈 이외에도) 몇 차례의 분열을 거듭함에 따라 시간이 지날수록 약화되었다. 칼리파 알 하킴의 신성을 믿었던 드루즈교도들은 이집트 등지에서 탄압을 받았지만, 결국 레바논 산맥에서 은신처를 찾았다. 칼리파 알 무스탄시르가 사망한 뒤, 후계자 분쟁으로 인해 알 무스탈리를 지지했던 무스탈리파와 달리 장남 니자르 알 무스탄시르를 지지했던 니자리파는 파티마 본국과의 관계를 완전히 끊었을 뿐만 아니라 아예 적대적으로 변모했다. 니자리파는 파티마 국경 안에서는 억압당했으나 주로 이란, 이라크, 그리고 시리아의 일부 지역에서 계속 활동을 이어나갔다. 최종적으로 칼리파 알 아미르가 사망했을 때, 그의 사촌이었던 알 하피즈는 알 아미르의 어린 아들인 알 타이브를 무시하고 자신이 새로운 이맘-칼리파임을 선언함으로써 이스마일파를 또 한차례 분열시켰다. 카이로에서 알 하피즈를 인정했던 이들은 알 하피즈 분파, 또는 하피지파로 알려졌으며, 이 불합리한 승계에 반대하고 알 타이브의 정통성을 지지했던 이들은 알 타이브 분파, 또는 타이비파로 알려졌다. 이 분열은 예멘에서의 파티마 칼리파국의 지지 세력을 상실하는 결과를 가져왔다.

#### 다른 무슬림들
이프리키야에서는 대다수의 무슬림들이 말리키 수니파나 마드하브를 따랐다. 개중에서도 말리키파는 8세기 동안 일반적으로 아글라브 통치자들이 선호하던 하나피파의 대신으로 이 지역에서 우세해졌다. 이집트도 마찬가지로 대부분의 무슬림들이 수니파였으며, 파티마 시대 내내 이러한 추세는 변화하지 않았다. 파티마 당국은 이러한 사실을 인지하고, 자우하르의 정복 이후에야 시아파의 종교 의식에 있어 새롭게 변화를 도입하려 했다. 하나피파, 샤피파, 한발리파, 말리키파가 집단적으로 스스로를 수니파의 일원이라고 생각하기 시작한 것도 이 시대에 이르러서였는데, 이는 시아파가 내세우는 보편주의를 훼손한 것이었다. 하산 씨족과 후세인 씨족을 포함한 일부 시아파들도 이집트로 이주하여 파티마 왕조를 동료 시아파, 또는 혈족으로서 열렬히 환영했지만, 그들이 반드시 이스마일파로 개종한 것은 아니었다. 많은 비무슬림들은 또한 파티마 칼리파들이 이슬람 공동체를 이끌 수 있는 합법적인 권리를 가지고 있다고 믿었지만, 이맘국이라는 개념을 넘어서 더 절대적인 시아파 신앙을 받아들이지는 않았다.

#### 기독교

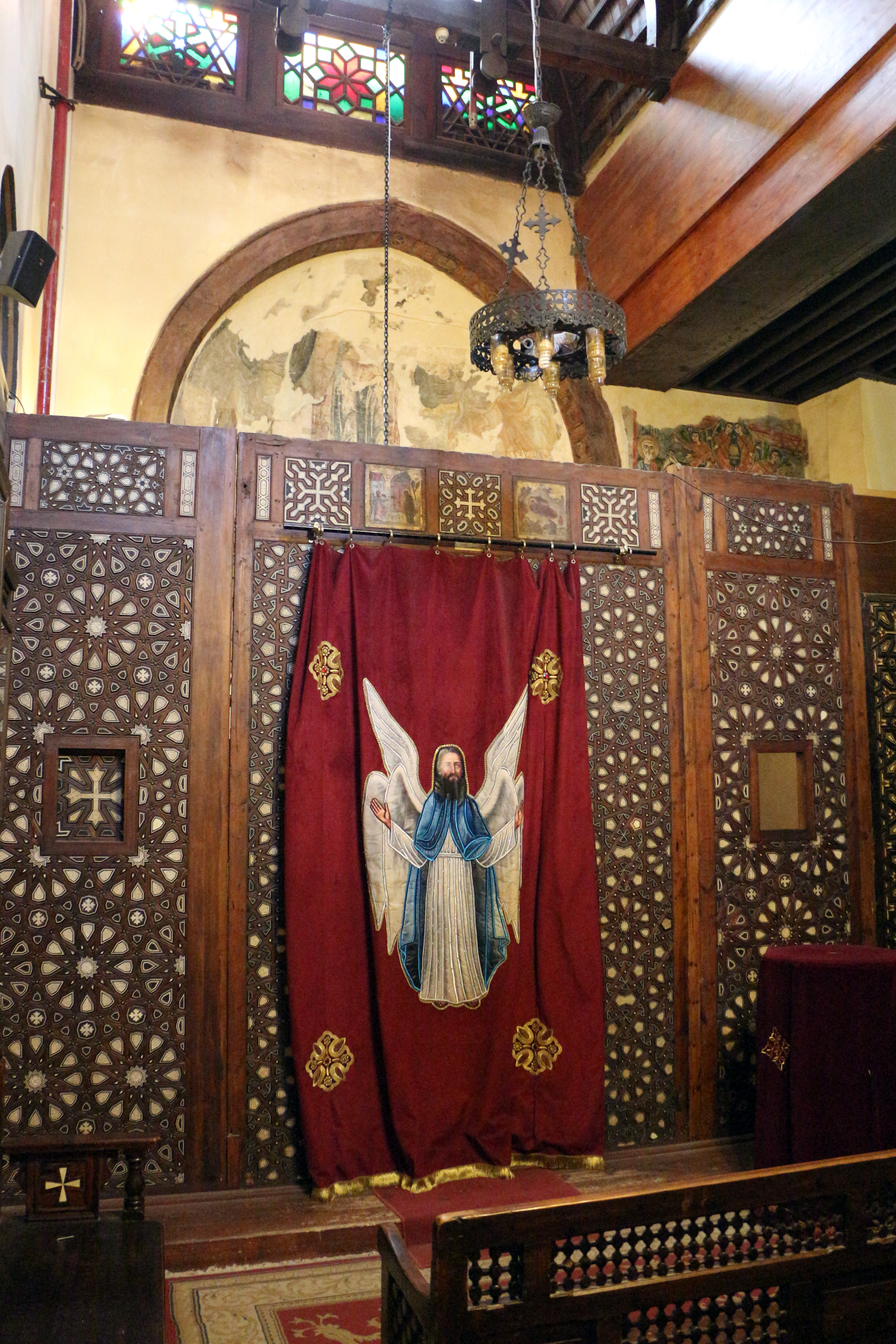
옛 카이로 시가지의 공중 교회 측면 예배당에 있는 프레스코화. 12세기 후반, 또는 13세기 후반에 그려진 것이다.

파티마 통치 기간 동안 이집트 인구의 대다수가 기독교인이었을 수 있지만, 이 문제에 대한 학술적인 추정은 대단히 잠정적이며 저자마다 의견이 다르다.(p. 194) 기독교인의 비율은 주요 도시들에서보다 시골 지역에서 더 높았다. 기독교 공동체 중 가장 큰 세력을 자랑한 것은 콥트교였으며, 멜키트교가 그 뒤를 이었다. 바드르 알 자말리와 같은 아르메니아계 인물들이 이집트를 지배하던 11세기 말에서 12세기 초에 아르메니아인들이 대거 이집트로 유입됨으로써, 아르메니아 사도교회 역시 이 지역에 새롭게 발판을 마련했다. 마을 및 도시의 교회뿐만 아니라, 기독교 수도원 역시 시골 지역에 흩어져 있었다. 와디 알 나트룬과 같은 일부 지역들은 고대 콥트 수도원들의 중심지였다. 아말피탄과 같은 이탈리아 무역상들도 푸스타트와 알렉산드리아에 방문하여 이집트와 지중해 세계의 나머지 지역을 오가면서 상품을 사고 팔았다.
기독교 공동체, 특히 콥트교도들 사이에서 파티마 정권의 필경사나 행정 관료로 활동한 비교적 부유한 귀족 계급이 등장했다. 이들은 재산을 이용하여 자신들이 믿는 기독교 교회를 후원하고 그 지역에 영향력을 행사했다.(pp. 198) 알렉산드리아 총대주교(콥트 교황)가 수도 근처에 머물기를 바랐던 바드르 알 자말리의 요청으로 인해 키릴 2세 시기(1078~1092)에 총대주교령이 알렉산드리아에서 푸스타트로 옮겨진 것에서 알 수 있듯이, 국가 행정력은 교회에도 영향을 미쳤다.(p. 202) 오늘날 공중교회로 알려진 성모교회는 그 북쪽에 지어진 머큐리우스 교회와 함께 총대주교의 새로운 거점이 되었다. 14세기에 총대주교령이 하렛 주웨일라 성모 마리아 교회로 자리를 옮길 때까지 두 교회는 모두 '알렉산드리아' 총대주교의 거주지였으며, 새로운 총대주교의 축성과 다른 중요한 종교 행사의 중심 장소 역할을 했다.(p. 202)

#### 유대교

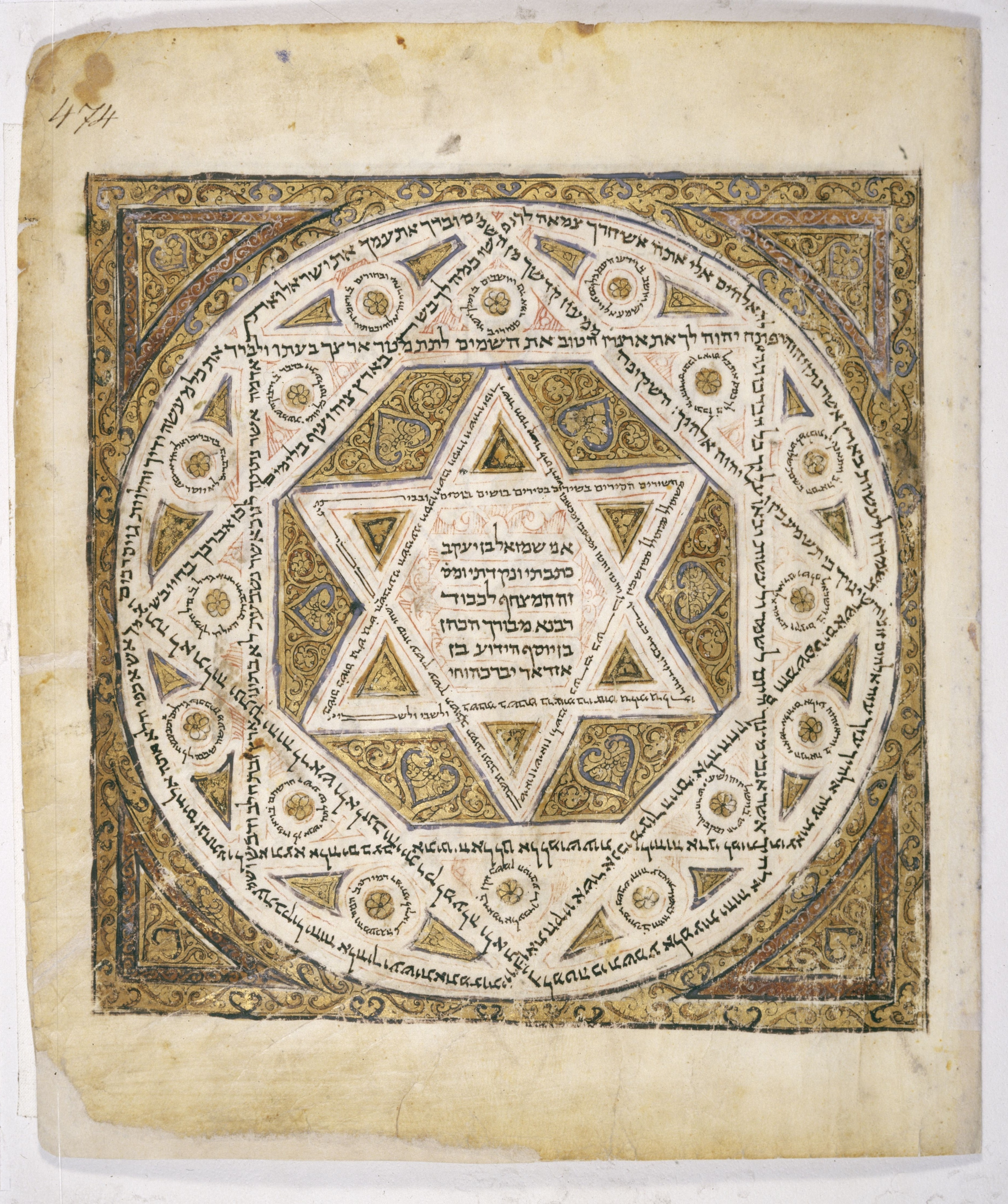
11세기 초 푸스타트(카이로)에서 베껴진 히브리 성경 필사본인 레닌그라드 코덱스의 표지

유대인 공동체는 파티마 왕조의 지배 하에 있던 영토 전역에 존재했으며 어느 정도는 자치권을 누릴 수 있었다. 비록 기독교도들과 무슬림들에 비하면 소수이지만, 그들의 역사는 게니자 문서 덕분에 비교적 잘 기록되어 있다. 이에 따르면, 그들의 공동체는 랍비파와 카라임파로 나뉘어져 있었다. 전통적으로 11세기 후반까지, 유대인 공동체의 가장 강력한 수장은 예루살렘의 예시바 지도자(가온)였는데, 그는 이 지역의 판사와 다른 유대인 공동체 관리들을 임명할 수 있는 권한을 가지고 있었다. 파티마 칼리파들은 공식적으로 예루살렘의 가온들에게 공동체의 대표자로서의 책임을 부과했다. 그러나, 1100년까지 이집트의 유대인들은 푸스타트에서 "유대인의 우두머리" 또는 "나기드"로 알려진 새로운 지위를 확립했다. 수도에서 거주했던 이 관료들은 파티마 왕조와의 거래에서 유대인 공동체의 수장이자 대표로 추후 인정을 받게 되었다. 이러한 변화는 이 지역에 대한 예루살렘 가온의 영향력 상실과 더불어, 바드르 알 자말리가 이 시기에 추구했던 중앙집권적인 정치 체제에 유대인 공동체가 적극적으로 참여했기 때문일 가능성이 높다.(이미 이것은 콥트 총대주교령이 푸스타트로 이전되는 결과를 낳았다)

### 언어
종교적인 다양성에도 불구하고, 아랍어가 이 지역 인구의 주요 언어로서 확산된 것은 이미 파티마 시대 이전부터 급속하게 진행되고 있던 사건이었다. 파티마 왕조가 이 지역을 정복했을 때, 이집트 일부 지역에서 콥트교도들과 일부 이슬람 공동체들이 여전히 콥트어를 사용하고 있었던 것을 제외한다면, 이집트에서 아랍어의 위치는 절대적이었다. 나중에 콥트 종교문화 역시 아랍어로 번역되기 시작하면서, 파티마 왕조 말기(12세기) 즈음이 되면 대부분의 콥트 기독교인들이 더 이상 콥트어를 이해할 수 없게 되었으며, 결국 콥트어 사용은 의례 언어로서의 그것으로만 축소되기에 이르렀다.(p. 194)

## 경제
파티마 왕조의 경제는 매우 발전한 편이었으며, 특히 타 국가와의 대외무역 분야가 매우 발전해 있었다. 파티마 왕조는 사하라 이남 아프리카의 말리 왕국, 송가이 왕국과 같은 국가들로부터 금, 콜라 열매, 노예 등을 구매했으며 암염을 비롯한 각종 물품들을 판매했다. 또한 남유럽 국가들과의 교역도 매우 활발히 이루어져, 파티마 왕조는 그들에게 금, 향료, 대추야자, 직물, 지역의 각종 특산물들을 판매하고 목재, 무기류, 철, 양털, 치즈 등을 수입했다. 당시 파티마 왕조는 동로마 제국, 북아프리카의 여러 민족들, 알안달루스, 누비아, 서아프리카, 이탈리아 도시국가들은 물론, 심지어 멀게는 인도 아대륙의 여러 왕조들과도 활발한 무역활동을 전개했다. 파티마 왕조는 공식 통화로 디나르를 사용하였는데, 이것은 거의 100%에 가까운 순금으로 되어 있어 높은 신용도를 자랑하는 동전이었다. 이렇게 파티마 왕조가 순금으로 된 동전들을 마구 주조할 수 있었던 것은 당시 이집트 남부의 누비아에 금광이 분포해 있었으며, 서아프리카 지역으로부터 대량의 금을 구입할 수 있었기 때문이었다. 이렇게 무역과 상업이 발달하면서, 파티마 왕조에서는 막대한 부를 축적한 계층이 나타나기 시작했다. (부풀려졌을 가능성이 크지만) 한 크리스트교 부자는 나일강의 수위가 낮아져 흉작으로 사람들이 기근에 시달리자 5년 간 전 국민을 먹여살릴 정도의 재산을 기부했으며, 와지르였던 야쿠브 이븐 킬리스는 사망할 때 3천만 디나르의 재산을 남겼다고 한다. 이러한 부자들은 또한 문화 및 예술과 학문을 크게 장려하고 후원을 아끼지 않았기에, 파티마 왕조의 문화는 이들 덕분에 더욱 번영을 누릴 수 있었다.
파티마 왕조의 농업은 비록 상업에 비해서는 매우 뒤처진 편이었지만, 지중해와 맞닿은 북아프리카 연안지역 및 나일강 유역이 상당히 비옥한 곡창지대였기에 농업 역시 무시할 수 없는 수준이었던 것으로 보인다. 파티마 왕조 시대의 나일강 유역에서는 밀, 보리, 그리고 다양한 종류의 야채와 아마, 사탕수수, 각종 염료식물, 목화 등이 재배되었다고 한다. 하지만 나일강의 수위가 낮아지는 경우가 빈번했기에, 농촌 지역에서는 기근이 자주 발생하였다.
수공업 또한 번성했다. 아랍 지역에서 유명한 비단, 직물 제품은 주로 카이로에서 생산되었으며 유리 공예품들은 푸스타트, 알렉산드리아 지역이 단연 유명했다. 그 외에도 다양한 종료의 금속 및 가죽 공예품, 상아 조각품 등이 여럿 만들어졌다. 흥미롭게도, 중세 유럽과 마찬가지로 파티마 왕조에서도 수공업 조합(길드)들이 만들어져 특정 제품에 대한 독점체제를 유지했다는 기록이 있다.
파티마 왕조의 세금제도에 관해서 자세히 알려진 바는 없으나, 토지세를 비롯한 각종 세금들이 농민들에게 부과되었으며 콥트파 기독교도들에게는 인두세(지즈야)가 추가로 부과되었다. 나중에 여러 군사원정을 통해 영토가 확장되면서 여타 기독교도(동방 정교회, 서방 카톨릭)들이 파티마 왕조의 치하에 편입되었는데, 이들 역시 인두세를 추가로 부과받았다. 당시 파티마 왕조의 세금은 일정량으로 정해져 있었으며 변하는 경우가 거의 없었다고 전해진다.

## 군사

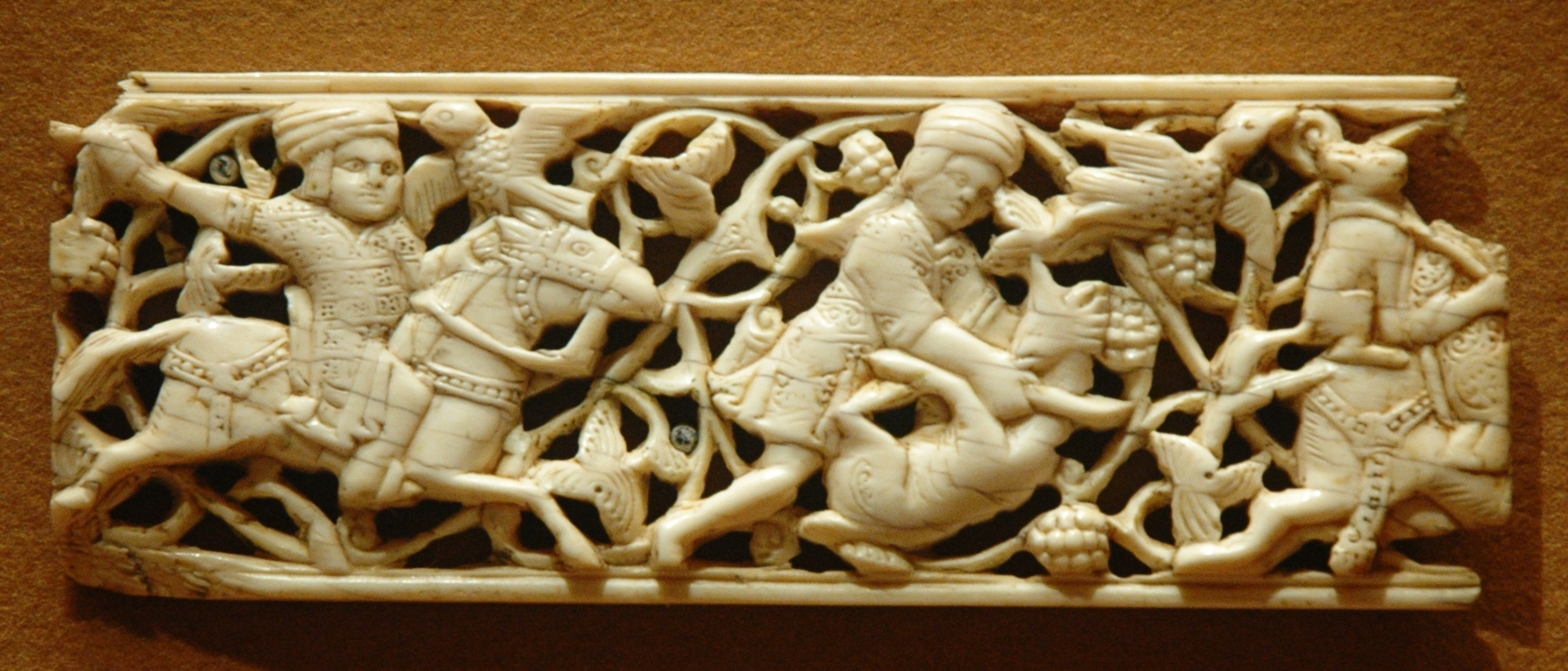
상아로 제작된 사냥 장면을 묘사한 조각. 11세기에 제작된 것으로 추정.

파티마 왕조의 군대는 이집트로 진군할 때 데려온 쿠타마 베르베르 부족민들을 기반으로 했으며, 이프리키야가 그들의 지배에서 이탈하기 시작한 이후에도 베르베르인들은 여전히 군대의 중요한 한 부분을 차지하고 있었다.
10세기 후반 파티마 왕조가 시리아로 팽창하려 하자 군대에 근본적인 변화가 일어났다. 파티마인들은 현재 튀르크 군벌들에 의해 지배받고 있는 압바스 칼리파 세력(수니파)과의 전쟁에 직면했고, 그들의 현재 군대의 한계를 여실히 깨닫게 되었다. 그래서 알 아지즈와 알 하킴의 통치 기간 동안, 파티마 왕조는 튀르크인들을 대거 받아들이기 시작했으며, 나중에는 아프리카계 흑인(누비아인)이나 아르메니아인과 같은 여타 민족들 역시 모집하기 시작했다. 이는 당시 파티마 군대의 중추를 이루던 서부군(마그리비야)이 시리아에서는 잘 통하지 않는다는 것을 알아챈 칼리파들의 대국적인 결단으로, 튀르크 병사들을 중심으로 다양한 민족 출신의 병종들을 통합하여 동부군(마샤리카)를 창설함으로써 시리아 방면에서 필요한, 보다 더 강력한 기병대를 육성하려는 의도였다. 이렇게 창설된 군대는 일반적으로 민족 계열을 따라 병종이 달리 구별되었는데, 베르베르족은 경기병과 경보병으로, 튀르크족은 궁기병 또는 중기병(맘루크)으로, 아프리카계 흑인과 시리아인 및 아랍인들은 중장보병과 궁병 역할을 맡았다. 이렇게 민족적 다양성을 기반으로 둔 군대 체계는, 이들의 부분적인 노예 지위와 함께, 파티마 칼리파국의 몰락 이후에도 수 세기 동안 이집트에서 근본적으로 변화하지 않고 그대로 존속될 것이었다.
파티마 왕조는 위협을 받은 지역의 방어에 군사력을 집중함으로써 이를 격퇴할 수 있었다. 10세기 중반, 동로마 제국은 "사라센의 저승사자"라는 칭호를 얻은 니키포로스 2세 포카스의 치하에서 크레타 이슬람 토후국을 멸망시키고 타르투스, 알마사이사, 아인자르바 등을 정복함으로써 이라크~시리아 국경 일대를 완전히 장악했다. 그러나, 파티마 왕조의 등장과 함께 그의 업적은 덜 성공적이라는 것이 증명되었다. 파티마 칼리파에게 보내는 공물을 중단한 뒤, 그는 시칠리아로 원정대를 보냈지만, 그곳에서 동로마 군대는 파티마 왕조의 지원을 받은 무슬림들이 육지와 바다에서의 격렬하게 저항하면서 패퇴해야 했다. 마침내 967년, 그는 스스로를 로마 황제로 선포한 뒤 이탈리아의 동로마 영토를 공격했던 그들의 공동의 적 오토 1세에 맞서 파티마 왕조와 화의를 맺었다.

## 수도

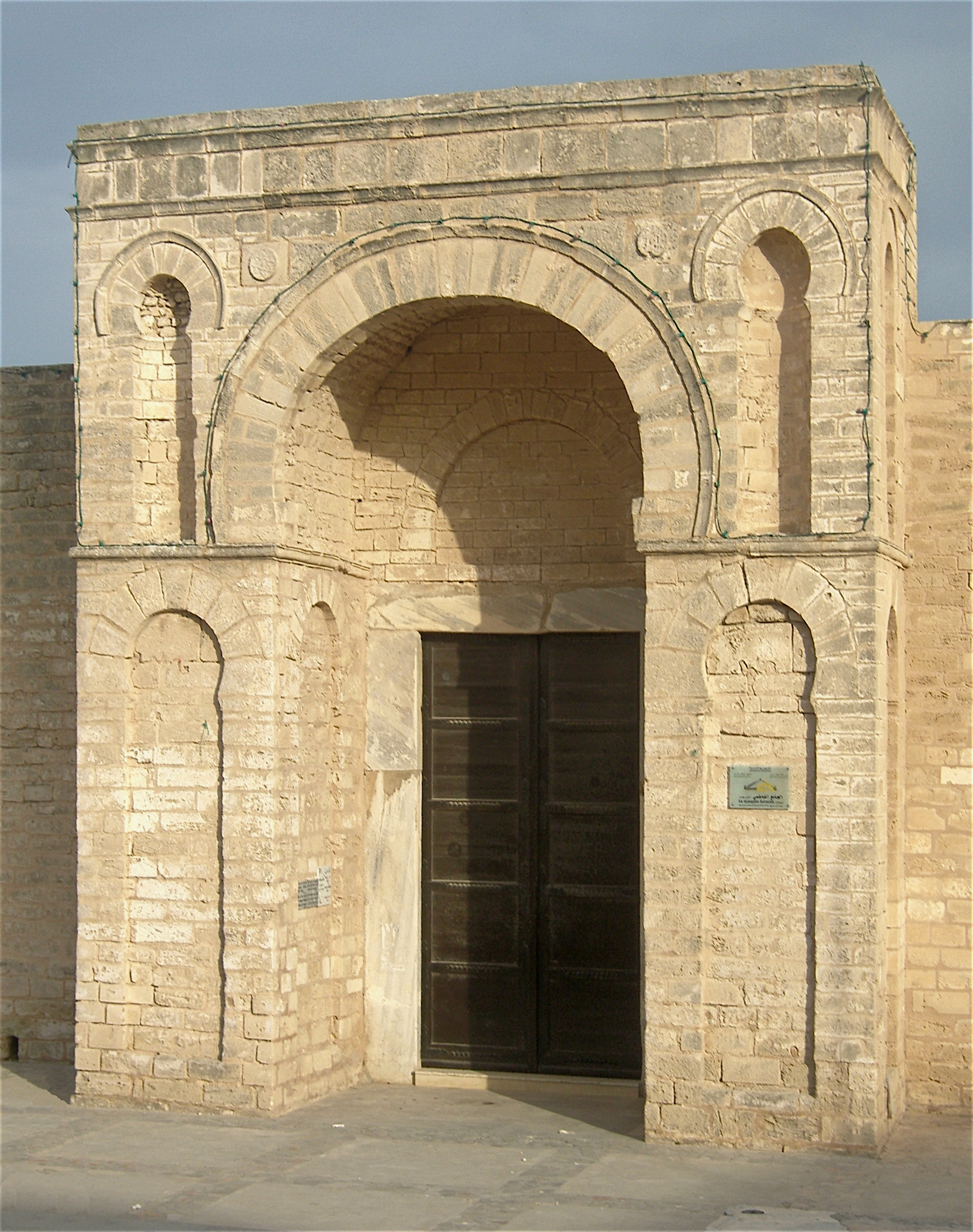
알 마흐디야 입구에 성벽 입구에 있는 마흐디야 모스크의 모습. 10세기에 건설된 것이다.

### 알 마흐디야
파티마 왕조의 첫 번째 수도인 알 마흐디야는 912~913년에 첫 번째 칼리파였던 압둘라 알 마흐디(909~934)의 이름을 따서 세워졌다. 그는 라카다 근처에 거주하고 있었지만, 그의 왕조를 세우기 위해 새롭고 더 전략적인 요충지를 선택해야만 했다. 알 마흐디야는 지중해 연안의 좁은 반도 지형에 위치해 있으며, 카이로완의 동쪽과 함마메트만의 바로 남쪽에 자리잡은 위치, 그리고 약 8.3m 두께의 성벽으로 인해 단연 난공불락의 성이 되었다. 실제로 그들이 도시 계획을 수립할 때 고려한 것은 방어력이었을 것이다. 파티마 왕조가 그들이 정복한 아글라브 왕조로부터 물려받은 해군과 함께, 알 마흐디야라는 도시는 압둘라 알 마흐디가 권력을 공고히 하고 파티마 칼리파의 후손을 2대에 걸쳐 배출한 강력한 군사 기지가 되었다. 도시는 두 개의 왕궁을 포함했는데, 하나는 칼리파를 위한 것이고 다른 하나는 그의 아들이자 후계자인 알 카임을 위한 것이었다.

### 알 만수리야
알 만수리야(또는 사브라 알 만수리야Ṣabra al-Manṣūriyya)는 945~948년 사이에 제 3대 파티마 칼리파 알 만수르(945~953)에 의해 오늘날 튀니지의 카이로완 외곽에 지어진 도시이다. 이 새로운 수도는 알 만수르가 이곳에서 카와리지파 반란군 아부 야지드를 상대로 승리를 거두었던 것을 기념하여 세워졌다. 953년 알 만수르가 사망했을 때 도시의 건설은 완전히 끝나지 않았지만, 그의 아들이자 후계자인 알 무이즈가 이를 마무리하고 같은 해에 도시 모스크의 건설도 완료했다. 바그다드와 마찬가지로 알 만수리야는 원형의 계획 도시로 설계되었으며, 그 중심에는 칼리파 궁전이 있었다. 풍부한 수자원도 염두에 두고 건설되었기 때문에, 알 만수리야는 완공되자마자 크게 성장을 거듭했다. 고고학적 증거에 따르면, 이 기간 동안 도시에는 여러 궁전들 뿐만 아니라 300개 이상의 하맘(목욕탕)이 건설되었다고 한다. 알 무이즈가 이집트를 정복하고 수도를 카이로로 옮겼을 때, 그는 봉신이었던 불루긴 이븐 지리를 이프리키야의 총독으로 임명했는데, 이 무렵에 알 만수리야의 지배권도 지리 왕조에게로 넘어갔다. 1014~1015년에 지리 통치자 바디스 이븐 알 만수르는 카이로완의 상인들과 장인들에게 알 만수리야로 이주할 것을 명령했는데, 이것은 1016년 도시에 큰 피해를 입힌 반란을 일으킨 원인이 되었을 수도 있다. 1057년 파괴적인 바누 힐랄의 침공으로 지리인들이 알 마흐디야로 이주함에 따라 알 만수리야는 버려졌고, 도시는 황폐해졌다. 카이로완과 달리 알 만수리야는 이후에도 이전의 성세를 회복하지 못했으며 그저 도적들이 이따금 등장하여 약탈을 일삼을 뿐이었다. 이곳의 근대적 고고학 발굴은 1921년에서야 시작되었다.

### 카이로
카이로는 970년경 제 4대 파티마 칼리파였던 알 무이즈에 의해 세워졌으며, 대부분의 왕조 기간 동안 파티마 칼리파국의 수도로써 기능했다. 도시는 공식적으로 "알 카히라 알 만수리야al-Qāhirah al-Mu'izziyya (아랍어: القاهرة المعزية 승리자 알 무이즈의 도시)"라고 명명되었으며, 이후 단순히 알 카히라로 알려져 오늘날 영어 이름인 "카이로"가 되었다. 카이로의 초창기 인구는 약 18,000명이었으나, 도시가 점차 북쪽으로 확장됨에 따라 인구 역시 급격히 팽창하여 나중에는 약 20~30만에 육박하게 되었다. 이는 당시 이슬람 세계의 도시들 중에서는 가장 큰 규모였다. 또한 잔즈 반란을 거친 후 쇠퇴하기 시작한 이라크 지역이 10세기 중반 부와이흐 왕조의 침공으로 더욱 쇠락하면서, 인도양을 통해 이어진 해상 실크로드가 기존의 페르시아만 대신 홍해를 통해 이집트를 경유하게 된 것은 파티마 왕조에게는 큰 호재로 작용했다. 즉 7세기 초 아라비아 서부(헤자즈)의 해안 도시들이 동로마-사산조 전쟁으로 혜택을 보았던 것처럼, 파티마 왕조도 반사 이익 및 중개 무역을 통해 번영할 수 있었던 것이다. 동시에 인도 아대륙에서 목화나 사탕수수 등의 상품 작물이 도입되고 아마포 무역이 발전함에 따라 경제가 급속도로 성장을 거듭했다. 서기 1,000년 경 카이로는 카이펑(송나라), 콘스탄티노폴리스(동로마 제국)와 함께 세계 최대의 도시였다. 파티마 왕조는 지중해와 인도양 양쪽에서 광범위한 무역망을 구축하고 국제 무역을 주도했으며, 이집트의 농업을 진흥시켜 이집트는 고대 이후 역사상 최대의 번영을 누리게 되었다. 카이로는 약 2세기 동안 파티마 왕조의 수도로 남아 있었으나, 마침내 1171년에 수니파 아이유브족에게 함락되었다.

## 예술과 건축

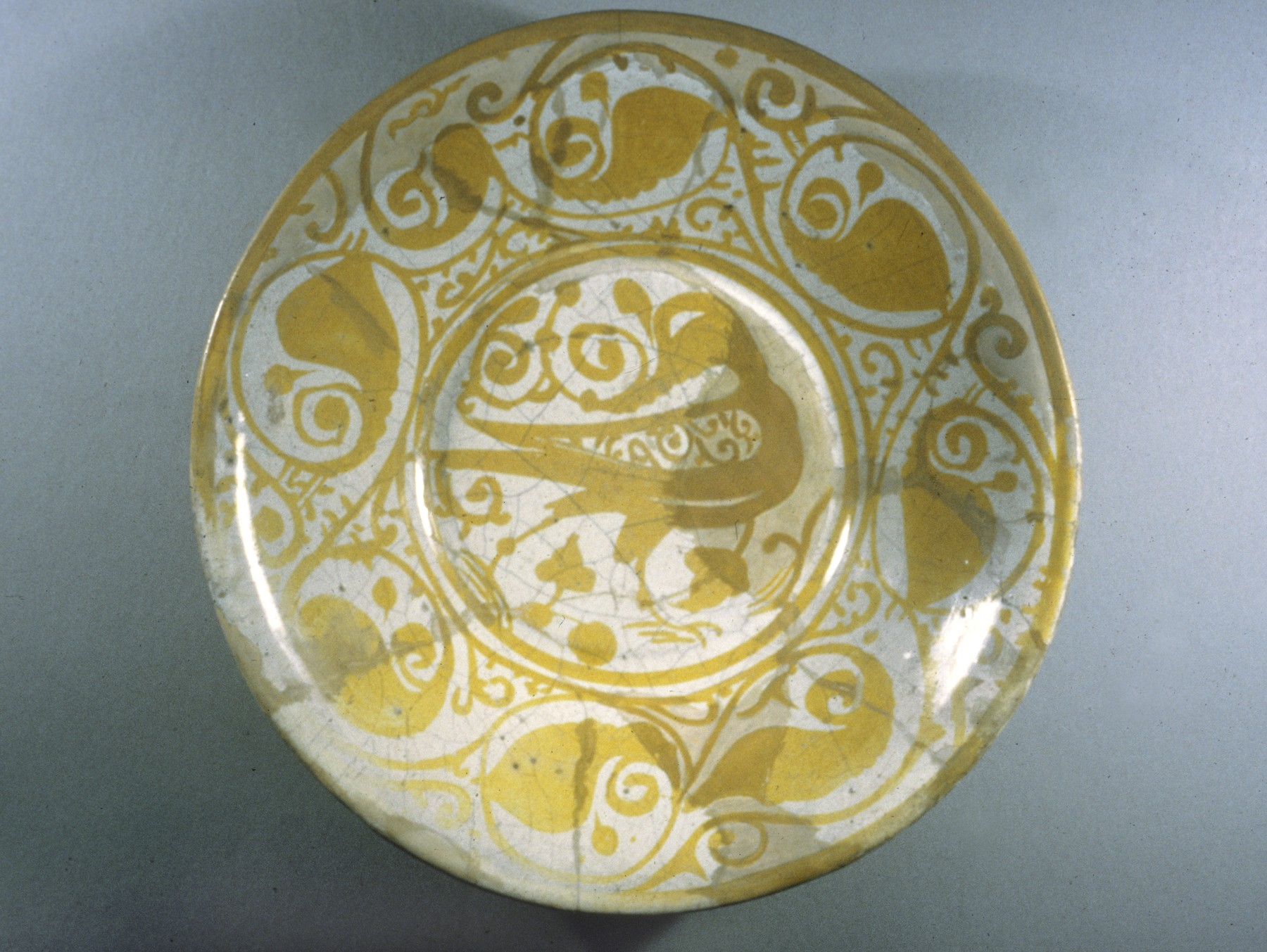
새를 모티브로 한 광택자기 그릇. 11세기에 제작된 것이다. 고고학적 발굴로 푸스타트에서 수많은 가마 및 도자기 파편들이 발견되었는데, 이로 미루어보아 파티마 시대에 이곳은 이슬람식 도자기의 중요한 생산지였을 가능성이 있다.

파티마 왕조는 정교한 예술로 유명했다. 파티마 시대는 이슬람 예술과 건축의 역사에서 중요한데, 왜냐하면 이 시대는 이슬람 양식의 발전에 대한 상세한 연구를 위해 충분한 유물들이 남아 있는 초기 이슬람 왕조들 중 하나이기 때문이다. 파티마 예술의 양식적인 다양성은 이 시기 지중해 세계의 더 광범위한 문화적 환경을 반영하는 것이기도 했다. 그들 장식 예술의 가장 주목할 만한 특징은 생동감있는 형상적 모티프의 사용과 아랍어 비문에 새겨진 각진 꽃으로 장식된 쿠픽 문자 등이다. 가장 잘 알려진 예술 형태 중에는 광택자기의 한 종류와 단단한 암석 석영을 깎아서 만든 크리스탈 공예도 있다. 파티마 왕조는 또한 아마포 직물 산업과 티라즈 생산을 대대적으로 후원했다. 다양한 사치품들의 광대한 컬렉션이 한때 칼리파 궁전 내부를 수놓았지만, 그것들의 예는 오늘날까지 거의 남아있지 않다.
파티마 건축의 많은 흔적들은 오늘날 이집트와 튀니지, 특히 이전 수도인 알 마흐디야와 알 카히라(카이로)에 있다. 마흐디야에서 현존하는 가장 중요한 건축물은 마흐디야 대모스크이다. 카이로에서는 알 아즈하르 모스크 및 알 하킴 모스크, 알 아크마르 모스크, 세이이다 루카야 마슈하드, 알 살리 탈라이 모스크 등이 특히 유명하다. 알 아즈하르 대학교가 위치했던 알 아즈하르 모스크는 "아즈 자흐라(아랍어: الزاهرة, 유명한 자)"라고 불렸던 무함마드의 딸 파티마를 기념하기 위해 그렇게 명명되었다. 카이로에는 두 개의 파티마 궁전이 있었는데, 칸 엘 칼릴리 근처의 반 알 카스라인 지역에 위치했다. 바드르 알 자말리가 재건한 카이로 성벽의 일부, 그리고 성문도 오늘날 남아 있다.

## 역대 칼리파
| 1 | Gold coin of Caliph al-Mahdi, Mahdiyya, 926    | 아부 무함마드 (أبو محمد)  | 압둘라 (عبد الله)        | 알 마흐디 빌라 (المهدي)                               | 909년 8월 27일– 934년 3월 4일                     | 그가 스스로를 마흐디라고 주장한 것은 899년 이스마일파에서 카르마트파가 떨어져 나가는 결과를 초래했다. 알 마흐디가 903년 살라미야를 떠나 905년까지 시질마사에 정착하는 동안, 이스마일파 선교사 아부 압둘라 알 쉬이는 아글라브 이프리키야를 무너뜨리고 그곳에 파티마 칼리파국을 세웠다. 파티마 칼리파국의 북아프리카 지배는 곧 마그레브와 시칠리아로 확대되었지만, 이집트를 침공하여 최종적으로 바그다드의 아바스 왕조를 공격하려는 그들의 3차례에 걸친 시도는 실패로 돌아갔다.                              |
| 2 |                                                | 아불 카심 (ابو القاسم)    | 무함마드 (محمد)          | 알 카임 비암르 알라 (القائم بأمر الله)                | 934년 3월 4일– 946년 5월 17일                     | 그의 치세 대부분은 아부 야지드가 일으킨 카와리지파 반란으로 점철되었다. 반란의 위세는 대단하여서, 한때 파티마 왕조의 세력은 수도 알 마흐디야에만 국한되기도 하였다. |
| 3 |                                                | 아부 타히르 (أبو طاهر)    | 이스마일 (اسماعیل)       | 알 만수르 비 나스르 알라 (المنصور بنصر الله)          | 946년 5월 17일– 953년 3월 18일                    | 아부 야지드의 반란을 평정하고 이탈리아 남부에서 동로마 제국과의 전쟁을 재개했다. |
| 4 | Gold coin of Caliph al-Mu'izz, Cairo, 969      | 아부 타밈 (أبو تميم)      | 마아드 معد               | 알 무이즈 일 딘 알라 المعز لدين الله                  | 953년 3월 19일– 975년 12월 18일                   | 파티마 장군 자우하르가 마그레브 대부분을 정벌했으며, 기근이 든 틈을 타서 969년에 이흐시드 왕조를 대대적으로 침공하여 이집트를 정복했다. 973년 알 무이즈는 파티마 궁정과 수도를 공식적으로 새로 건설된 수도인 카이로로 옮겼다. 이전의 중심지였던 마그레브에는 지리 왕조가 세워졌다. |
| 5 |                                                | 아부 만수르 (أبو منصور)   | 니자르 (نزار)            | 알 아지즈 빌라 (العزيز بالله)                         | 975년 12월 18일– 996년 10월 13일                  | 그의 치세에 파티마 왕조는 시리아 대부분에 대해 그들의 지배권을 확립하였으며, 알레포를 두고 동로마 제국과 전쟁을 벌였다. |
| 6 | Gold coin of Caliph al-Hakim, Sicily, 1010     | 아부 알리 (أبو علي)       | 만수르 (المنصور)         | 알 하킴 비암르 알라 ( الحاكم بأمر الله)               | 966년 10월 14일– 1021년 2월 13일(실종됨)          | 1000년경에 동로마 제국과 평화 조약을 체결하였다. 일각에서는 그를 신통한 지식과 남다른 개성을 가지고 있어 존경받는 인물이었다고 말하지만, 대부분의 기록들은 알 하킴을 미치광이에다가 괴팍하고 폭군이었다고 묘사한다. 그는 새벽에 당나귀를 타고 도성 밖에 야간 산책을 즐기러 나갔다가 실종되었는데, 아마도 살해되었을 가능성이 있다. |
| 7 |                                                | 아불 하산 (ابو الحسن)     | 알리 (علي)               | 알 자히르 일 이자즈 딘 알라 ( الظاهر لإعزاز دين الله) | 1021년 2월 13일– 1036년 6월 13일                  | 그의 통치는 알 하킴의 파란만장한 마지막 몇 년 이후에 파티마 왕조가 정상으로 되돌아갔음을 보여준다. |
| 8 | Gold coin of Caliph al-Mustansir, Egypt, 1055  | 아부 타밈 (أبو تميم)      | 마아드 (معد)             | 알 무스탄시르 (المستنصر بالله)                        | 1036년 6월 13일 – 1094년 12월 29일/1095년 1월 6일 | 가장 오랫동안 통치한 파티마 칼리파인 그의 통치 기간은 군대 내부에서의 정치적인 불안정이 심화되었으며, 수니파 튀르크계 군벌인 나시르 앗 다울라 이븐 함단에 의해 왕조가 거의 붕괴되어 버렸다. 아르메니아계 군벌 바드르 알 자말리가 겨우 질서를 회복하고 왕조를 멸망의 위기에서 구해냈지만, 그는 칼리파로부터 독립한 사실상의 군사 독재자("검의 와지르")로 등극했다. |
| 9 | Gold coin of Caliph al-Musta'li, Tripoli, 1101 | 아불 카심 (ابو القاسم)    | 아흐마드 (أحمد)          | 알 무스탈리 빌라 (المستعلي بالله)                     | 1094년 12월 29일/1095년 1월 6일–1101년            | 아마도 알 무스탄시르의 막내 아들이었던 그는 바드르 알 자말리의 후계자였던 알 아프달 샤한샤에 의해 즉위했다. 이것은 그의 또 다른 형제 니자르의 반란과 죽음을 야기했으며, 이스마일파가 무스탈리파 및 니자리파로 분열되는 결과를 초래했다. 한편 그의 치세에 십자군 전쟁이 발발했다. |
| 10 | Gold coin of Caliph al-Amir, Tyre, 1118        | 아부 알리 (أبو علي)       | 만수르 (منصور)           | 알 아미르 비 아캄 알라 (الآمر بأحكام الله)            | 1101년–1130년 10월 8일                            | 삼촌이자 장인이 된 알 아프달에 의해 어린 시절에 즉위하였다. 1021년에 알 아프달이 암살되기 전까지, 파티마인들은 레반트의 해안 도시들이 십자군에 의해 점진적으로 함락되는 것을 지켜보아야 했다. |
| 알 아미르가 안정적으로 승계하지 못한 채 사망한 뒤, 알 타이브가 어린 나이로 즉위했으며 압둘 알 마지드(미래의 알 하피즈)가 섭정을 맡았으나 아부 알리 아흐마드(쿠타이파트)가 반란을 일으켜 황위를 찬탈했다. 다만 그는 얼마 지나지 않아 친파티마 충성파에게 암살당했고, 그 뒤에는 혼란의 연속이 계속 이어졌다.                                             |                                                |                           |                          |                                                       |                                                   | |
| 11 |                                                | 압둘 마이문 (أبو الميمون) | 압둘 마지드 (عبد المجيد) | 알 하피즈 일 딘 알라 (الحافظ لدين الله)               | 1132년 1월 23일– 1149년 10월 8일                  | 알 무스탈리의 생존한 손자들 중 가장 연장자였던 그는 알 아미르가 죽은 후 섭정이 되었고, 쿠타이파트가 암살당한 이후에는 칼리파를 칭했다. 이때까지 내려져왔던 전통을 깬 그의 즉위는 무스탈리파 이스마일 세력을 하피지파와 타이비파로 또 다시 분열되게 만들었다. 그의 치세는 외부에서는 별다른 위협이 없이 비교적 평화로웠지만, 국내에서는 그러지 못했는데, 이는 알 하피즈가 그의 정적들과 더불어 심지어 그의 아들들의 야망과도 맞서 싸워야 했기 때문이다. 그는 정치에 실권을 행사한 마지막 파티마 칼리파였다. |
| 12 |                                                | 아부 만수르 (أبو منصور)   | 이스마일 (اسماعیل)       | 알 자피르 비암르 알라 (الظافر بأمر الله)              | 1149년–1154년                                     | 그의 치세는 파티마 왕조 종말의 시작을 나타낸다. 이때부터 즉위한 파티마 칼리파들은 모두 어린아이들이었고, 실권을 가지지 못했으며, 단지 와지르의 꼭두각시에 불과했다. |
| 13 |                                                | 아불 카심 (ابو القاسم)    | 이사 ( عيسى)             | 알 파이즈 비 나스르 알라 (الفائز بيناصر الله)         | 1154년–1160년                                     | 와지르이자 실권자였던 압바스 이븐 아비 알 푸투흐에 의해 부친이 살해된 이후 불과 5살의 나이에 칼리파 자리에 올랐으며, 압바스의 후계자인 탈라이 이븐 루지크의 꼭두각시로 평생을 보냈다. 그는 11살의 나이에 간질 발작으로 사망했으며, 조카인 알 아디드가 뒤를 이어 즉위했다. |
| 14 |                                                | 아부 무함마드 (أبو محمد)  | 압둘라 (عبدالله)         | 알 아디드 일 딘 알라 (العاضد لدين الله)               | 1160–1171                                         | 알 아디드 역시 전임자들처럼 와지르의 꼭두각시가 되는 운명을 피하지 못했다. 그의 치세는 종말로 치닫는 파티마 왕조의 운명과 권력자들의 정권 탈취 및 다툼으로 점철되었다. 그의 생전에 누레딘 휘하의 쿠르드계 장군이었던 시르쿠가 카이로에 입성하면서 사실상 파티마 왕조는 끝장났다. |
| 아이유브 술탄국 |                                                |                           |                          |                                                       |                                                   | |
| 시르쿠의 조카였던 살라흐 앗딘은 이미 알 아디드 생전부터 자신이 이집트의 통치자가 되려는 야망을 드러냈으며, 그가 죽은 후에는 파티마 칼리파를 옹립하지 않음으로써 공식적으로 파티마 왕조를 철폐시킨 뒤 아이유브 술탄국을 건국하였다. 그때까지 시아파 파티마 왕조의 지배를 받았던 이집트는 약 2세기 만에 수니파 아바스 왕조의 영향권으로 돌아가게 되었다. |                                                |                           |                          |                                                       |                                                   | |

## 파티마 왕조 가계도
|                     |                     |                     |                     |                     |                     |  |  |                          |                          |                          |                          |                          |                          |  |  |        |        |        |        |        |        |  |  |                                                          |                                                          |                                                          |                                                          |                                                          |                                                          |  |  |                                                       |                                                       |                                                       |                                                       |                                                       |                                                       |  |  |              |              |              |              |              |              |  |  | 아부 무함마드 압둘라 알 마흐디 빌라 (909~934)          |                                                     |                                                     |                                                     |                                                     |                                                     |  |  |                    |                    |                    |                    |                    |                    |  |  |               |               |               |               |               |               |  |  |      |      |      |      |      |      |  |  |             |             |             |             |             |             |  |  |  |  |  |  |  |  |  |  |  |  |  |  |  |  |  |  |  |  |  |  |  |  |
|                     |                     |                     |                     |                     |                     |  |  |                          |                          |                          |                          |                          |                          |  |  |        |        |        |        |        |        |  |  |                                                          |                                                          |                                                          |                                                          |                                                          |                                                          |  |  |                                                       |                                                       |                                                       |                                                       |                                                       |                                                       |  |  |              |              |              |              |              |              |  |  |                                                        |                                                     |                                                     |                                                     |                                                     |                                                     |  |  |                    |                    |                    |                    |                    |                    |  |  |               |               |               |               |               |               |  |  |      |      |      |      |      |      |  |  |             |             |             |             |             |             |  |  |  |  |  |  |  |  |  |  |  |  |  |  |  |  |  |  |  |  |  |  |  |  |
|                     |                     |                     |                     |                     |                     |  |  |                          |                          |                          |                          |                          |                          |  |  |        |        |        |        |        |        |  |  |                                                          |                                                          |                                                          |                                                          |                                                          |                                                          |  |  |                                                       |                                                       |                                                       |                                                       |                                                       |                                                       |  |  |              |              |              |              |              |              |  |  |                                                        |                                                     |                                                     |                                                     |                                                     |                                                     |  |  |                    |                    |                    |                    |                    |                    |  |  |               |               |               |               |               |               |  |  |      |      |      |      |      |      |  |  |             |             |             |             |             |             |  |  |  |  |  |  |  |  |  |  |  |  |  |  |  |  |  |  |  |  |  |  |  |  |
|                     |                     |                     |                     |                     |                     |  |  |                          |                          |                          |                          |                          |                          |  |  |        |        |        |        |        |        |  |  |                                                          |                                                          |                                                          |                                                          |                                                          |                                                          |  |  |                                                       |                                                       |                                                       |                                                       |                                                       |                                                       |  |  |              |              |              |              |              |              |  |  | 아불 카심 무함마드 알 카임 비암르 알라 (934~946)       | 아불 카심 무함마드 알 카임 비암르 알라 (934~946)    | 아불 카심 무함마드 알 카임 비암르 알라 (934~946)    | 아불 카심 무함마드 알 카임 비암르 알라 (934~946)    | 아불 카심 무함마드 알 카임 비암르 알라 (934~946)    | 아불 카심 무함마드 알 카임 비암르 알라 (934~946)    |  |  | 아부 알리 아흐마드 | 아부 알리 아흐마드 | 아부 알리 아흐마드 | 아부 알리 아흐마드 | 아부 알리 아흐마드 | 아부 알리 아흐마드 |  |  | 다른 자식들   | 다른 자식들   | 다른 자식들   | 다른 자식들   | 다른 자식들   | 다른 자식들   |  |  |      |      |      |      |      |      |  |  |             |             |             |             |             |             |  |  |  |  |  |  |  |  |  |  |  |  |  |  |  |  |  |  |  |  |  |  |  |  |
|                     |                     |                     |                     |                     |                     |  |  |                          |                          |                          |                          |                          |                          |  |  |        |        |        |        |        |        |  |  |                                                          |                                                          |                                                          |                                                          |                                                          |                                                          |  |  |                                                       |                                                       |                                                       |                                                       |                                                       |                                                       |  |  |              |              |              |              |              |              |  |  | 아불 카심 무함마드 알 카임 비암르 알라 (934~946)       | 아불 카심 무함마드 알 카임 비암르 알라 (934~946)    | 아불 카심 무함마드 알 카임 비암르 알라 (934~946)    | 아불 카심 무함마드 알 카임 비암르 알라 (934~946)    | 아불 카심 무함마드 알 카임 비암르 알라 (934~946)    | 아불 카심 무함마드 알 카임 비암르 알라 (934~946)    |  |  | 아부 알리 아흐마드 | 아부 알리 아흐마드 | 아부 알리 아흐마드 | 아부 알리 아흐마드 | 아부 알리 아흐마드 | 아부 알리 아흐마드 |  |  | 다른 자식들   | 다른 자식들   | 다른 자식들   | 다른 자식들   | 다른 자식들   | 다른 자식들   |  |  |      |      |      |      |      |      |  |  |             |             |             |             |             |             |  |  |  |  |  |  |  |  |  |  |  |  |  |  |  |  |  |  |  |  |  |  |  |  |
|                     |                     |                     |                     |                     |                     |  |  |                          |                          |                          |                          |                          |                          |  |  |        |        |        |        |        |        |  |  |                                                          |                                                          |                                                          |                                                          |                                                          |                                                          |  |  |                                                       |                                                       |                                                       |                                                       |                                                       |                                                       |  |  |              |              |              |              |              |              |  |  |                                                        |                                                     |                                                     |                                                     |                                                     |                                                     |  |  |                    |                    |                    |                    |                    |                    |  |  |               |               |               |               |               |               |  |  |      |      |      |      |      |      |  |  |             |             |             |             |             |             |  |  |  |  |  |  |  |  |  |  |  |  |  |  |  |  |  |  |  |  |  |  |  |  |
|                     |                     |                     |                     |                     |                     |  |  |                          |                          |                          |                          |                          |                          |  |  |        |        |        |        |        |        |  |  |                                                          |                                                          |                                                          |                                                          |                                                          |                                                          |  |  |                                                       |                                                       |                                                       |                                                       |                                                       |                                                       |  |  | 알 카심§     | 알 카심§     | 알 카심§     | 알 카심§     | 알 카심§     | 알 카심§     |  |  | 아부 타히르 이스마일 알 만수르 빌라 (946~953)          | 아부 타히르 이스마일 알 만수르 빌라 (946~953)       | 아부 타히르 이스마일 알 만수르 빌라 (946~953)       | 아부 타히르 이스마일 알 만수르 빌라 (946~953)       | 아부 타히르 이스마일 알 만수르 빌라 (946~953)       | 아부 타히르 이스마일 알 만수르 빌라 (946~953)       |  |  | 다른 자식들        | 다른 자식들        | 다른 자식들        | 다른 자식들        | 다른 자식들        | 다른 자식들        |  |  |               |               |               |               |               |               |  |  |      |      |      |      |      |      |  |  |             |             |             |             |             |             |  |  |  |  |  |  |  |  |  |  |  |  |  |  |  |  |  |  |  |  |  |  |  |  |
|                     |                     |                     |                     |                     |                     |  |  |                          |                          |                          |                          |                          |                          |  |  |        |        |        |        |        |        |  |  |                                                          |                                                          |                                                          |                                                          |                                                          |                                                          |  |  |                                                       |                                                       |                                                       |                                                       |                                                       |                                                       |  |  | 알 카심§     | 알 카심§     | 알 카심§     | 알 카심§     | 알 카심§     | 알 카심§     |  |  | 아부 타히르 이스마일 알 만수르 빌라 (946~953)          | 아부 타히르 이스마일 알 만수르 빌라 (946~953)       | 아부 타히르 이스마일 알 만수르 빌라 (946~953)       | 아부 타히르 이스마일 알 만수르 빌라 (946~953)       | 아부 타히르 이스마일 알 만수르 빌라 (946~953)       | 아부 타히르 이스마일 알 만수르 빌라 (946~953)       |  |  | 다른 자식들        | 다른 자식들        | 다른 자식들        | 다른 자식들        | 다른 자식들        | 다른 자식들        |  |  |               |               |               |               |               |               |  |  |      |      |      |      |      |      |  |  |             |             |             |             |             |             |  |  |  |  |  |  |  |  |  |  |  |  |  |  |  |  |  |  |  |  |  |  |  |  |
|                     |                     |                     |                     |                     |                     |  |  |                          |                          |                          |                          |                          |                          |  |  |        |        |        |        |        |        |  |  |                                                          |                                                          |                                                          |                                                          |                                                          |                                                          |  |  |                                                       |                                                       |                                                       |                                                       |                                                       |                                                       |  |  |              |              |              |              |              |              |  |  | 아부 타밈 마아드 알 무이즈 일 딘 알라 (953~975)        | 아부 타밈 마아드 알 무이즈 일 딘 알라 (953~975)     | 아부 타밈 마아드 알 무이즈 일 딘 알라 (953~975)     | 아부 타밈 마아드 알 무이즈 일 딘 알라 (953~975)     | 아부 타밈 마아드 알 무이즈 일 딘 알라 (953~975)     | 아부 타밈 마아드 알 무이즈 일 딘 알라 (953~975)     |  |  |                    |                    |                    |                    |                    |                    |  |  | 압드 알 라힘§ | 압드 알 라힘§ | 압드 알 라힘§ | 압드 알 라힘§ | 압드 알 라힘§ | 압드 알 라힘§ |  |  |      |      |      |      |      |      |  |  |             |             |             |             |             |             |  |  |  |  |  |  |  |  |  |  |  |  |  |  |  |  |  |  |  |  |  |  |  |  |
|                     |                     |                     |                     |                     |                     |  |  |                          |                          |                          |                          |                          |                          |  |  |        |        |        |        |        |        |  |  |                                                          |                                                          |                                                          |                                                          |                                                          |                                                          |  |  |                                                       |                                                       |                                                       |                                                       |                                                       |                                                       |  |  |              |              |              |              |              |              |  |  | 아부 타밈 마아드 알 무이즈 일 딘 알라 (953~975)        | 아부 타밈 마아드 알 무이즈 일 딘 알라 (953~975)     | 아부 타밈 마아드 알 무이즈 일 딘 알라 (953~975)     | 아부 타밈 마아드 알 무이즈 일 딘 알라 (953~975)     | 아부 타밈 마아드 알 무이즈 일 딘 알라 (953~975)     | 아부 타밈 마아드 알 무이즈 일 딘 알라 (953~975)     |  |  |                    |                    |                    |                    |                    |                    |  |  | 압드 알 라힘§ | 압드 알 라힘§ | 압드 알 라힘§ | 압드 알 라힘§ | 압드 알 라힘§ | 압드 알 라힘§ |  |  |      |      |      |      |      |      |  |  |             |             |             |             |             |             |  |  |  |  |  |  |  |  |  |  |  |  |  |  |  |  |  |  |  |  |  |  |  |  |
|                     |                     |                     |                     |                     |                     |  |  |                          |                          |                          |                          |                          |                          |  |  |        |        |        |        |        |        |  |  |                                                          |                                                          |                                                          |                                                          |                                                          |                                                          |  |  |                                                       |                                                       |                                                       |                                                       |                                                       |                                                       |  |  |              |              |              |              |              |              |  |  |                                                        |                                                     |                                                     |                                                     |                                                     |                                                     |  |  |                    |                    |                    |                    |                    |                    |  |  |               |               |               |               |               |               |  |  |      |      |      |      |      |      |  |  |             |             |             |             |             |             |  |  |  |  |  |  |  |  |  |  |  |  |  |  |  |  |  |  |  |  |  |  |  |  |
|                     |                     |                     |                     |                     |                     |  |  |                          |                          |                          |                          |                          |                          |  |  |        |        |        |        |        |        |  |  |                                                          |                                                          |                                                          |                                                          |                                                          |                                                          |  |  | 타밈                                                  | 타밈                                                  | 타밈                                                  | 타밈                                                  | 타밈                                                  | 타밈                                                  |  |  | 압둘라§      | 압둘라§      | 압둘라§      | 압둘라§      | 압둘라§      | 압둘라§      |  |  | 아부 만수르 니자르 알 아지즈 빌라 (975~996)            | 아부 만수르 니자르 알 아지즈 빌라 (975~996)         | 아부 만수르 니자르 알 아지즈 빌라 (975~996)         | 아부 만수르 니자르 알 아지즈 빌라 (975~996)         | 아부 만수르 니자르 알 아지즈 빌라 (975~996)         | 아부 만수르 니자르 알 아지즈 빌라 (975~996)         |  |  | 시트 알 말리크     | 시트 알 말리크     | 시트 알 말리크     | 시트 알 말리크     | 시트 알 말리크     | 시트 알 말리크     |  |  | 라시다        | 라시다        | 라시다        | 라시다        | 라시다        | 라시다        |  |  | 압다 | 압다 | 압다 | 압다 | 압다 | 압다 |  |  | 다른 자식들 | 다른 자식들 | 다른 자식들 | 다른 자식들 | 다른 자식들 | 다른 자식들 |  |  |  |  |  |  |  |  |  |  |  |  |  |  |  |  |  |  |  |  |  |  |  |  |
|                     |                     |                     |                     |                     |                     |  |  |                          |                          |                          |                          |                          |                          |  |  |        |        |        |        |        |        |  |  |                                                          |                                                          |                                                          |                                                          |                                                          |                                                          |  |  | 타밈                                                  | 타밈                                                  | 타밈                                                  | 타밈                                                  | 타밈                                                  | 타밈                                                  |  |  | 압둘라§      | 압둘라§      | 압둘라§      | 압둘라§      | 압둘라§      | 압둘라§      |  |  | 아부 만수르 니자르 알 아지즈 빌라 (975~996)            | 아부 만수르 니자르 알 아지즈 빌라 (975~996)         | 아부 만수르 니자르 알 아지즈 빌라 (975~996)         | 아부 만수르 니자르 알 아지즈 빌라 (975~996)         | 아부 만수르 니자르 알 아지즈 빌라 (975~996)         | 아부 만수르 니자르 알 아지즈 빌라 (975~996)         |  |  | 시트 알 말리크     | 시트 알 말리크     | 시트 알 말리크     | 시트 알 말리크     | 시트 알 말리크     | 시트 알 말리크     |  |  | 라시다        | 라시다        | 라시다        | 라시다        | 라시다        | 라시다        |  |  | 압다 | 압다 | 압다 | 압다 | 압다 | 압다 |  |  | 다른 자식들 | 다른 자식들 | 다른 자식들 | 다른 자식들 | 다른 자식들 | 다른 자식들 |  |  |  |  |  |  |  |  |  |  |  |  |  |  |  |  |  |  |  |  |  |  |  |  |
|                     |                     |                     |                     |                     |                     |  |  |                          |                          |                          |                          |                          |                          |  |  |        |        |        |        |        |        |  |  |                                                          |                                                          |                                                          |                                                          |                                                          |                                                          |  |  |                                                       |                                                       |                                                       |                                                       |                                                       |                                                       |  |  |              |              |              |              |              |              |  |  |                                                        |                                                     |                                                     |                                                     |                                                     |                                                     |  |  |                    |                    |                    |                    |                    |                    |  |  |               |               |               |               |               |               |  |  |      |      |      |      |      |      |  |  |             |             |             |             |             |             |  |  |  |  |  |  |  |  |  |  |  |  |  |  |  |  |  |  |  |  |  |  |  |  |
|                     |                     |                     |                     |                     |                     |  |  |                          |                          |                          |                          |                          |                          |  |  |        |        |        |        |        |        |  |  |                                                          |                                                          |                                                          |                                                          |                                                          |                                                          |  |  |                                                       |                                                       |                                                       |                                                       |                                                       |                                                       |  |  | 시트 알 물크 | 시트 알 물크 | 시트 알 물크 | 시트 알 물크 | 시트 알 물크 | 시트 알 물크 |  |  | 아부 알리 만수르 알 하킴 비암르 알라 (996~1021)        | 아부 알리 만수르 알 하킴 비암르 알라 (996~1021)     | 아부 알리 만수르 알 하킴 비암르 알라 (996~1021)     | 아부 알리 만수르 알 하킴 비암르 알라 (996~1021)     | 아부 알리 만수르 알 하킴 비암르 알라 (996~1021)     | 아부 알리 만수르 알 하킴 비암르 알라 (996~1021)     |  |  | 다른 자식들        | 다른 자식들        | 다른 자식들        | 다른 자식들        | 다른 자식들        | 다른 자식들        |  |  |               |               |               |               |               |               |  |  |      |      |      |      |      |      |  |  |             |             |             |             |             |             |  |  |  |  |  |  |  |  |  |  |  |  |  |  |  |  |  |  |  |  |  |  |  |  |
|                     |                     |                     |                     |                     |                     |  |  |                          |                          |                          |                          |                          |                          |  |  |        |        |        |        |        |        |  |  |                                                          |                                                          |                                                          |                                                          |                                                          |                                                          |  |  |                                                       |                                                       |                                                       |                                                       |                                                       |                                                       |  |  | 시트 알 물크 | 시트 알 물크 | 시트 알 물크 | 시트 알 물크 | 시트 알 물크 | 시트 알 물크 |  |  | 아부 알리 만수르 알 하킴 비암르 알라 (996~1021)        | 아부 알리 만수르 알 하킴 비암르 알라 (996~1021)     | 아부 알리 만수르 알 하킴 비암르 알라 (996~1021)     | 아부 알리 만수르 알 하킴 비암르 알라 (996~1021)     | 아부 알리 만수르 알 하킴 비암르 알라 (996~1021)     | 아부 알리 만수르 알 하킴 비암르 알라 (996~1021)     |  |  | 다른 자식들        | 다른 자식들        | 다른 자식들        | 다른 자식들        | 다른 자식들        | 다른 자식들        |  |  |               |               |               |               |               |               |  |  |      |      |      |      |      |      |  |  |             |             |             |             |             |             |  |  |  |  |  |  |  |  |  |  |  |  |  |  |  |  |  |  |  |  |  |  |  |  |
|                     |                     |                     |                     |                     |                     |  |  |                          |                          |                          |                          |                          |                          |  |  |        |        |        |        |        |        |  |  |                                                          |                                                          |                                                          |                                                          |                                                          |                                                          |  |  |                                                       |                                                       |                                                       |                                                       |                                                       |                                                       |  |  |              |              |              |              |              |              |  |  | 아부 하산 알리 알 자히르 일 이자즈 딘 알라 (1021~1036) |                                                     |                                                     |                                                     |                                                     |                                                     |  |  |                    |                    |                    |                    |                    |                    |  |  |               |               |               |               |               |               |  |  |      |      |      |      |      |      |  |  |             |             |             |             |             |             |  |  |  |  |  |  |  |  |  |  |  |  |  |  |  |  |  |  |  |  |  |  |  |  |
|                     |                     |                     |                     |                     |                     |  |  |                          |                          |                          |                          |                          |                          |  |  |        |        |        |        |        |        |  |  |                                                          |                                                          |                                                          |                                                          |                                                          |                                                          |  |  |                                                       |                                                       |                                                       |                                                       |                                                       |                                                       |  |  |              |              |              |              |              |              |  |  |                                                        |                                                     |                                                     |                                                     |                                                     |                                                     |  |  |                    |                    |                    |                    |                    |                    |  |  |               |               |               |               |               |               |  |  |      |      |      |      |      |      |  |  |             |             |             |             |             |             |  |  |  |  |  |  |  |  |  |  |  |  |  |  |  |  |  |  |  |  |  |  |  |  |
|                     |                     |                     |                     |                     |                     |  |  |                          |                          |                          |                          |                          |                          |  |  |        |        |        |        |        |        |  |  |                                                          |                                                          |                                                          |                                                          |                                                          |                                                          |  |  |                                                       |                                                       |                                                       |                                                       |                                                       |                                                       |  |  |              |              |              |              |              |              |  |  | 아부 타밈 마아드 알 무스탄시르 빌라 (1036~1094)        |                                                     |                                                     |                                                     |                                                     |                                                     |  |  |                    |                    |                    |                    |                    |                    |  |  |               |               |               |               |               |               |  |  |      |      |      |      |      |      |  |  |             |             |             |             |             |             |  |  |  |  |  |  |  |  |  |  |  |  |  |  |  |  |  |  |  |  |  |  |  |  |
|                     |                     |                     |                     |                     |                     |  |  |                          |                          |                          |                          |                          |                          |  |  |        |        |        |        |        |        |  |  |                                                          |                                                          |                                                          |                                                          |                                                          |                                                          |  |  |                                                       |                                                       |                                                       |                                                       |                                                       |                                                       |  |  |              |              |              |              |              |              |  |  |                                                        |                                                     |                                                     |                                                     |                                                     |                                                     |  |  |                    |                    |                    |                    |                    |                    |  |  |               |               |               |               |               |               |  |  |      |      |      |      |      |      |  |  |             |             |             |             |             |             |  |  |  |  |  |  |  |  |  |  |  |  |  |  |  |  |  |  |  |  |  |  |  |  |
|                     |                     |                     |                     |                     |                     |  |  |                          |                          |                          |                          |                          |                          |  |  |        |        |        |        |        |        |  |  |                                                          |                                                          |                                                          |                                                          |                                                          |                                                          |  |  |                                                       |                                                       |                                                       |                                                       |                                                       |                                                       |  |  |              |              |              |              |              |              |  |  |                                                        |                                                     |                                                     |                                                     |                                                     |                                                     |  |  |                    |                    |                    |                    |                    |                    |  |  |               |               |               |               |               |               |  |  |      |      |      |      |      |      |  |  |             |             |             |             |             |             |  |  |  |  |  |  |  |  |  |  |  |  |  |  |  |  |  |  |  |  |  |  |  |  |
| 아부 만수르 니자르§ | 아부 만수르 니자르§ | 아부 만수르 니자르§ | 아부 만수르 니자르§ | 아부 만수르 니자르§ | 아부 만수르 니자르§ |  |  | 아부 압둘라              | 아부 압둘라              | 아부 압둘라              | 아부 압둘라              | 아부 압둘라              | 아부 압둘라              |  |  | 압둘라 | 압둘라 | 압둘라 | 압둘라 | 압둘라 | 압둘라 |  |  | 이스마일                                                 | 이스마일                                                 | 이스마일                                                 | 이스마일                                                 | 이스마일                                                 | 이스마일                                                 |  |  | 아불 카심 무함마드                                    | 아불 카심 무함마드                                    | 아불 카심 무함마드                                    | 아불 카심 무함마드                                    | 아불 카심 무함마드                                    | 아불 카심 무함마드                                    |  |  | 다른 자식들  | 다른 자식들  | 다른 자식들  | 다른 자식들  | 다른 자식들  | 다른 자식들  |  |  | 아불 카심 아흐마드 알 무스탈리 빌라 (1094~1101)        | 아불 카심 아흐마드 알 무스탈리 빌라 (1094~1101)     | 아불 카심 아흐마드 알 무스탈리 빌라 (1094~1101)     | 아불 카심 아흐마드 알 무스탈리 빌라 (1094~1101)     | 아불 카심 아흐마드 알 무스탈리 빌라 (1094~1101)     | 아불 카심 아흐마드 알 무스탈리 빌라 (1094~1101)     |  |  |                    |                    |                    |                    |                    |                    |  |  |               |               |               |               |               |               |  |  |      |      |      |      |      |      |  |  |             |             |             |             |             |             |  |  |  |  |  |  |  |  |  |  |  |  |  |  |  |  |  |  |  |  |  |  |  |  |
| 아부 만수르 니자르§ | 아부 만수르 니자르§ | 아부 만수르 니자르§ | 아부 만수르 니자르§ | 아부 만수르 니자르§ | 아부 만수르 니자르§ |  |  | 아부 압둘라              | 아부 압둘라              | 아부 압둘라              | 아부 압둘라              | 아부 압둘라              | 아부 압둘라              |  |  | 압둘라 | 압둘라 | 압둘라 | 압둘라 | 압둘라 | 압둘라 |  |  | 이스마일                                                 | 이스마일                                                 | 이스마일                                                 | 이스마일                                                 | 이스마일                                                 | 이스마일                                                 |  |  | 아불 카심 무함마드                                    | 아불 카심 무함마드                                    | 아불 카심 무함마드                                    | 아불 카심 무함마드                                    | 아불 카심 무함마드                                    | 아불 카심 무함마드                                    |  |  | 다른 자식들  | 다른 자식들  | 다른 자식들  | 다른 자식들  | 다른 자식들  | 다른 자식들  |  |  | 아불 카심 아흐마드 알 무스탈리 빌라 (1094~1101)        | 아불 카심 아흐마드 알 무스탈리 빌라 (1094~1101)     | 아불 카심 아흐마드 알 무스탈리 빌라 (1094~1101)     | 아불 카심 아흐마드 알 무스탈리 빌라 (1094~1101)     | 아불 카심 아흐마드 알 무스탈리 빌라 (1094~1101)     | 아불 카심 아흐마드 알 무스탈리 빌라 (1094~1101)     |  |  |                    |                    |                    |                    |                    |                    |  |  |               |               |               |               |               |               |  |  |      |      |      |      |      |      |  |  |             |             |             |             |             |             |  |  |  |  |  |  |  |  |  |  |  |  |  |  |  |  |  |  |  |  |  |  |  |  |
|                     |                     |                     |                     |                     |                     |  |  |                          |                          |                          |                          |                          |                          |  |  |        |        |        |        |        |        |  |  |                                                          |                                                          |                                                          |                                                          |                                                          |                                                          |  |  |                                                       |                                                       |                                                       |                                                       |                                                       |                                                       |  |  |              |              |              |              |              |              |  |  |                                                        |                                                     |                                                     |                                                     |                                                     |                                                     |  |  |                    |                    |                    |                    |                    |                    |  |  |               |               |               |               |               |               |  |  |      |      |      |      |      |      |  |  |             |             |             |             |             |             |  |  |  |  |  |  |  |  |  |  |  |  |  |  |  |  |  |  |  |  |  |  |  |  |
| 알 후세인           | 알 후세인           | 알 후세인           | 알 후세인           | 알 후세인           | 알 후세인           |  |  | 니자리파 이맘 (내림차순) | 니자리파 이맘 (내림차순) | 니자리파 이맘 (내림차순) | 니자리파 이맘 (내림차순) | 니자리파 이맘 (내림차순) | 니자리파 이맘 (내림차순) |  |  |        |        |        |        |        |        |  |  | 아불 마이문 압둘 마지드 알 하피즈 일 딘 알라 (1132~1149) | 아불 마이문 압둘 마지드 알 하피즈 일 딘 알라 (1132~1149) | 아불 마이문 압둘 마지드 알 하피즈 일 딘 알라 (1132~1149) | 아불 마이문 압둘 마지드 알 하피즈 일 딘 알라 (1132~1149) | 아불 마이문 압둘 마지드 알 하피즈 일 딘 알라 (1132~1149) | 아불 마이문 압둘 마지드 알 하피즈 일 딘 알라 (1132~1149) |  |  |                                                       |                                                       |                                                       |                                                       |                                                       |                                                       |  |  |              |              |              |              |              |              |  |  | 아부 알리 만수르 알 아미르 비 아캄 알라 (1101~1130)    | 아부 알리 만수르 알 아미르 비 아캄 알라 (1101~1130) | 아부 알리 만수르 알 아미르 비 아캄 알라 (1101~1130) | 아부 알리 만수르 알 아미르 비 아캄 알라 (1101~1130) | 아부 알리 만수르 알 아미르 비 아캄 알라 (1101~1130) | 아부 알리 만수르 알 아미르 비 아캄 알라 (1101~1130) |  |  | 자파르             | 자파르             | 자파르             | 자파르             | 자파르             | 자파르             |  |  | 다른 자식들   | 다른 자식들   | 다른 자식들   | 다른 자식들   | 다른 자식들   | 다른 자식들   |  |  |      |      |      |      |      |      |  |  |             |             |             |             |             |             |  |  |  |  |  |  |  |  |  |  |  |  |  |  |  |  |  |  |  |  |  |  |  |  |
| 알 후세인           | 알 후세인           | 알 후세인           | 알 후세인           | 알 후세인           | 알 후세인           |  |  | 니자리파 이맘 (내림차순) | 니자리파 이맘 (내림차순) | 니자리파 이맘 (내림차순) | 니자리파 이맘 (내림차순) | 니자리파 이맘 (내림차순) | 니자리파 이맘 (내림차순) |  |  |        |        |        |        |        |        |  |  | 아불 마이문 압둘 마지드 알 하피즈 일 딘 알라 (1132~1149) | 아불 마이문 압둘 마지드 알 하피즈 일 딘 알라 (1132~1149) | 아불 마이문 압둘 마지드 알 하피즈 일 딘 알라 (1132~1149) | 아불 마이문 압둘 마지드 알 하피즈 일 딘 알라 (1132~1149) | 아불 마이문 압둘 마지드 알 하피즈 일 딘 알라 (1132~1149) | 아불 마이문 압둘 마지드 알 하피즈 일 딘 알라 (1132~1149) |  |  |                                                       |                                                       |                                                       |                                                       |                                                       |                                                       |  |  |              |              |              |              |              |              |  |  | 아부 알리 만수르 알 아미르 비 아캄 알라 (1101~1130)    | 아부 알리 만수르 알 아미르 비 아캄 알라 (1101~1130) | 아부 알리 만수르 알 아미르 비 아캄 알라 (1101~1130) | 아부 알리 만수르 알 아미르 비 아캄 알라 (1101~1130) | 아부 알리 만수르 알 아미르 비 아캄 알라 (1101~1130) | 아부 알리 만수르 알 아미르 비 아캄 알라 (1101~1130) |  |  | 자파르             | 자파르             | 자파르             | 자파르             | 자파르             | 자파르             |  |  | 다른 자식들   | 다른 자식들   | 다른 자식들   | 다른 자식들   | 다른 자식들   | 다른 자식들   |  |  |      |      |      |      |      |      |  |  |             |             |             |             |             |             |  |  |  |  |  |  |  |  |  |  |  |  |  |  |  |  |  |  |  |  |  |  |  |  |
|                     |                     |                     |                     |                     |                     |  |  |                          |                          |                          |                          |                          |                          |  |  |        |        |        |        |        |        |  |  |                                                          |                                                          |                                                          |                                                          |                                                          |                                                          |  |  |                                                       |                                                       |                                                       |                                                       |                                                       |                                                       |  |  |              |              |              |              |              |              |  |  |                                                        |                                                     |                                                     |                                                     |                                                     |                                                     |  |  |                    |                    |                    |                    |                    |                    |  |  |               |               |               |               |               |               |  |  |      |      |      |      |      |      |  |  |             |             |             |             |             |             |  |  |  |  |  |  |  |  |  |  |  |  |  |  |  |  |  |  |  |  |  |  |  |  |
| 술레이만§           | 술레이만§           | 술레이만§           | 술레이만§           | 술레이만§           | 술레이만§           |  |  | 하이다라§                | 하이다라§                | 하이다라§                | 하이다라§                | 하이다라§                | 하이다라§                |  |  | 하산§  | 하산§  | 하산§  | 하산§  | 하산§  | 하산§  |  |  | 아부 만수르 이스마일 알 자피르 비암르 알라 (1149~1154)   | 아부 만수르 이스마일 알 자피르 비암르 알라 (1149~1154)   | 아부 만수르 이스마일 알 자피르 비암르 알라 (1149~1154)   | 아부 만수르 이스마일 알 자피르 비암르 알라 (1149~1154)   | 아부 만수르 이스마일 알 자피르 비암르 알라 (1149~1154)   | 아부 만수르 이스마일 알 자피르 비암르 알라 (1149~1154)   |  |  | 유수프                                                | 유수프                                                | 유수프                                                | 유수프                                                | 유수프                                                | 유수프                                                |  |  | 다른 자식들  | 다른 자식들  | 다른 자식들  | 다른 자식들  | 다른 자식들  | 다른 자식들  |  |  | 아불 카심 알 타이브§                                   | 아불 카심 알 타이브§                                | 아불 카심 알 타이브§                                | 아불 카심 알 타이브§                                | 아불 카심 알 타이브§                                | 아불 카심 알 타이브§                                |  |  |                    |                    |                    |                    |                    |                    |  |  |               |               |               |               |               |               |  |  |      |      |      |      |      |      |  |  |             |             |             |             |             |             |  |  |  |  |  |  |  |  |  |  |  |  |  |  |  |  |  |  |  |  |  |  |  |  |
| 술레이만§           | 술레이만§           | 술레이만§           | 술레이만§           | 술레이만§           | 술레이만§           |  |  | 하이다라§                | 하이다라§                | 하이다라§                | 하이다라§                | 하이다라§                | 하이다라§                |  |  | 하산§  | 하산§  | 하산§  | 하산§  | 하산§  | 하산§  |  |  | 아부 만수르 이스마일 알 자피르 비암르 알라 (1149~1154)   | 아부 만수르 이스마일 알 자피르 비암르 알라 (1149~1154)   | 아부 만수르 이스마일 알 자피르 비암르 알라 (1149~1154)   | 아부 만수르 이스마일 알 자피르 비암르 알라 (1149~1154)   | 아부 만수르 이스마일 알 자피르 비암르 알라 (1149~1154)   | 아부 만수르 이스마일 알 자피르 비암르 알라 (1149~1154)   |  |  | 유수프                                                | 유수프                                                | 유수프                                                | 유수프                                                | 유수프                                                | 유수프                                                |  |  | 다른 자식들  | 다른 자식들  | 다른 자식들  | 다른 자식들  | 다른 자식들  | 다른 자식들  |  |  | 아불 카심 알 타이브§                                   | 아불 카심 알 타이브§                                | 아불 카심 알 타이브§                                | 아불 카심 알 타이브§                                | 아불 카심 알 타이브§                                | 아불 카심 알 타이브§                                |  |  |                    |                    |                    |                    |                    |                    |  |  |               |               |               |               |               |               |  |  |      |      |      |      |      |      |  |  |             |             |             |             |             |             |  |  |  |  |  |  |  |  |  |  |  |  |  |  |  |  |  |  |  |  |  |  |  |  |
|                     |                     |                     |                     |                     |                     |  |  |                          |                          |                          |                          |                          |                          |  |  |        |        |        |        |        |        |  |  | 아불 카심 이사 알 파이즈 비 나스르 알라 (1154~1160)      | 아불 카심 이사 알 파이즈 비 나스르 알라 (1154~1160)      | 아불 카심 이사 알 파이즈 비 나스르 알라 (1154~1160)      | 아불 카심 이사 알 파이즈 비 나스르 알라 (1154~1160)      | 아불 카심 이사 알 파이즈 비 나스르 알라 (1154~1160)      | 아불 카심 이사 알 파이즈 비 나스르 알라 (1154~1160)      |  |  | 아부 무함마드 압둘라 알 아디드 일 딘 알라 (1160~1171) | 아부 무함마드 압둘라 알 아디드 일 딘 알라 (1160~1171) | 아부 무함마드 압둘라 알 아디드 일 딘 알라 (1160~1171) | 아부 무함마드 압둘라 알 아디드 일 딘 알라 (1160~1171) | 아부 무함마드 압둘라 알 아디드 일 딘 알라 (1160~1171) | 아부 무함마드 압둘라 알 아디드 일 딘 알라 (1160~1171) |  |  |              |              |              |              |              |              |  |  | 타이비파 "숨겨진" 이맘들 (내림차순)                    | 타이비파 "숨겨진" 이맘들 (내림차순)                 | 타이비파 "숨겨진" 이맘들 (내림차순)                 | 타이비파 "숨겨진" 이맘들 (내림차순)                 | 타이비파 "숨겨진" 이맘들 (내림차순)                 | 타이비파 "숨겨진" 이맘들 (내림차순)                 |  |  |                    |                    |                    |                    |                    |                    |  |  |               |               |               |               |               |               |  |  |      |      |      |      |      |      |  |  |             |             |             |             |             |             |  |  |  |  |  |  |  |  |  |  |  |  |  |  |  |  |  |  |  |  |  |  |  |  |
|                     |                     |                     |                     |                     |                     |  |  |                          |                          |                          |                          |                          |                          |  |  |        |        |        |        |        |        |  |  | 아불 카심 이사 알 파이즈 비 나스르 알라 (1154~1160)      | 아불 카심 이사 알 파이즈 비 나스르 알라 (1154~1160)      | 아불 카심 이사 알 파이즈 비 나스르 알라 (1154~1160)      | 아불 카심 이사 알 파이즈 비 나스르 알라 (1154~1160)      | 아불 카심 이사 알 파이즈 비 나스르 알라 (1154~1160)      | 아불 카심 이사 알 파이즈 비 나스르 알라 (1154~1160)      |  |  | 아부 무함마드 압둘라 알 아디드 일 딘 알라 (1160~1171) | 아부 무함마드 압둘라 알 아디드 일 딘 알라 (1160~1171) | 아부 무함마드 압둘라 알 아디드 일 딘 알라 (1160~1171) | 아부 무함마드 압둘라 알 아디드 일 딘 알라 (1160~1171) | 아부 무함마드 압둘라 알 아디드 일 딘 알라 (1160~1171) | 아부 무함마드 압둘라 알 아디드 일 딘 알라 (1160~1171) |  |  |              |              |              |              |              |              |  |  | 타이비파 "숨겨진" 이맘들 (내림차순)                    | 타이비파 "숨겨진" 이맘들 (내림차순)                 | 타이비파 "숨겨진" 이맘들 (내림차순)                 | 타이비파 "숨겨진" 이맘들 (내림차순)                 | 타이비파 "숨겨진" 이맘들 (내림차순)                 | 타이비파 "숨겨진" 이맘들 (내림차순)                 |  |  |                    |                    |                    |                    |                    |                    |  |  |               |               |               |               |               |               |  |  |      |      |      |      |      |      |  |  |             |             |             |             |             |             |  |  |  |  |  |  |  |  |  |  |  |  |  |  |  |  |  |  |  |  |  |  |  |  |
|                     |                     |                     |                     |                     |                     |  |  |                          |                          |                          |                          |                          |                          |  |  |        |        |        |        |        |        |  |  |                                                          |                                                          |                                                          |                                                          |                                                          |                                                          |  |  | 다우드                                                |                                                       |                                                       |                                                       |                                                       |                                                       |  |  |              |              |              |              |              |              |  |  |                                                        |                                                     |                                                     |                                                     |                                                     |                                                     |  |  |                    |                    |                    |                    |                    |                    |  |  |               |               |               |               |               |               |  |  |      |      |      |      |      |      |  |  |             |             |             |             |             |             |  |  |  |  |  |  |  |  |  |  |  |  |  |  |  |  |  |  |  |  |  |  |  |  |
|                     |                     |                     |                     |                     |                     |  |  |                          |                          |                          |                          |                          |                          |  |  |        |        |        |        |        |        |  |  |                                                          |                                                          |                                                          |                                                          |                                                          |                                                          |  |  |                                                       |                                                       |                                                       |                                                       |                                                       |                                                       |  |  |              |              |              |              |              |              |  |  |                                                        |                                                     |                                                     |                                                     |                                                     |                                                     |  |  |                    |                    |                    |                    |                    |                    |  |  |               |               |               |               |               |               |  |  |      |      |      |      |      |      |  |  |             |             |             |             |             |             |  |  |  |  |  |  |  |  |  |  |  |  |  |  |  |  |  |  |  |  |  |  |  |  |
|                     |                     |                     |                     |                     |                     |  |  |                          |                          |                          |                          |                          |                          |  |  |        |        |        |        |        |        |  |  |                                                          |                                                          |                                                          |                                                          |                                                          |                                                          |  |  | 술레이만                                              |                                                       |                                                       |                                                       |                                                       |                                                       |  |  |              |              |              |              |              |              |  |  |                                                        |                                                     |                                                     |                                                     |                                                     |                                                     |  |  |                    |                    |                    |                    |                    |                    |  |  |               |               |               |               |               |               |  |  |      |      |      |      |      |      |  |  |             |             |             |             |             |             |  |  |  |  |  |  |  |  |  |  |  |  |  |  |  |  |  |  |  |  |  |  |  |  |

## 같이 보기
- 시아파 왕조 목록
- 이스마일파
- 중세 이집트
- 이집트의 역사
- 시아파 전성시대

### 내용주
1. ↑  The mostly hostile Sunni sources call him with the diminutive "Ubayd Allah", probably intended to be pejorative; and his dynasty is hence often called the "Ubaydid" dynasty (Banū ʿUbayd).[35][12]
2. ↑  중동에서 자라는 나무는 배를 만들기에 강도 및 재질이 적합하지 않았기 때문에, 베네치아로부터 단단한 북유럽산 나무를 사들여야 했다.

1. ↑  While the year 1035 is cited by some historians as the year in which he ascended the throne,[224][225] the year 1036 is cited more frequently, particularly by Muslim scholars.[226][227]

### 참조주
1. ↑  Daftary, 1990, pp. 144–273, 615–659; Canard, "Fatimids", pp. 850–862
2. ↑  Lascoste (1984). 《Ibn Khaldun: The Birth of History and the Past of the Third World》. Verso. 67쪽. ISBN 978-0860917892.
3. ↑  “Governance and Pluralism under the Fatimids (909–996 CE)”. The Institute of Ismaili Studies. 2021년 5월 23일에 원본 문서에서 보존된 문서. 2022년 3월 12일에 확인함.
4. 1 2  Nanjira, Daniel Don (2010). 《African Foreign Policy and Diplomacy from Antiquity to the 21st Century》 (영어). ABC-CLIO. 92쪽. ISBN 978-0-313-37982-6.
5. 1 2  Fage, J. D. (1958). 《An Atlas of African History》 (영어). E. Arnold. 11쪽.
6. 1 2  Gall, Timothy L.; Hobby, Jeneen (2009). 《Worldmark Encyclopedia of Cultures and Daily Life: Africa》 (영어). Gale. 329쪽. ISBN 978-1-4144-4883-1.
7. 1 2  American University Foreign Area Studies (1979). 《Algeria, a Country Study》 (영어). Washington, D.C.: Department of Defense, Department of the Army. 15쪽.
8. ↑  Julia Ashtiany; T. M. Johnstone; J. D. Latham; R. B. Serjeant; G. Rex Smith, 편집. (1990). 《Abbasid Belles Lettres》. Cambridge University Press. 13쪽. ISBN 978-0-521-24016-1. ... it was at this time that an indigenous Arabic culture was developed in Egypt, and Arab Egypt, so to speak, came of age to the extent that it was able to rival older centres like Baghdad as a seat of learning and intellectual activity.
9. ↑  Wintle, Justin (2003). 《History of Islam》. London: Rough Guides. 136–137쪽. ISBN 978-1-84353-018-3.
10. ↑  Robert, Tignor (2011). 《Worlds Together, Worlds Apart》 (영어) 3판. New York: W. W. Norton & Company, Inc. 338쪽. ISBN 978-0-393-11968-8.
11. ↑  Brett 2017.
12. 1 2 3 4 5 6 7 8 9 10 11 12 13 14 15 16 17 18 19 20 21 22 23 24 25 26 27 28 29 30 31 32 33 34 35 36 37 38 39 40 41 42 43 44 45 46 47 48 49 50 51 52 53 54 55 56 57 58 59 60  Halm 2014.
13. 1 2  Brett 2017, 207쪽.
14. ↑  
Baer, Eva (1983). 《Metalwork in Medieval Islamic Art》. SUNY Press. xxiii쪽. ISBN 978-0791495575. In the course of the later eleventh and twelfth century, however, the Fatimid caliphate declined rapidly, and in 1171 the caliphate was dissolved and the dynasty was overthrown by Ṣalāḥ ad-Dīn, the founder of the Ayyubid dynasty. He restored Egypt as a political power, reincorporated it in the Abbasid caliphate and established Ayyubid suzerainty not only over Egypt and Syria but, as mentioned above, temporarily over northern Mesopotamia as well.
15. ↑  Brett 2017, 294쪽.
16. ↑  아랍 제국의 삼국 시대, 흑의대식·백의대식·녹의대식.
17. ↑  우리 모두 백의대식, 흑의대식, 녹의대식을 알고 있는데, 그렇다면 대식(大食)이란 무엇인가?
18. 1 2  Canard 1965, 850쪽.
19. ↑  Dachraoui 1986, 1242–1244쪽.
20. ↑  Madelung 1971, 1163–1164, 1167쪽.
21. ↑  Madelung 1986, 1230–1234쪽.
22. ↑  Madelung 1986, 1235–1237쪽.
23. 1 2  Brett 2017, 18쪽.
24. ↑  Daftary 2007, 89쪽.
25. ↑  Halm 1991, 27–28쪽.
26. ↑  Daftary 2007, 89–90쪽.
27. ↑  Daftary 2007, 90–96쪽.
28. ↑  Halm 1991, 16–20쪽.
29. ↑  Halm 1991, 22–24쪽.
30. ↑  Daftary 2007, 100쪽.
31. ↑  Daftary 2007, 108쪽.
32. 1 2  Madelung 1978, 198쪽.
33. ↑  Halm 1991, 47쪽.
34. ↑  Daftary 2007, 108–110쪽.
35. 1 2 3 4 5 6 7 8 9 10  Canard 1965, 852쪽.
36. ↑  Halm 1991, 63–64쪽.
37. ↑  Canard 1965, 850–851쪽.
38. ↑  Daftary 2007, 100–107쪽.
39. ↑  Daftary 2007, 122–123쪽.
40. 1 2  Halm 1996, 108–109쪽.
41. ↑  Anderson, Glaire D.; Fenwick, Corisande; Rosser-Owen, Mariam (2017). 〈The Aghlabids and Their Neighbors: An Introduction〉.   Anderson, Glaire D.; Fenwick, Corisande; Rosser-Owen, Mariam. 《The Aghlabids and their Neighbors: Art and Material Culture in Ninth-Century North Africa》 (영어). Brill. ISBN 978-90-04-35604-7.
42. ↑  Halm 1996, 102쪽.
43. 1 2  Halm 1996, 103쪽.
44. 1 2 3  Abun-Nasr 1987, 61쪽.
45. ↑  Halm 1996, 103–106쪽.
46. ↑  Halm 1996, 106쪽.
47. 1 2 3  Halm 1996, 107쪽.
48. ↑  Halm 1996, 107–108쪽.
49. ↑  Halm 1996, 108쪽.
50. ↑  Walker 2008.
51. ↑  Halm 1996, 112–113쪽.
52. ↑  Brett 2001, 97쪽.
53. ↑  Halm 1996, 113–115쪽.
54. ↑  Halm 1996, 117쪽.
55. 1 2  Halm 1996, 118쪽.
56. ↑  Halm 1996, 119–120쪽.
57. ↑  Halm 1996, 120–121쪽.
58. ↑  Halm 1996, 121–122쪽.
59. 1 2 3  Bloom, Jonathan M. (2020). 《Architecture of the Islamic West: North Africa and the Iberian Peninsula, 700–1800》. Yale University Press. 47–51쪽. ISBN 978-0300218701.
60. 1 2  Davis-Secord, Sarah (2017). 《Where Three Worlds Met: Sicily in the Early Medieval Mediterranean》 (영어). Cornell University Press. 119–120쪽. ISBN 978-1-5017-1258-6.
61. ↑  Daftary 2007, 143쪽.
62. ↑  Metcalfe, Alex. 〈Italy, Islam in premodern〉.   Fleet, Kate; Krämer, Gudrun; Matringe, Denis; Nawas, John; Rowson, Everett. 《Encyclopaedia of Islam, Three》. 《The Encyclopaedia of Islam》 (Brill). ISSN 1873-9830.
63. ↑  Lev 1995, 194–195쪽.
64. 1 2  Canard 1965, 853쪽.
65. 1 2  Canard 1965, 852–853쪽.
66. ↑  Halm 1996, 266–267쪽.
67. ↑  Eustache, D. (2012). 〈Idrīsids〉.   Bearman, P.; Bianquis, Th.; Bosworth, C.E.; van Donzel, E.; Heinrichs, W.P. 《Encyclopaedia of Islam, Second Edition》. Brill.
68. ↑  Abun-Nasr 1987, 63–64, 74–75쪽.
69. 1 2  Abun-Nasr 1987, 64쪽.
70. ↑  Halm 1996, 397–399쪽.
71. ↑  Halm 1996, 399, 401쪽.
72. 1 2 3 4  Barrucand, Marianne; Rammah, Mourad (2009). “Sabra Al-Mansuriyya And Her Neighbors During The First Half Of The Eleventh Century: Investigations Into Stucco Decoration”. 《Muqarnas》 26: 349–376. doi:10.1163/22118993-90000154. JSTOR 27811145.
73. ↑  Raymond 1993, 44쪽.
74. ↑  Raymond 1993, 42–43쪽.
75. ↑  Brett 2017, 77쪽.
76. 1 2  Raymond 1993, 43–44쪽.
77. ↑  Beeson, Irene (September–October 1969). “Cairo, a Millennial”. 《Saudi Aramco World》: 24, 26–30. 30 September 2007에 원본 문서에서 보존된 문서.  9 August 2007에 확인함.
78. 1 2 3  Goldschmidt, Arthur (2002). 《A concise history of the Middle East》. Boulder, Colorado: Westview Press. 84–86쪽. ISBN 0-8133-3885-9.
79. ↑  Raymond 1993.
80. ↑  Brett 2017, 81–83쪽.
81. ↑  Brett 2017, 83쪽.
82. ↑  Brett 2017, 83–84쪽.
83. ↑  McWilliams, Mary; Sokoly, Jochen (2021년 1월 1일). 《Social Fabrics: Inscribed Textiles from Medieval Egyptian Tombs》. 23, Fig. 7쪽.
84. ↑  Hillenbrand, Robert (1999). 《Islamic art and architecture》. London : Thames and Hudson. 71, Figure 51쪽. ISBN 978-0-500-20305-7.
85. ↑  Raymond 1993, 46쪽.
86. ↑  Brett 2017, 80, 84쪽.
87. 1 2  Daftary, Farhad (2018). 〈The Fatimid Caliphs: Rise and Fall〉.   Melikian-Chirvani, Assadullah Souren. 《The World of the Fatimids》. Toronto; Munich: Aga Khan Museum; The Institute of Ismaili Studies; Hirmer. 27쪽. ISBN 978-1926473123.
88. ↑  Raymond 1993, 38–85쪽.
89. ↑  Kenneth M. Setton; Marshall W. Baldwin (1969). 《A History of the Crusades: The First Hundred Years》. Univ of Wisconsin Press. 104쪽. ISBN 978-0-299-04834-1. 2019년 2월 26일에 확인함. The Fatimid caliphate at its height included Egypt, Syria, the Hejaz, the Yemen, North Africa, and Sicily, and commanded the allegiance of countless followers in the eastern lands still subject to the Abbasids of Baghdad.
90. ↑  Daftary 2007, 167쪽.
91. ↑  Allan Trawinski (2017). 《The Clash of Civilizations》. Page Publishing Inc. 185쪽. ISBN 978-1-63568-712-5. 2019년 2월 26일에 확인함. Originally based in Tunisia, the Fatimid Dynasty extended their rule across the Mediterranean coast of Africa and ultimately made Egypt the center of their caliphate. At its height, in addition to Egypt, the caliphate included varying areas of the Maghreb, Sicily, the Levant, and the Hijaz.
92. ↑  Cortese, Delia (January 2015). “The Nile: Its Role in the Fortunes and Misfortunes of the Fatimid Dynasty During its Rule of Egypt (969–1171)” (PDF). 《History Compass》 13 (1): 20–29. doi:10.1111/hic3.12210. ISSN 1478-0542. 2019년 12월 20일에 원본 문서 (PDF)에서 보존된 문서. 2019년 12월 2일에 확인함.
93. ↑  Brett 2017, 89–90, 103쪽.
94. ↑  Canard 1965.
95. ↑  Liebrenz, Boris (2023년 7월 14일). “Talking Hats: What Documents and Textiles Can Tell Us about Each Other”. 《Journal of Material Cultures in the Muslim World》 3 (2): 185. doi:10.1163/26666286-12340031.
96. ↑  Hillenbrand, Robert (1999). 《Islamic art and architecture》. London : Thames and Hudson. 71, Figure 52쪽. ISBN 978-0-500-20305-7.
97. ↑  Bloom, Jonathan M. (October 2022). “Painting in the Fatimid Period: A Reconsideration”. 《Journal of the Royal Asiatic Society》 (영어) 32 (4): 730–742, Fig.3. doi:10.1017/S1356186322000359. ISSN 1356-1863.
98. 1 2  Brett 2017, 94쪽.
99. ↑  Brett 2017, 94–95쪽.
100. 1 2 3 4  Brett 2017, 95쪽.
101. 1 2 3  Brett 2017, 96쪽.
102. ↑  Brett 2017, 96, 121쪽.
103. ↑  Brett 2017, 121쪽.
104. ↑  Brett 2017, 121–122쪽.
105. 1 2  Brett 2017, 122쪽.
106. ↑  Brett 2017, 122–123쪽.
107. ↑  Brett 2017, 123–124쪽.
108. 1 2  Abun-Nasr 1987, 75쪽.
109. ↑  Bosworth, Clifford Edmund (2004). 〈The Zirids and Hammadids〉. 《The New Islamic Dynasties: A Chronological and Genealogical Manual》. Edinburgh University Press. ISBN 978-0748696482.
110. ↑  Abun-Nasr 1987, 67쪽.
111. ↑  Brett 2017, 113–114쪽.
112. ↑  Brett 2017, 125–126쪽.
113. ↑  Brett 2017, 126–128쪽.
114. ↑  Brett 2017, 129쪽.
115. ↑  Brett 2017, 130–131쪽: "All this [...] and has been variously explained as eccentricity amounting to madness – the verdict of Yahya al-Antaki, who had it from al-Hakim's physician. Such a diagnosis, at such a distance in time and in the absence of any agreed definition of insanity, is unacceptable except as a confession of bafflement, a bafflement which al-Antaki observed in the faithful when they explained his actions as the product of the inscrutable inspiration of the Imam. But it has contributed to the black legend of a murderous maniac which was recounted at the beginning of the twentieth century by Stanley Lane-Poole in his History of Egypt in the Middle Ages. Since then the effort has gone into finding more plausible explanations in the political and religious circumstances in which al-Hakim took charge of the dynasty's fortunes."
116. ↑  Brett 2017, 134, 139쪽.
117. ↑  Brett 2017, 134쪽.
118. ↑  Brett 2017, 130–133쪽.
119. ↑  Tillier, Mathieu (2022). “Droit et messianisme chez les Fatimides de l'an 1000”. 《L'Eurasie autour de l'an 1000. Cultures, religions et sociétés d'un monde en développement》: 205–236. doi:10.2307/jj.1357315.11.
120. ↑  Brett 2017, 138쪽.
121. ↑  Brett 2017, 160쪽.
122. ↑  Brett 2017, 136–137쪽.
123. ↑  Brett 2017, 127, 140–141쪽.
124. ↑  Brett 2017, 156쪽.
125. ↑  O'Kane 2016, 17–18쪽.
126. ↑  Brett 2017, 149쪽.
127. ↑  Brett 2017, 151쪽.
128. ↑  Brett 2017, 157–160쪽.
129. ↑  Brett 2017, 162–163쪽.
130. ↑  Brett 2017, 173쪽.
131. ↑  Abun-Nasr 1987, 68–69쪽.
132. 1 2  Lewis, Bernard (1967), The Assassins: a Radical Sect of Islam, pp 38-65, Oxford University Press
133. ↑  Bosworth, Clifford Edmund (2004). 〈The Kalbids〉. 《The New Islamic Dynasties: A Chronological and Genealogical Manual》. Edinburgh University Press. ISBN 978-0748696482.
134. ↑  Brett 2017, 183, 197–198쪽.
135. 1 2 3 4  Canard 1960.
136. ↑  Brett 2017, 198–199쪽.
137. ↑  Dadoyan 2013, 25–26, 48쪽.
138. ↑  Brett 2017, 199쪽.
139. 1 2  Sanders 1998, 155쪽.
140. 1 2  Brett 2017, 201쪽.
141. ↑  Becker 1960, 869–870쪽.
142. ↑  Lev 1991, 45쪽.
143. ↑  Brett 2017, 202쪽.
144. ↑  Brett 2017, 202–203쪽.
145. 1 2  O'Kane 2016, 220쪽.
146. ↑  Lev 1991, 44–45쪽.
147. ↑  Daftary 1990, 194쪽.
148. ↑  Halm 2014a.
149. ↑  Brett 2017, 207–209쪽.
150. ↑  Raymond 1993, 78쪽.
151. ↑  Gil, Moshe (1997). 《A History of Palestine, 634–1099》. Cambridge University Press. 409–412쪽. ISBN 978-0521599849. 2020년 9월 23일에 확인함.
152. ↑  Brett 2017, 203–206쪽.
153. ↑  ben Joseph Ha-Kohen, Solomon; Greenstone, Julius H. (January 1906). “The Turkoman Defeat at Cairo”. 《The American Journal of Semitic Languages and Literatures》 22 (2): 144–175. doi:10.1086/369565. JSTOR 527656. S2CID 170839031. 2022년 4월 7일에 확인함.
154. ↑  Dadoyan 2010.
155. 1 2  Angold, Michael (2006). 《The Cambridge History of Christianity: Volume 5, Eastern Christianity》 (영어) 5. Cambridge University Press. 375쪽. ISBN 978-0-521-81113-2.
156. ↑  O'Kane 2016, 220–223쪽.
157. ↑  《al Juyushi: A Vision of the Fatemiyeen》. Graphico Printing Ltd. 2002. ISBN 978-0953927012.
158. ↑  O'Kane 2016, 22쪽.
159. ↑  Raymond 1993, 62–63쪽.
160. ↑  Brett 2017, 228쪽.
161. ↑  Brett 2017, 228–229쪽.
162. ↑  Frischauer, Willi (1970). 〈Chapter II〉. 《The Aga Khans》. The Bodley Head. 40쪽. ISBN 0-370-01304-2.
163. ↑  Chisholm, Hugh (1911). 〈Ḥasan-e Ṣabbāḥ〉. 《Encyclopædia Britannica》 11판. Cambridge University Press.
164. 1 2  Köhler 2013, 44쪽.
165. ↑  Runciman 1951, 229쪽.
166. ↑  Köhler 2013, 45쪽.
167. ↑  Köhler 2013, 48–50쪽.
168. ↑  Runciman 1951, 296쪽.
169. ↑  Richards 2017: "It has been said that the Alid rulers of Egypt became fearful when they saw the strength and power of the Saljuq state, that it had gained control of Syrian lands as far as Gaza, leaving no buffer state between the Saljuqs and Egypt to protect them, and that Aqsis had entered Egypt and blockaded it. They therefore sent to the Franks to invite them to invade Syria, to conquer it and separate them and the [other] Muslims, but God knows best."
170. ↑  Runciman 1951, 303쪽.
171. ↑  Brett 2017, 251쪽.
172. ↑  Raymond 1993, 65쪽.
173. ↑  Brett 2017, 257쪽.
174. ↑  Brett 2017, 261쪽.
175. ↑  Brett 2017, 263쪽.
176. ↑  Brett 2017, 260쪽.
177. ↑  Brett 2017, 265쪽.
178. ↑  Brett 2017, 265–266쪽.
179. ↑  Brett 2017, 275–276쪽.
180. ↑  Brett 2017, 276–277쪽.
181. ↑  O'Kane 2016, 38쪽.
182. ↑  Brett 2017, 280–281쪽.
183. 1 2  Brett 2017, 282쪽.
184. ↑  Raymond 1993, 83–85, 103쪽.
185. ↑  Halm 2024.
186. ↑  Bosworth, Clifford Edmund (2004). 〈"The Fatimids"〉. 《The New Islamic Dynasties: A Chronological and Genealogical Manual》. Edinburgh University Press. ISBN 978-0748696482.
187. 1 2 3 4 5 6 7 8 9 10 11 12  Den Heijer, Johannes; Immerzeel, Mat; Boutros, Naglaa Hamdi D.; Makhoul, Manhal; Pilette, Perrine; Rooijakkers, Tineke (2018). 〈Christian Art and Culture〉.   Melikian-Chirvani, Assadullah Souren. 《The World of the Fatimids》. Toronto; Munich: Aga Khan Museum; The Institute of Ismaili Studies; Hirmer. 190–217쪽. ISBN 978-1926473123.
188. 1 2 3 4  Sanders, Paula (2018). 〈Jewish Books in Fatimid Egypt〉.   Melikian-Chirvani, Assadullah Souren. 《The World of the Fatimids》. Toronto; Munich: Aga Khan Museum; The Institute of Ismaili Studies; Hirmer. 218–229쪽. ISBN 978-1926473123.
189. ↑  Fierro, Maribel (2015). “Dhimmīs in Fatimid Egypt: A View from the Islamic West”. 《Medieval Encounters: Jewish, Christian, and Muslim Culture in Confluence and Dialogue》 21 (4–5): 516–523.
190. ↑  Yarbrough, Luke (2019). “Medieval Sunni historians on Fatimid policy and non-Muslim influence”. 《Journal of Medieval History》 45 (3): 331–346. doi:10.1080/03044181.2019.1612186. S2CID 164922323.
191. ↑  Robert Ousterhout, "Rebuilding the Temple: Constantine Monomachus and the Holy Sepulchre" in The Journal of the Society of Architectural Historians, Vol. 48, No. 1 (March, 1989), pp. 66–78
192. ↑  John Joseph Saunders (2002). 《A History of Medieval Islam》. Routledge. 109–쪽. ISBN 978-1-134-93005-0.
193. ↑  Marina Rustow (2014). 《Heresy and the Politics of Community: The Jews of the Fatimid Caliphate》. Cornell University Press. 219–쪽. ISBN 978-0-8014-5529-2.
194. ↑  Lyster, William (2013). 《The Cave Church of Paul the Hermit at the Monastery of St. Pau》. Yale University Press. ISBN 978-9774160936. Al Hakim Bi-Amr Allah (r. 996–1021), however, who became the greatest persecutor of Copts.... within the church that also appears to coincide with a period of forced rapid conversion to Islam
195. ↑  N. Swanson, Mark (2010). 《The Coptic Papacy in Islamic Egypt (641–1517)》. American Univ in Cairo Press. 54쪽. ISBN 978-9774160936. By late 1012 the persecution had moved into high gear with demolitions of churches and the forced conversion of Christian ...
196. ↑  ha-Mizraḥit ha-Yiśreʼelit, Ḥevrah (1988). Asian and African Studies, Volume 22. Jerusalem Academic Press. Muslim historians note the destruction of dozens of churches and the forced conversion of dozens of people to Islam under al-Hakim bi-Amr Allah in Egypt ...These events also reflect the Muslim attitude toward forced conversion and toward converts.
197. ↑  Parsons, L. (2000). 《The Druze between Palestine and Israel 1947–49》. Springer. 2쪽. ISBN 978-0230595989. With the succession of al-Zahir to the Fatimid caliphate a mass persecution (known by the Druze as the period of the mihna) of the Muwaḥḥidūn was instigated ...
198. ↑  Rebecca Erickson. 〈The Druze〉 (PDF). 《Encyclopedia of New Religious Movements》. 2015년 5월 18일에 원본 문서 (PDF)에서 보존된 문서.
199. 1 2  Walker 1998, 140쪽.
200. ↑  Walker 1998, 141쪽.
201. 1 2  Walker 1998, 143쪽.
202. 1 2  Walker 1998, 148–149쪽.
203. 1 2  Raymond 1993, 69쪽.
204. 1 2 3  Walker 1998, 139쪽.
205. 1 2  Gabra, Gawdat; van Loon, Gertrud J.M.; Reif, Stefan; Swelim, Tarek (2013).  Ludwig, Carolyn; Jackson, Morris, 편집. 《The History and Religious Heritage of Old Cairo: Its Fortress, Churches, Synagogue, and Mosque》. American University in Cairo Press. 80–93쪽. ISBN 978-9774167690.
206. ↑  Brett, Michael (2005). 〈Population and Conversion to Islam in Egypt in the Mediaeval Period〉.   Vermeulen, Urbain; Steenbergen, J. Van. 《Egypt and Syria in the Fatimid, Ayyubid and Mamluk Eras IV: Proceedings of the 9th and 10th International Colloquium Organized at the Katholieke Universiteit Leuven in May 2000 and May 2001》 (영어). Peeters Publishers. 1–32쪽. ISBN 978-90-429-1524-4.
207. ↑  Brett 2017, 93, 123–124쪽.
208. 1 2 3  Rustow, Marina (2021). “Jews and the Fāṭimid Caliphate”. 《Al-Masāq》 33 (2): 169–187. doi:10.1080/09503110.2021.1899548. S2CID 237271659.
209. 1 2  Cohen, Mark R. (2014). 《Jewish Self-Government in Medieval Egypt: The Origins of the Office of the Head of the Jews, ca. 1065–1126》. Princeton University Press. ISBN 978-0691615424.
210. ↑  파티마 왕조의 역사
211. ↑  Sanders 1998, 154쪽.
212. ↑  Talbi, M., "al-Mahdiyya", in: Encyclopaedia of Islam, Second Edition, edited by: P. Bearman, Th. Bianquis, C. E. Bosworth, E. van Donzel, W. P. Heinrichs. Consulted online on 24 April 2017
213. 1 2 3  Talbi, M., "Ṣabra or al-Manṣūriyya", in: Encyclopaedia of Islam, Second Edition, Edited by: P. Bearman, Th. Bianquis, C.E. Bosworth, E. van Donzel, W.P. Heinrichs. Consulted online on 24 April 2017
214. ↑  Brett 2017, 80쪽.
215. ↑  Jiwa, Shainool (2017). 《The Fatimids: 1 - The Rise of a Muslim Empire》 (영어). I.B. Tauris (in association with the Institute of Ismaili Studies). ISBN 978-1-78672-174-7.
216. ↑  Rogers, J.M., J. M. Rogers and J. Jomier, "al-Ḳāhira", in: Encyclopaedia of Islam, Second Edition, Edited by: P. Bearman, Th. Bianquis, C.E. Bosworth, E. van Donzel, W.P. Heinrichs. Consulted online on 24 April 2017
217. 1 2  O'Kane 2016.
218. ↑  Mason, Robert B.; Keall, Edward J. (1990). “Petrography of Islamic pottery from Fustat”. 《Journal of the American Research Center in Egypt》 27. 165–184면. JSTOR 40000079.
219. 1 2 3 4  Bloom, Jonathan M. 〈Fāṭimid art and architecture〉.   Fleet, Kate; Krämer, Gudrun; Matringe, Denis; Nawas, John; Rowson, Everett. 《Encyclopaedia of Islam, Three》. 《The Encyclopaedia of Islam》 (Brill). ISSN 1873-9830.
220. ↑  Behrens-Absouseif, Doris (1989). 《Islamic Architecture in Cairo: An Introduction》. Leiden, the Netherlands: E.J. Brill.
221. ↑  Halm, Heinz. The Fatimids and their Traditions of Learning. London: The Institute of Ismaili Studies and I.B. Tauris. 1997.
222. ↑  Raymond 2000, 49–52쪽.
223. ↑  Canard, Marius (1960). 〈al-ʿAzīz Biʾllāh〉.   Gibb, H. A. R.; Kramers, J. H.; Lévi-Provençal, E.; Schacht, J.; Lewis, B.; Pellat, Ch. 《The Encyclopaedia of Islam, New Edition, Volume I: A–B》. Leiden: E. J. Brill. 823–825쪽.
224. ↑  Hitti, Philip K. (2002). 《A Short History of the Arabs: From the Earliest Times to the Present》 Revis 10판. Macmillan Education UK. ISBN 0333631420.
225. ↑  O'Leary, De Lacy (1923). 《A Short History of the Fatamid Caliphate》. 193쪽.
226. ↑  “MÜSTA'LÎ-BİLLÂH el-FÂTIMÎ - TDV İslâm Ansiklopedisi”. 《TDV İslam Ansiklopedisi》 (튀르키예어).
227. ↑  “MUSTANSIR BILLAH I (427-487/1036-1095), 18TH IMAM”. 《ismaili.net》 (영어). 2022년 2월 13일에 확인함.
228. ↑  “MÜSTA'LÎ-BİLLÂH el-FÂTIMÎ - TDV İslâm Ansiklopedisi”. 《TDV İslam Ansiklopedisi》 (튀르키예어).
229. ↑  “MUSTANSIR BILLAH I (427-487/1036-1095), 18TH IMAM”. 《ismaili.net》 (영어). 2022년 2월 13일에 확인함.
230. ↑  “MÜSTA'LÎ-BİLLÂH el-FÂTIMÎ - TDV İslâm Ansiklopedisi”. 《TDV İslam Ansiklopedisi》 (튀르키예어).
231. ↑  “MUSTANSIR BILLAH I (427-487/1036-1095), 18TH IMAM”. 《ismaili.net》 (영어). 2022년 2월 15일에 확인함.
232. ↑  “MÜSTA'LÎ-BİLLÂH el-FÂTIMÎ - TDV İslâm Ansiklopedisi”. 《TDV İslam Ansiklopedisi》 (튀르키예어).
233. ↑  “MUSTANSIR BILLAH I (427-487/1036-1095), 18TH IMAM”. 《ismaili.net》 (영어). 2022년 2월 15일에 확인함.
234. ↑  Daftary, Farhad (2011). 《The Ismā'īlīs: Their History and Doctrines》 (영어) 2., repr. wi corr판. New York, NY: Cambridge Univ. Press. 250–252쪽. ISBN 978-0-521-61636-2.